# Église Saint-Martin du Mesnil-Amelot
L'église Saint-Martin est une église catholique paroissiale située au Mesnil-Amelot, en France. Elle a été bâtie entre 1520 et 1550 environ dans le style gothique flamboyant, la Renaissance se manifestant juste timidement par les chapiteaux du rond-point de l'abside. L'église Saint-Martin se distingue à la fois par sa belle homogénéité, son effet monumental, sa modénature et sa sculpture très soignées, et son plan particulier avec déambulatoire, mais sans chapelles rayonnantes ni transept. Les trois vaisseaux sont de même largeur, et de proportions élancées. Elles communiquent entre eux par des grandes arcades largement ouvertes, sauf dans l'abside, où les piliers sont plus minces. L'élévation s'organise sur deux niveaux. Le deuxième niveau d'élévation, qui représente environ un tiers de la hauteur totale, comporte des murs aveugles dans les trois travées de la nef, et des fenêtres hautes dans les deux travées du chœur. La polychromie d'origine, restituée lors de la restauration de la fin du XXe siècle, complète avantageusement l'architecture, ainsi que le grand retable du maître-autel de 1654. L'église Saint-Martin a été classée aux monuments historiques par arrêté du 13 juillet 1911. Elle est affiliée au secteur paroissial Ouest-Goële, avec siège à Dammartin-en-Goële, et les messes dominicales y sont célébrées irrégulièrement, le dimanche à 9 h 30.

## Localisation

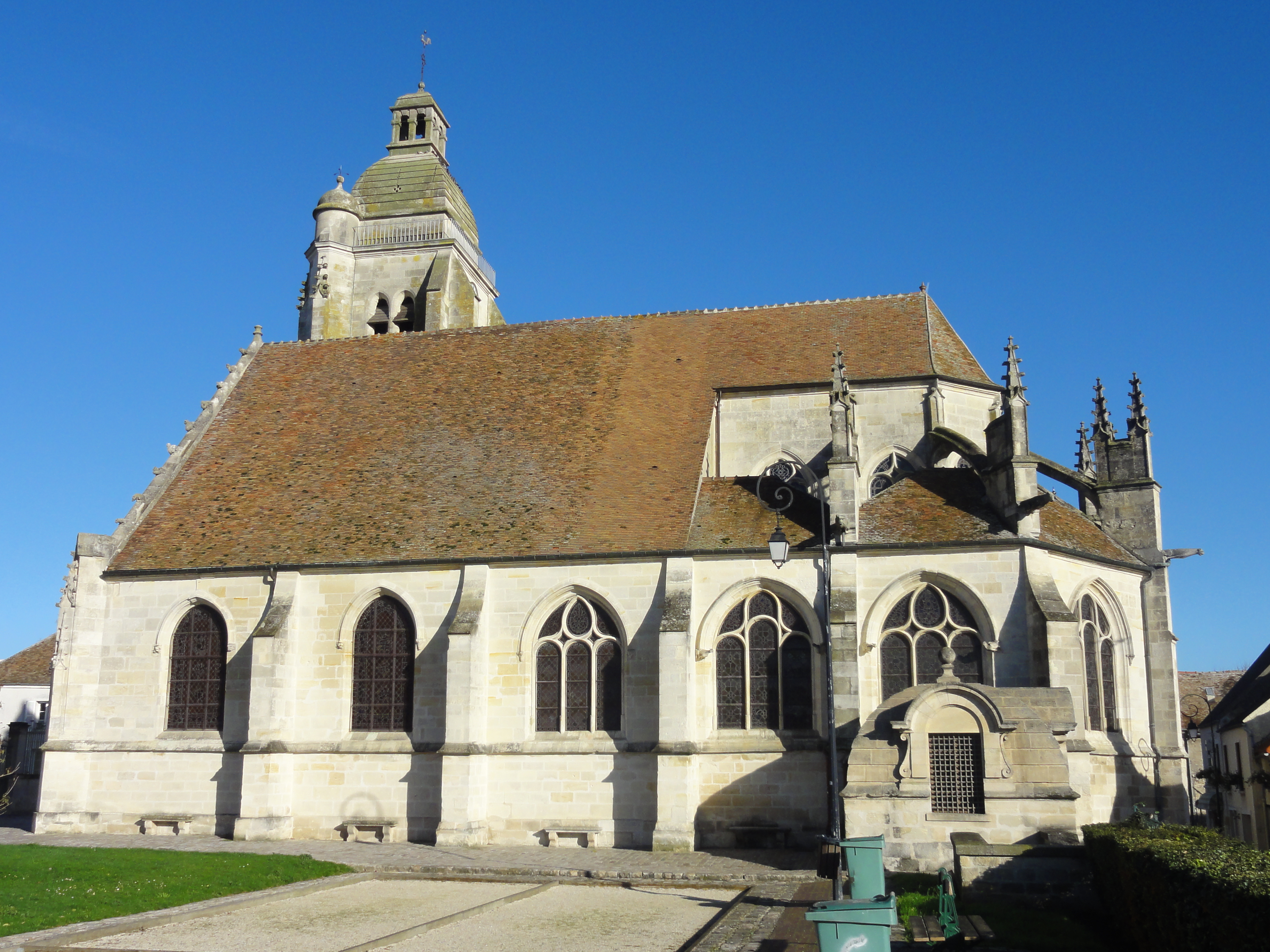
Vue depuis le sud-est.

L'église est située en France, en région Île-de-France et dans le département français de Seine-et-Marne, à moins d'un kilomètre de la zone aéroportuaire de l'aéroport de Paris-Charles-de-Gaulle, sur la commune du Mesnil-Amelot, rue de Claye, au sud du carrefour avec la rue de Guivry. La place de l'Église s'insère entre la rue et l'élévation septentrionale de l'église, où se trouve l'un des deux portails. Ainsi, l'édifice est bien dégagé de ce côté, et visible en élévation en s'en approchant par la rue de Guivry. En revanche, le chevet n'est visible que depuis l'étroite rue de Bosnier, et le parvis devant la façade occidentale n'est pas assez large pour contempler cette élévation la plus richement décorée de l'église en prenant suffisamment de recul. L'élévation méridionale donne sur un jardin public avec boulodrome, et est bien mise en valeur. La cuvette au sud du village la rend visible de loin, même si cet effet est atténué par la densification du tissu bâti.

## Historique
Avant d'avoir des seigneurs laïcs, des familles Rance puis Amelot, le village avait des seigneurs ecclésiastiques, d'abord l'abbaye de Cluny, puis le prieuré Saint-Martin-des-Champs, à Paris, qui est une filiale de cette même abbaye. Malheureusement, Maurice Pignard-Péguet n'indique pas la date quand le prieuré clunisien céda la seigneurie, mais si sa présence sur place est antérieure à la fondation de la paroisse, elle peut expliquer le vocable de l'église. Comme un grand nombre d'églises d'Île-de-France, elle est dédiée à saint Martin de Tours. Sous l'Ancien Régime, la paroisse relève du doyenné de Dammartin-en-Goële, de l'archidiaconé de France et du diocèse de Meaux. Le collateur de la cure est l'évêque de Meaux. La grosse dîme est partagée, à parts inégales, entre l'abbaye de Cluny ; le prieuré Saint-Martin-des-Champs ; le chapitre de Meaux ; et l'abbaye Sainte-Geneviève de Paris. Les menues dîmes reviennent à d'autres seigneurs ecclésiastiques ; il y a aussi de petites parts qui reviennent au conseil de fabrique et au curé.

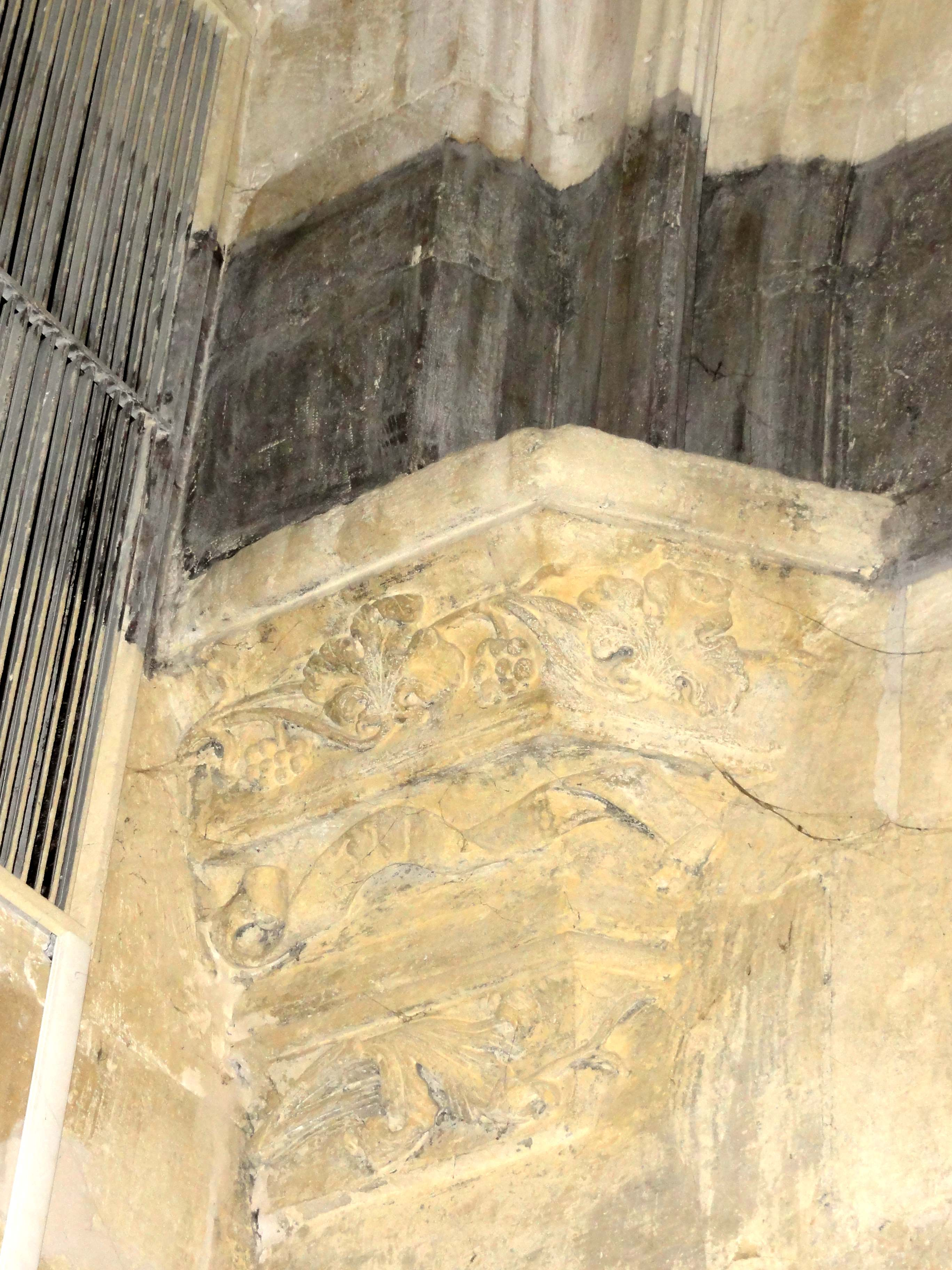
Console portant la date de 1531, mal lisible au milieu, sur le phylactère.

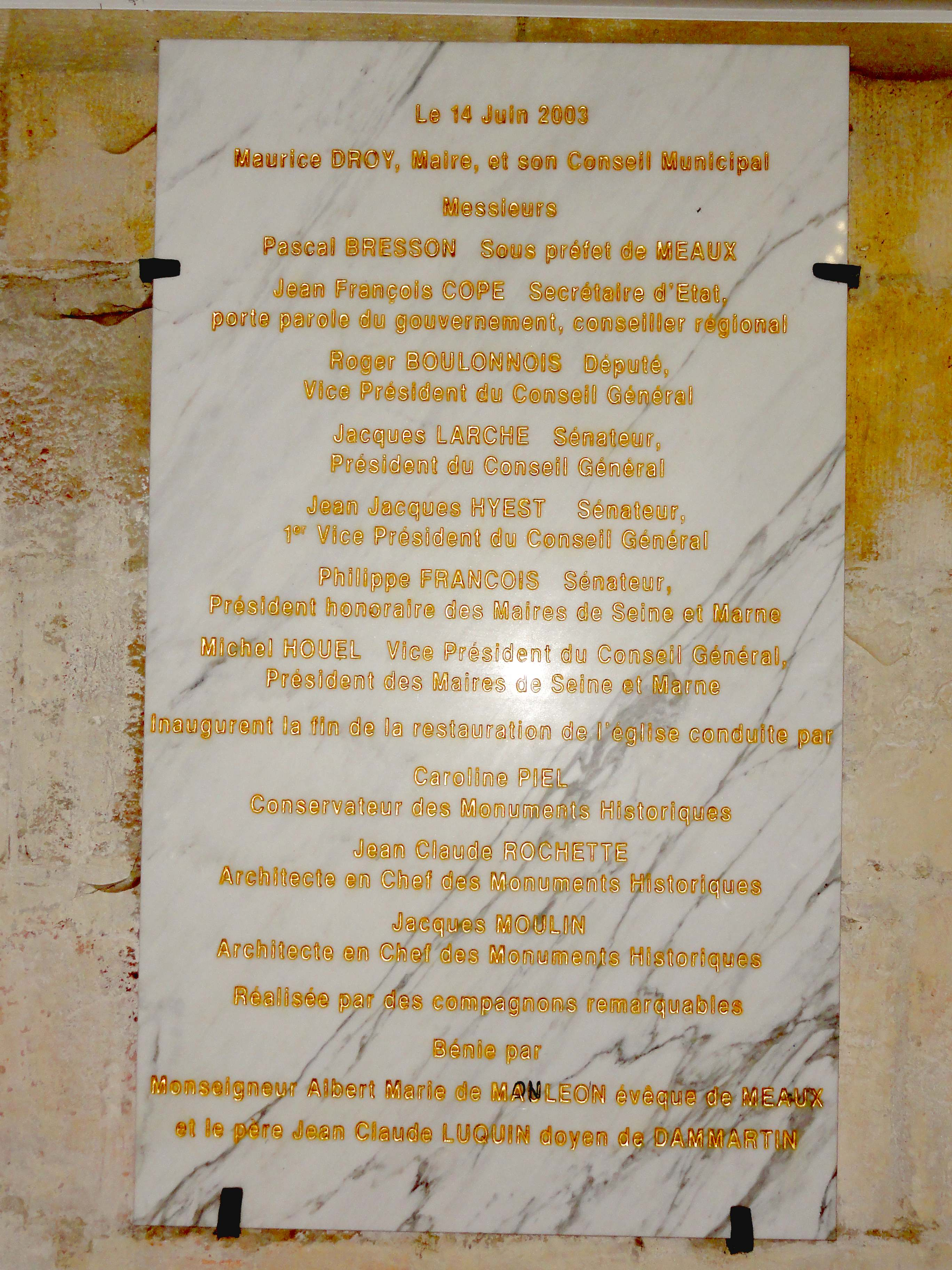
Plaque commémorative de la bénédiction le 14 juin 2003.

Jean Vallery-Radot a essayé de retracer l'histoire de l'église, et constaté que les archives ne possèdent plus aucun document relatif à sa construction. Il n'y a que la date de 1633 relative à l'ancienne calotte du clocher, mentionnée dans le « Coutumier de la paroisse du Mesnil » conservé aux archives départementales de Seine-et-Marne. Tous les autres documents ne concernent que des réparations ou le mobilier. Un précieux indice est fourni par le millésime de 1531 gravé sur la console dans l'angle nord-ouest du bas-côté nord. Cette date correspond vraisemblablement à l'achèvement de la nef et des deux bas-côtés, qui sont d'un style gothique flamboyant encore assez pur (sauf la fenêtre de la troisième travée du sud). Les parties orientales ont certainement été bâties immédiatement après, car seulement assez timidement influencées par la Renaissance, hormis les quatre chapiteaux corinthiens du chœur et les formes en plein cintre des réseaux des fenêtres. Toujours selon Jean Vallery-Radot, les parties basses du clocher devraient être légèrement plus anciennes que le reste et remonter à la fin du XVe ou au début du XVIe siècle. L'affirmation de Maurice Pignard-Péguet, qu'un triplet bouché au chevet indique que l'église remonte au XIIIe siècle, doit reposer sur une confusion, imputable au mauvais état de l'édifice au début du XXe siècle.
En 1654, le conseil de fabrique acquiert un nouveau maître-autel avec retable pour un prix d'environ 2 700 livres. En 1666, un carillon de dix cloches est installé dans le beffroi sur l'initiative de l'abbé Marc Gaudron, curé de la paroisse. Les cloches sont fondues par Florentin Legay, fondeur de cloches pour avoir fourni en 1681 le bourdon de Notre-Dame de Paris sur ordre de Louis XIV et Marie-Thérèse d'Autriche. Le carillon du Mesnil-Amelot bénéficie d'une certaine renommée dans la région, puisqu'il sonne les heures, les demi-heures et les quarts-d'heures, jour et nuit, avec différentes cloches. Les demi-heures sont sonnées avec le même nombre de frappes que l'heure pleine à venir, ce qui sème la confusion parmi les voyageurs de passage. D'importants travaux de restauration sont effectués à la fin de l'Ancien Régime. En 1780, le couronnement du clocher est entièrement reconstruit. La calotte de 1633, les pyramidons aux angles, et la balustrade en pierre qui les relie sont supprimés. À leur place, l'on édifie une terrasse bordée par un garde-corps en fer, plus léger ; un dôme sur plan carré ; et un lanternon au sommet. D'autres travaux portent sur la couverture de la nef et des bas-côtés et la réfection du parement des parties basses des murs. En somme, ces travaux coûtent la somme de 18 245 livres, payée par les gros décimateurs. En 1783, les contreforts, les culées et les arcs-boutants du chœur sont refaits pour la première fois, ainsi que la couverture. L'addition se monte à 2 465 livres et est également prise en charge par les gros décimateurs. Comme partout ailleurs, la Révolution française ne respecte qu'une unique cloche, celle qui répond au nom de Martine, et les autres sont descendues et envoyées à la fonte pour en faire des canons,.
L'intérêt artistique de l'église Saint-Martin est assez tôt remarqué. En 1841, Louis Michelin note que « l'église du Mesnil-Amelot est l'une de celles qui méritent le plus d'être remarquées. Les parties qui la composent fixent l'admiration et sont admirées ». En 1911, Maurice Pignard-Péguet écrit que « l'église, superbe, a trois nefs, un déambulatoire, et une façade ornée d'un magnifique portail ». L'église est classée aux monuments historiques par arrêté du 13 juillet de la même année. Entre 1971 et 2003, elle bénéficie d'une restauration complète en plusieurs campagnes, sous la direction successive des architectes en chef des monuments historiques Jean-Claude Rochette et Jacques Moulin. Le mobilier et l'orgue, inauguré le 7 décembre 1991, ne sont pas oubliés. À l'issue des travaux, l'église est bénie par Mgr Albert-Marie de Monléon, évêque de Meaux, et inaugurée en la présence des différents acteurs ayant participé au projet, le 14 juin 2003. Le Mesnil-Amelot n'a aujourd'hui plus de prêtre résident et l'église est affiliée au secteur paroissial Ouest-Goële, avec siège à Dammartin-en-Goële. Les messes dominicales sont célébrées en l'église Saint-Martin irrégulièrement, le dimanche à 9 h 30.

## Description

### Aperçu général

Plan de l'église.

Orientée à peu près régulièrement, avec toutefois une déviation de l'axe de 25° vers le sud-est du côté du chevet, l'église répond à un plan simple avec trois vaisseaux, chevet polygonal et déambulatoire, sans transept ni chapelles rayonnantes. C'est une particularité de plan partagée avec la cathédrale Notre-Dame de Paris primitive de Maurice de Sully, et par quelques églises ou chœurs gothiques du pays de France, à savoir Deuil-la-Barre (un unique niveau d'élévation), Domont (chapelle axiale rajoutée après coup), Fontenay-en-Parisis (déambulatoire reconstruit à la Renaissance), et Gonesse. Il n'y a pas d'autre église flamboyante du même plan, mais une église Renaissance, celle de Mareil-en-France, dont le plan « présente de si curieuses analogies avec celui de notre église que l'on est en droit de se demander s'il n'en dérive point » (Jean Vallery-Radot).
Le vaisseau central est à deux niveaux d'élévation. Il se compose d'une nef aveugle de trois travées, d'une travée droite du chœur avec fenêtres hautes, et d'une abside à cinq pans, également dotée de fenêtres hautes. Le clocher se situe au nord de la première travée de la nef. Sa base est fermée par des murs, et accessible par une porte depuis la nef. La cage d'escalier est englobée dans l'angle sud-ouest de la tour, et se situe en grande partie dans-œuvre. Un escalier au milieu de la base du clocher dessert la tribune d'orgue. Sauf au niveau du clocher, la nef et le chœur sont flanqués de bas-côtés, qui se rejoignent par les cinq travées du déambulatoire. La hauteur et la largeur des vaisseaux est identique sur toute la longueur de l'édifice. La longueur totale dans-œuvre est de 21,45 m, et la largeur est de 14,45 m. L'ensemble des travées sont voûtées d'ogives, avec des voûtes quadripartites ordinaires, et six branches d'ogives rayonnant autour d'un point central dans l'abside. Une petite sacristie est accolée à la première travée du chœur, au sud, sans obturer sa fenêtre. L'on accède à l'église par le portail occidental de la nef, ou par le portail latéral de la première travée du bas-côté nord, qui donne sur la place de l'Église. La nef et ses bas-côtés sont recouverts ensemble par une large toiture à deux rampants. Au niveau du vaisseau central, cette toiture se poursuit sans rupture jusqu'au chevet, où elle se termine par trois croupes. Les deux bas-côtés du chœur et le déambulatoire sont munis de toits en pavillon, afin de ne pas obturer les fenêtres hautes qui sont très proches des grandes arcades. Toutes les couvertures sont réalisées en tuiles plates du pays, hormis pour le clocher et la sacristie, qui disposent de dômes de pierre.

### Intérieur

#### Nef

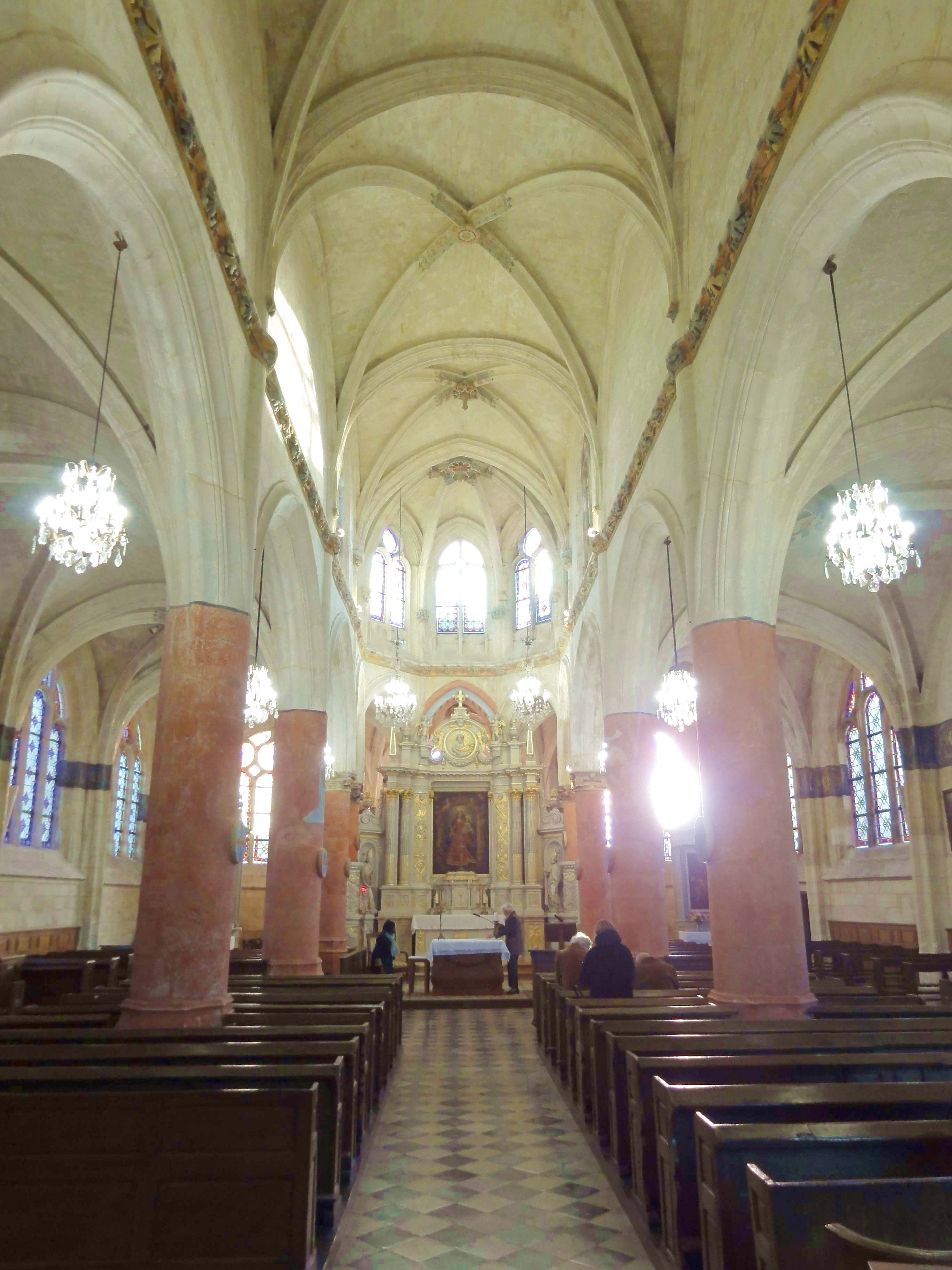
Nef, vue vers l'est.

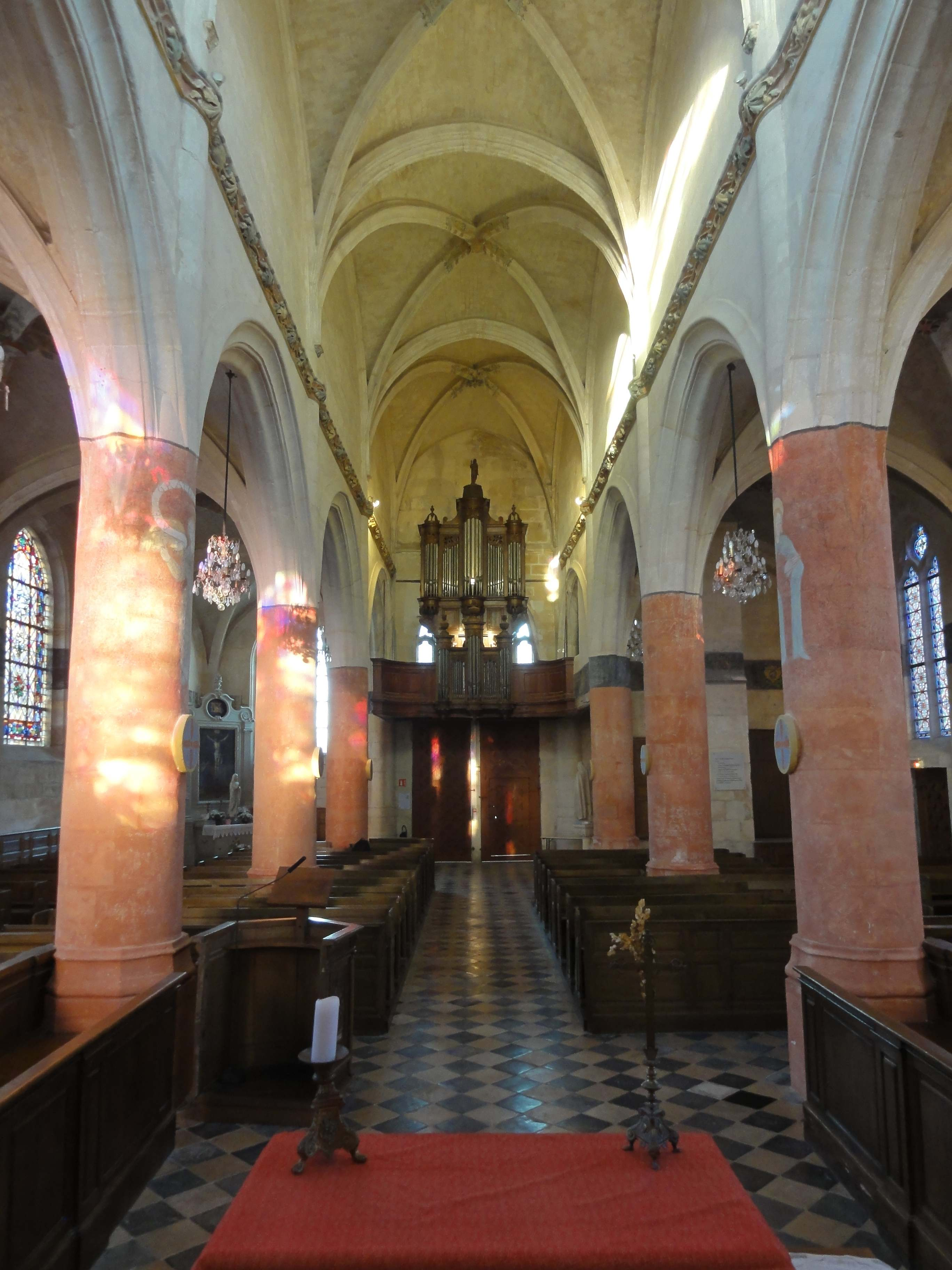
Nef, vue vers l'ouest.

Malgré les dimensions modestes de l'édifice, l'intérieur est d'une belle monumentalité, obtenue grâce à une unicité stylistique presque totale entre nef et chœur ; une modénature et un décor sculpté soignés ; une polychromie architecturale d'origine fidèlement restituée ; un certain élancement, avec une hauteur sous le sommet des voûtes équivalente à deux fois et demi la largeur ; une ouverture généreuse des grandes arcades, qui résulte du plan carré (et non barlong) des travées ; et par ce biais, l'intégration visuelle des bas-côtés dans l'espace du vaisseau central. L'éclairage est assuré de façon indirecte par les baies des bas-côtés et du chœur, abstraction faite des fenêtres au-dessus du portail, qui sont partiellement cachées par l'orgue. Cependant, la position du clocher au nord (et non au sud, comme c'est la règle) ; la faible longueur de la nef ; la teinte claire, presque blanche, des murs et des voûtes ; et la hauteur relativement importante des grandes arcades évitent un trop d'obscurité. La position atypique du clocher est partagée par les églises de Boran-sur-Oise et Mareil-en-France. Les grandes arcades atteignent les deux tiers de la hauteur du vaisseau central sous le sommet des voûtes. Le second niveau d'élévation est ainsi presque limité à la lunette des voûtes. La retombée des grandes arcades s'effectue à mi-chemin de la retombée des hautes-voûtes.
Les piliers sont monocylindriques et appareillés en tambour, ce qui n'est pas rare dans les églises flamboyantes de la région. On peut citer, par exemple, Bessancourt, Bresles, La Chapelle-en-Serval, Jagny-sous-Bois, Précy-sur-Oise, Survilliers, Le Thillay, Orrouy, Vineuil-Saint-Firmin ou Vauréal. Plus fréquents sont toutefois les différents types de piliers ondulés à quatre ou huit renflements. Les bases, octogonales, prennent la forme d'une plinthe moulurée et reposent sur des socles également octogonaux. Piliers et bases sont peints en rose indien. Côté nef, les piliers font légèrement saillie devant les murs hauts. De la sorte, ils montent, en tant que simples renflements, jusqu'à la retombée des hautes-voûtes. Les grandes arcades, en tiers-point, pénètrent directement dans les piliers. Leur profil est émoussé, contrairement à celui des nervures des voûtes, et comporte dans l'intrados un boudin formé par une double doucine, comme dans la plupart des églises flamboyantes de la région. L'intérêt est de pouvoir assurer la continuité entre arcades et piliers. L'extrados est mouluré d'une large gorge entre une baguette logée dans un cavet, en bas, et une autre baguette, en haut. Elle fait nettement saillie devant la surface murale et se superpose aux renflements, où elle finit par se fondre dans le pilier. Une assise au-dessus du sommet de l'extrados, une frise de pampres apporte une scansion horizontale et marque la limite de l'étage des grandes arcades. Le même procédé est utilisé plus couramment à la limite des allèges, comme par exemple dans les bas-côtés de Louvres, au début de la nef de Méry-sur-Oise, dans la dernière travée du collatéral sud de Villiers-Adam et dans le bas-côté nord de Villiers-le-Bel (où les motifs sont des postes associées aux denticules). Les feuilles sont peintes en turquoise et ocre ; l'arrière-plan est peint en vermillon ; et la baguette qui délimite supérieurement la frise est enveloppée d'un ruban turquoise.
Les formerets sont en arc brisé, et leur tracé s'harmonise ainsi avec les grandes arcades. Les arcs-doubleaux et ogives sont en revanche en plein cintre et annoncent la Renaissance. Ceci n'empêche pas que les profils sont toujours aigus et typiquement flamboyants. Ils brisent bien la lumière et apportent ainsi des lignes claires. Les ogives affichent un listel en face et une large gorge entre deux fines moulures concaves de chaque côté. Le profil des formerets est calqué sur celui des ogives. Le profil prismatique des doubleaux est plus complexe. Les ogives se fondent dans les piliers devant les doubleaux et s'interpénètrent avec les formerets, dont le listel supérieur transperce les ogives, pour retomber immédiatement sur un minuscule cul-de-lampe. Il y a un seul cul-de-lampe par pilier, que se partagent les deux formerets concernés. Il se compose d'un tailloir et d'une corbeille, sculptée d'une tête et de feuillages. À Survilliers, certains formerets retombent individuellement sur des culs-de-lampe feuillagés. Au sud de la nef de Villiers-le-Bel, les ogives sont également concernées, et l'on compte ainsi quatre culs-de-lampe par pilier. À Brie-Comte-Robert, ce sont les moulures saillantes des grandes arcades qui sont reçues sur des culs-de-lampe sculptés de divers motifs flamboyants. Par leurs petites dimensions et l'application restrictive à une partie des nervures, les culs-de-lampe ne rompent pas la fluidité des lignes, qui fait la force de l'art flamboyant. Sur ce plan, les défauts stylistiques sont fréquents à la période de transition vers la Renaissance, comme on peut le constater à Bresles, où les culs-de-lampe concernent toutes les nervures des voûtes sur le pourtour des travées orientales, à Précy-sur-Oise, où les piliers sont bagués, ou à Raray, où les nervures des voûtes se fondent dans un fût cylindrique porté par un cul-de-lampe, lui-même porté par un pilier ondulé. Quant aux clés de voûte, elles arborent une étoile à huit branches formée par des segments de cercle ; un écusson au milieu de quatre têtes trilobées inversées ; et une rosace à deux rangs de pétales. Plus intéressant que les clés elles-mêmes est le décor dessiné en noir et colorié, faisant appel aux mêmes motifs qu'habituellement utilisés sur les bordures des vitraux Renaissance : candélabres, têtes de chérubin, volutes végétales et fleurs de lys. L'on trouve un décor du même genre à Saint-Sauveur.

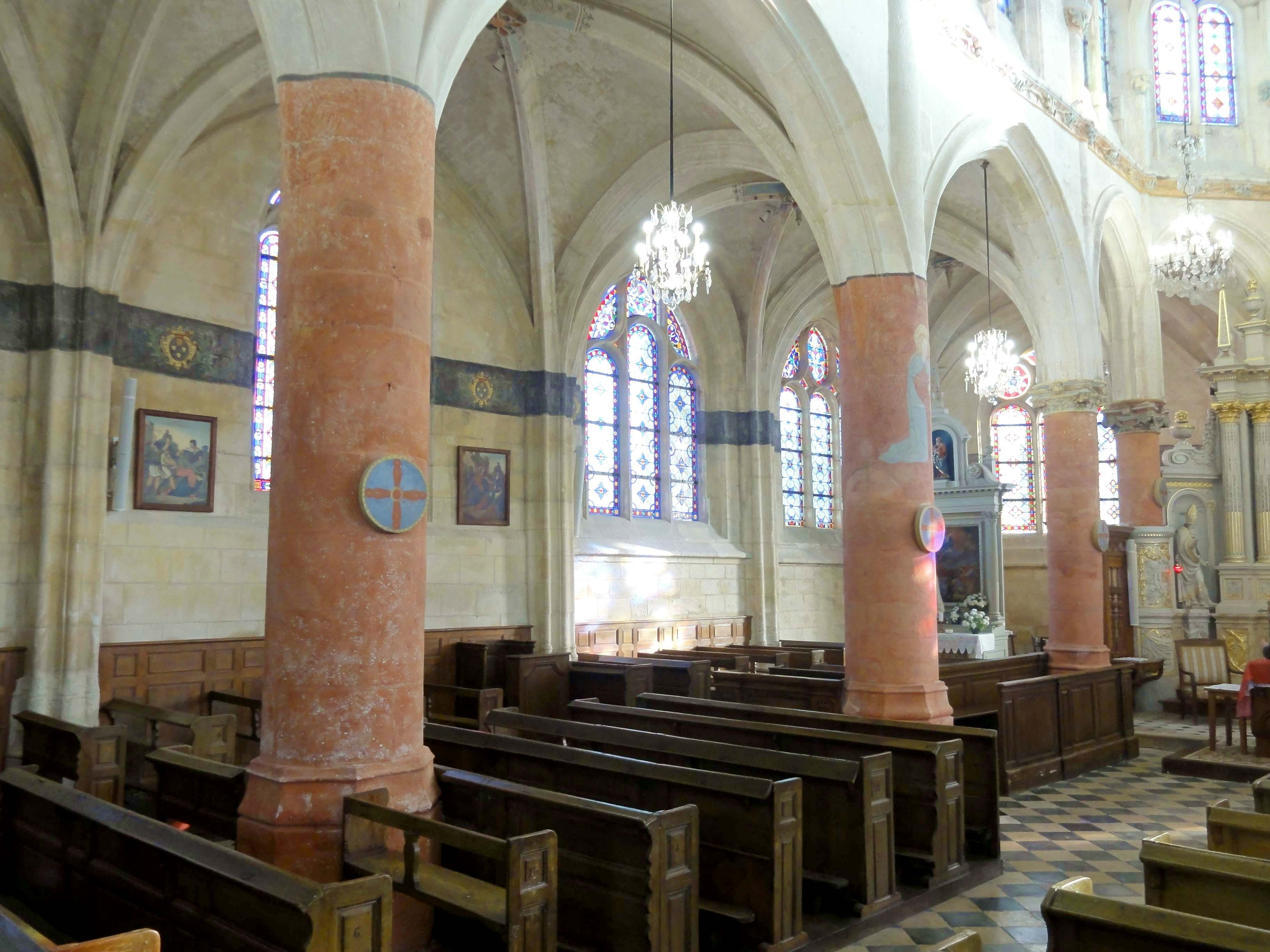
Grandes arcades du nord.
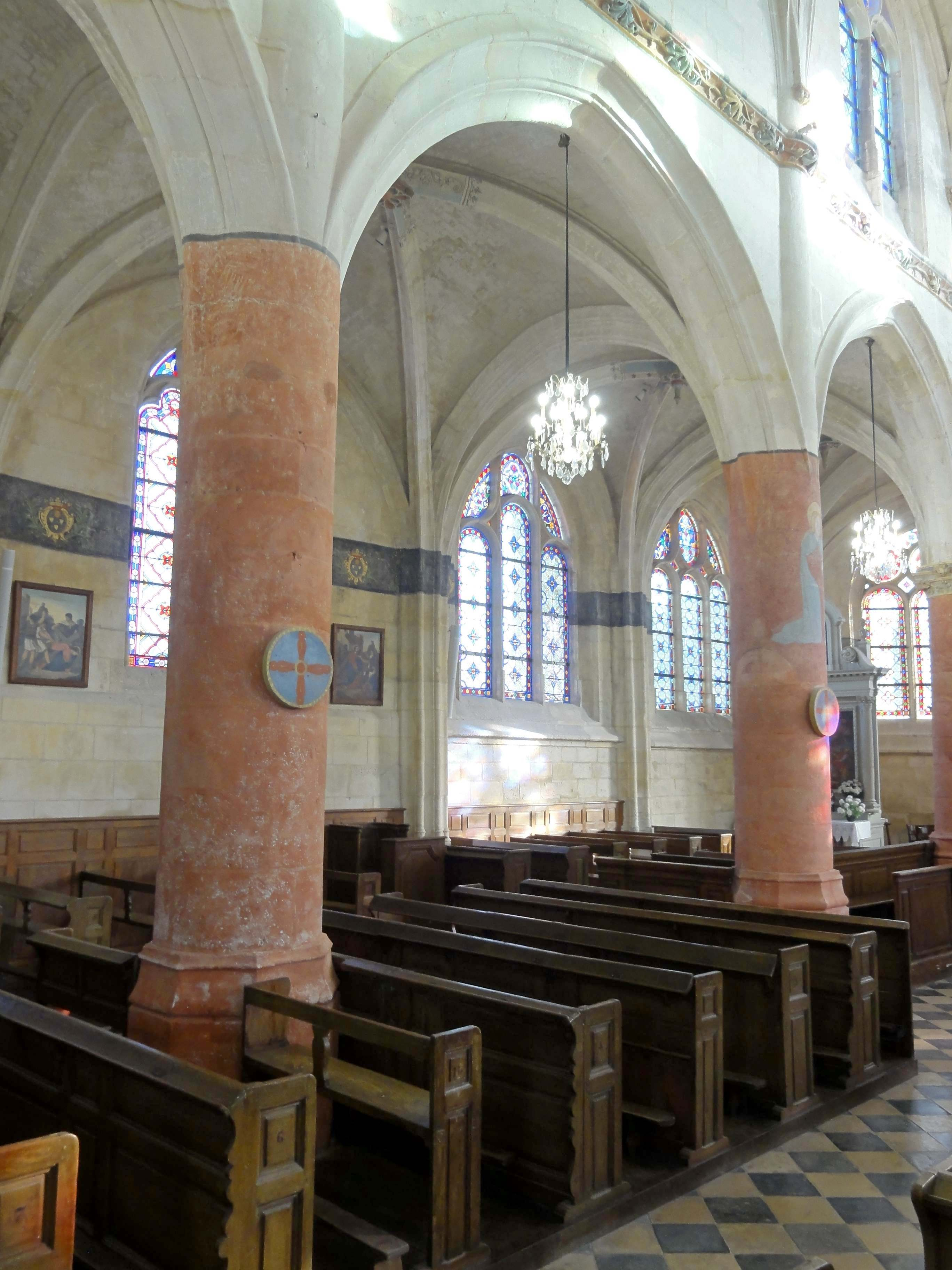
3e arcade du nord.
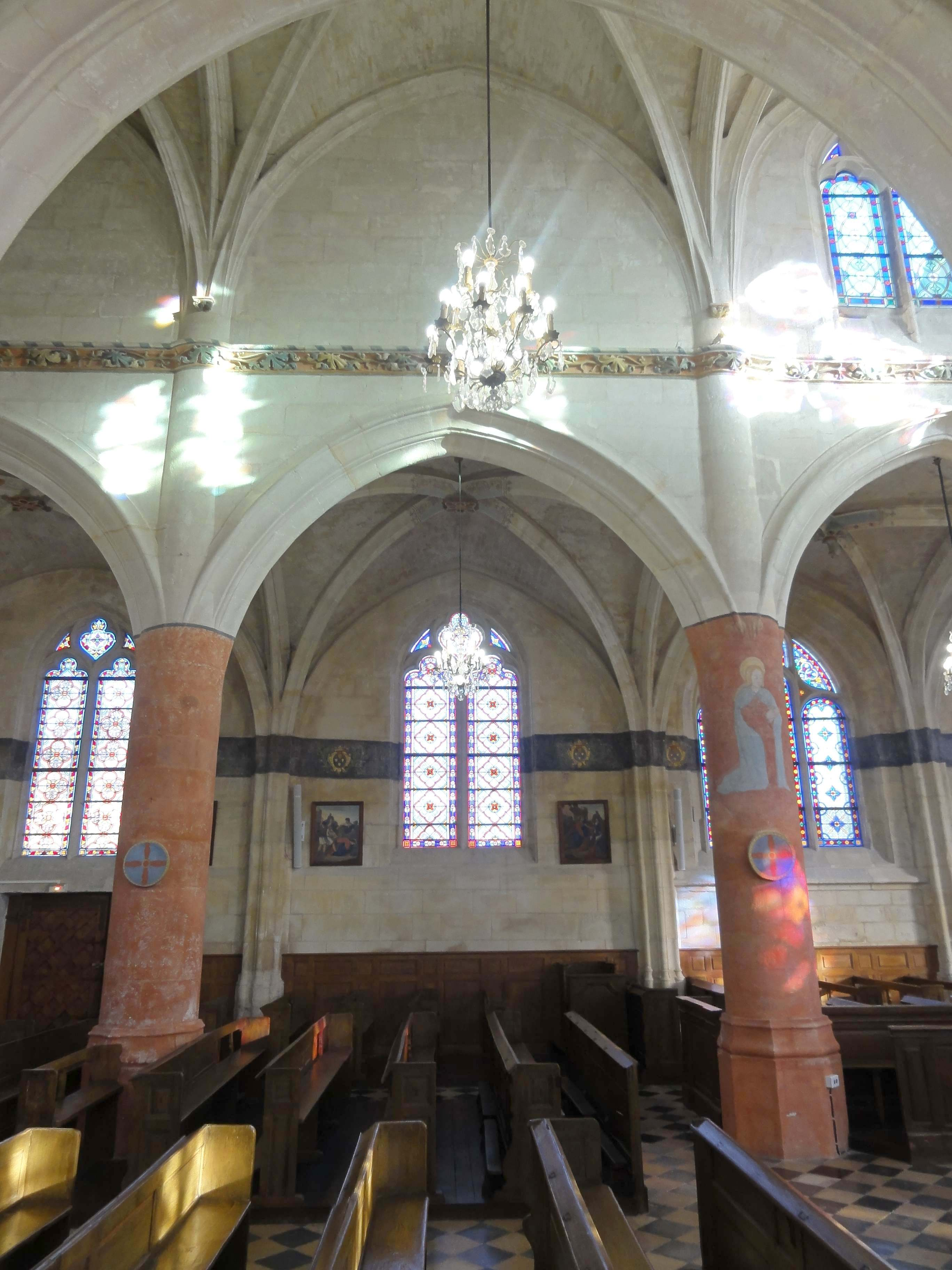
3e travée, élévation nord.
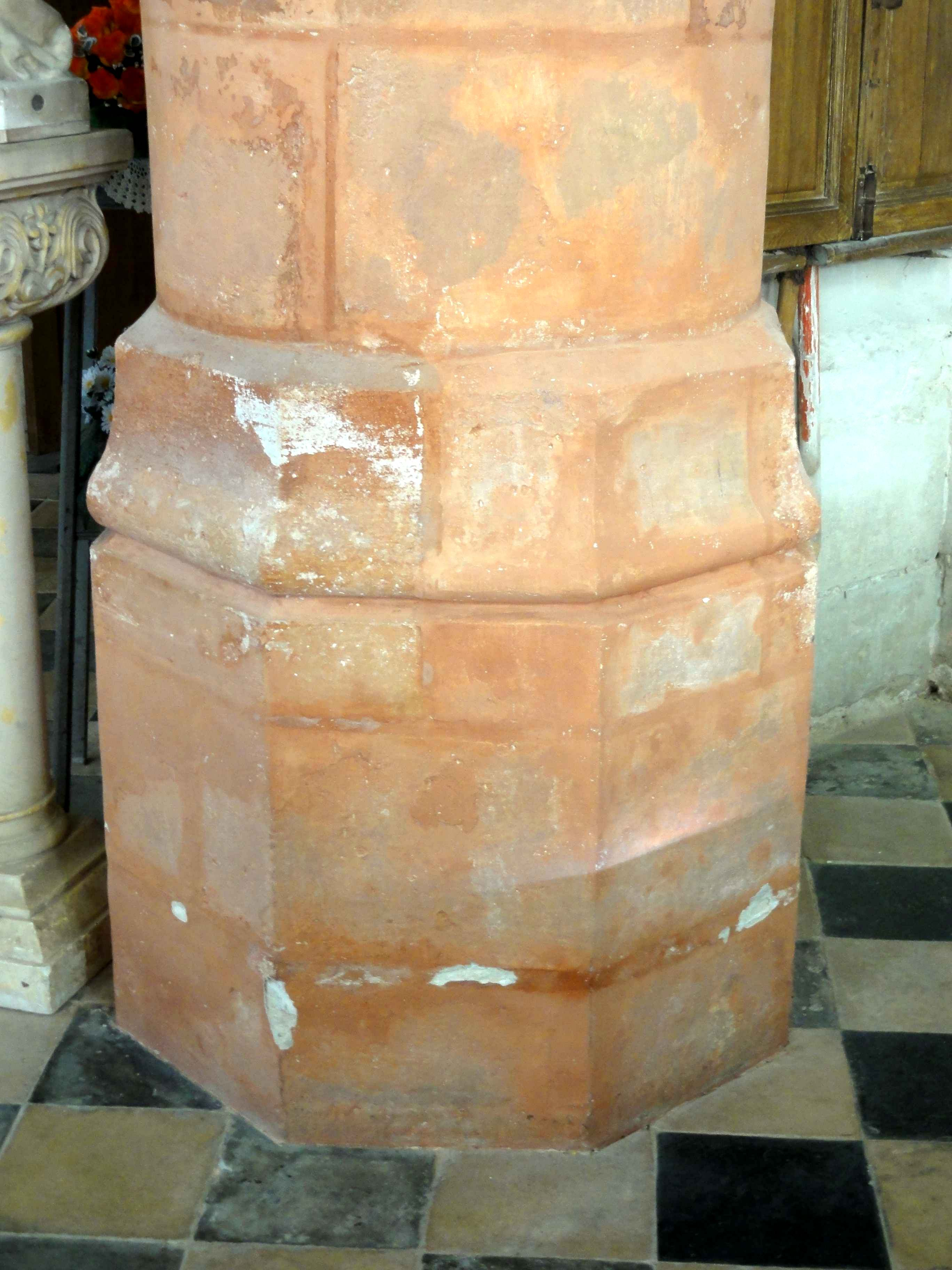
Base.
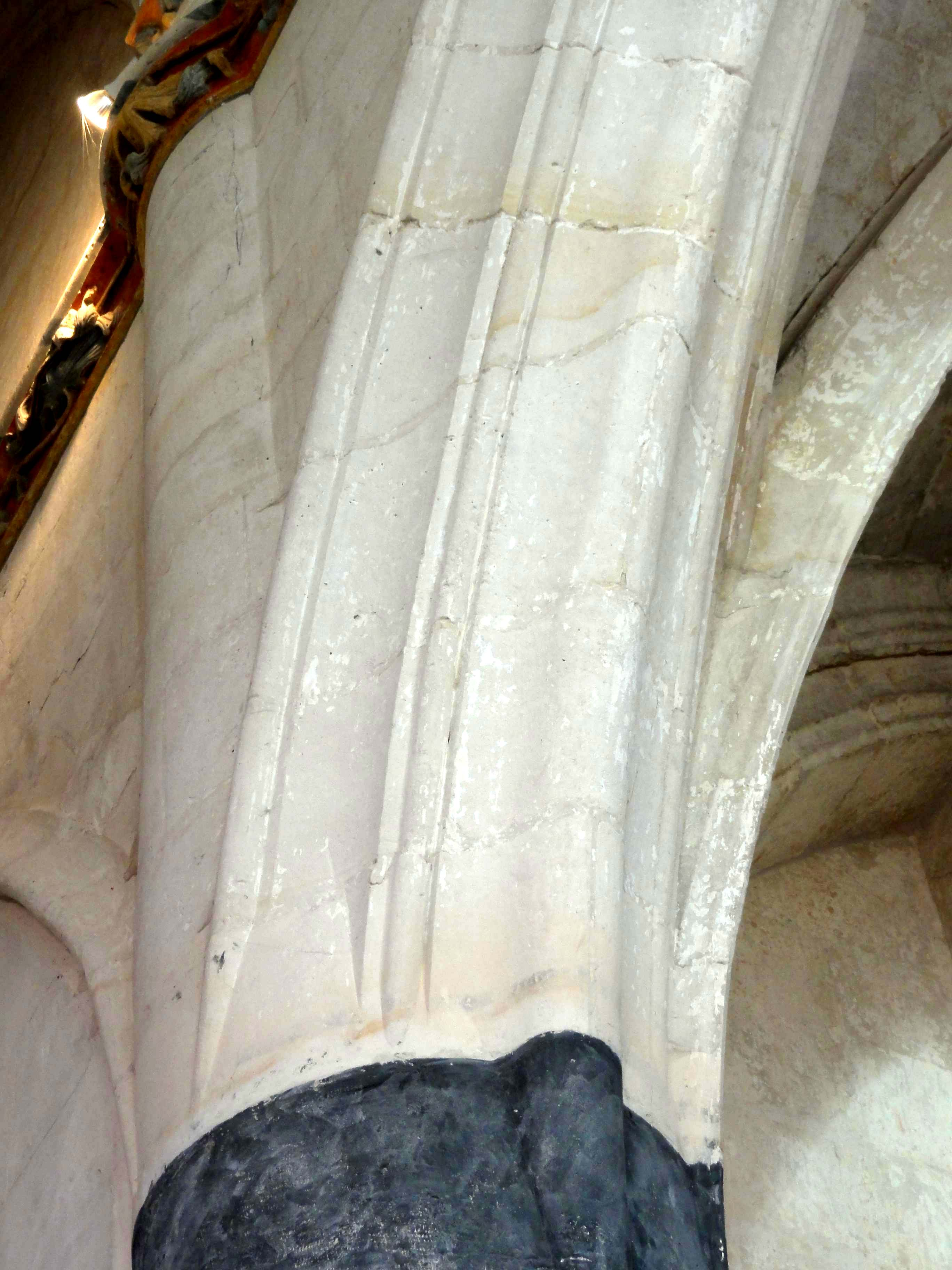
Grandes arcades.
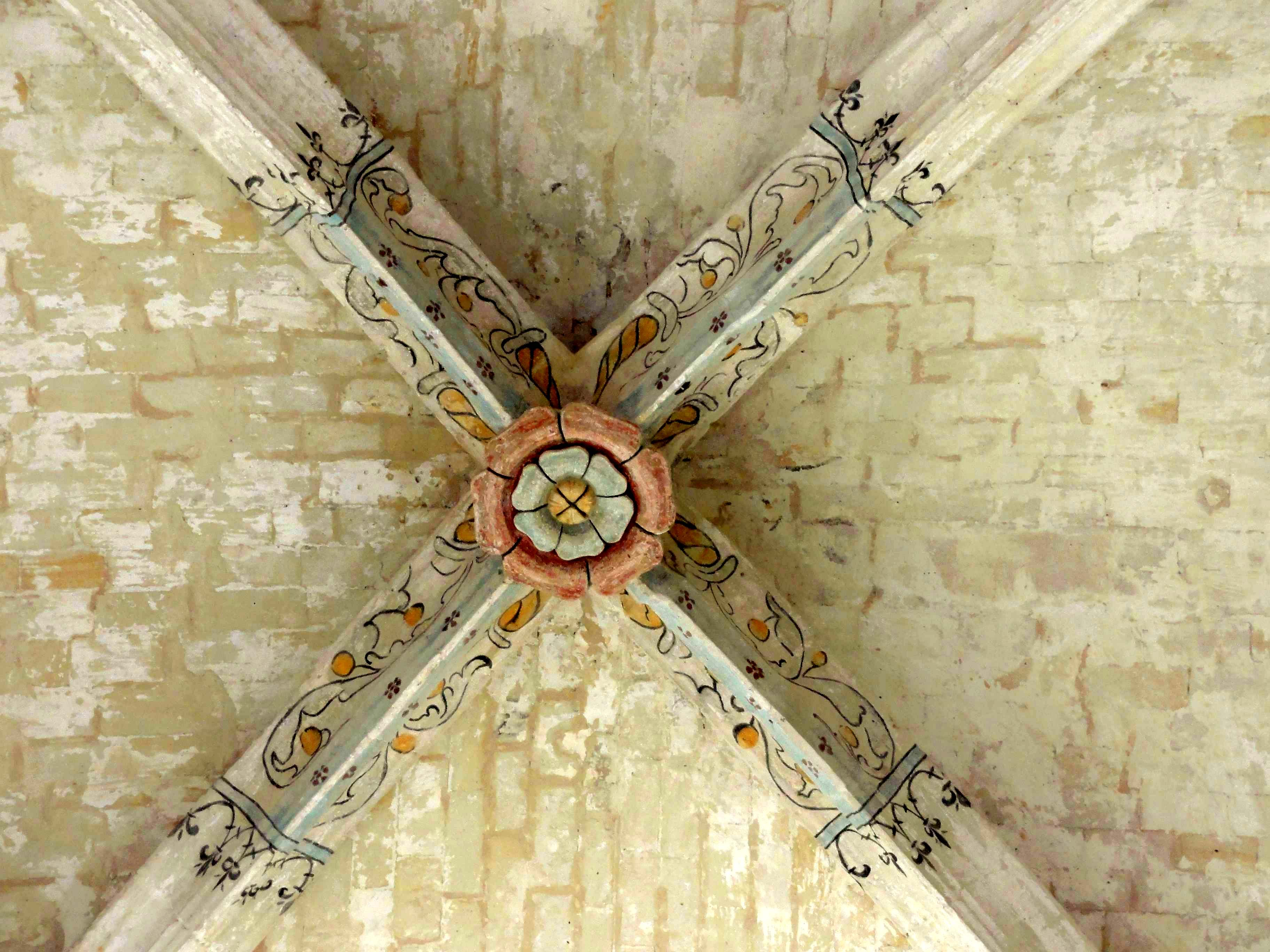
3e travée, clé de voûte.

#### Chœur

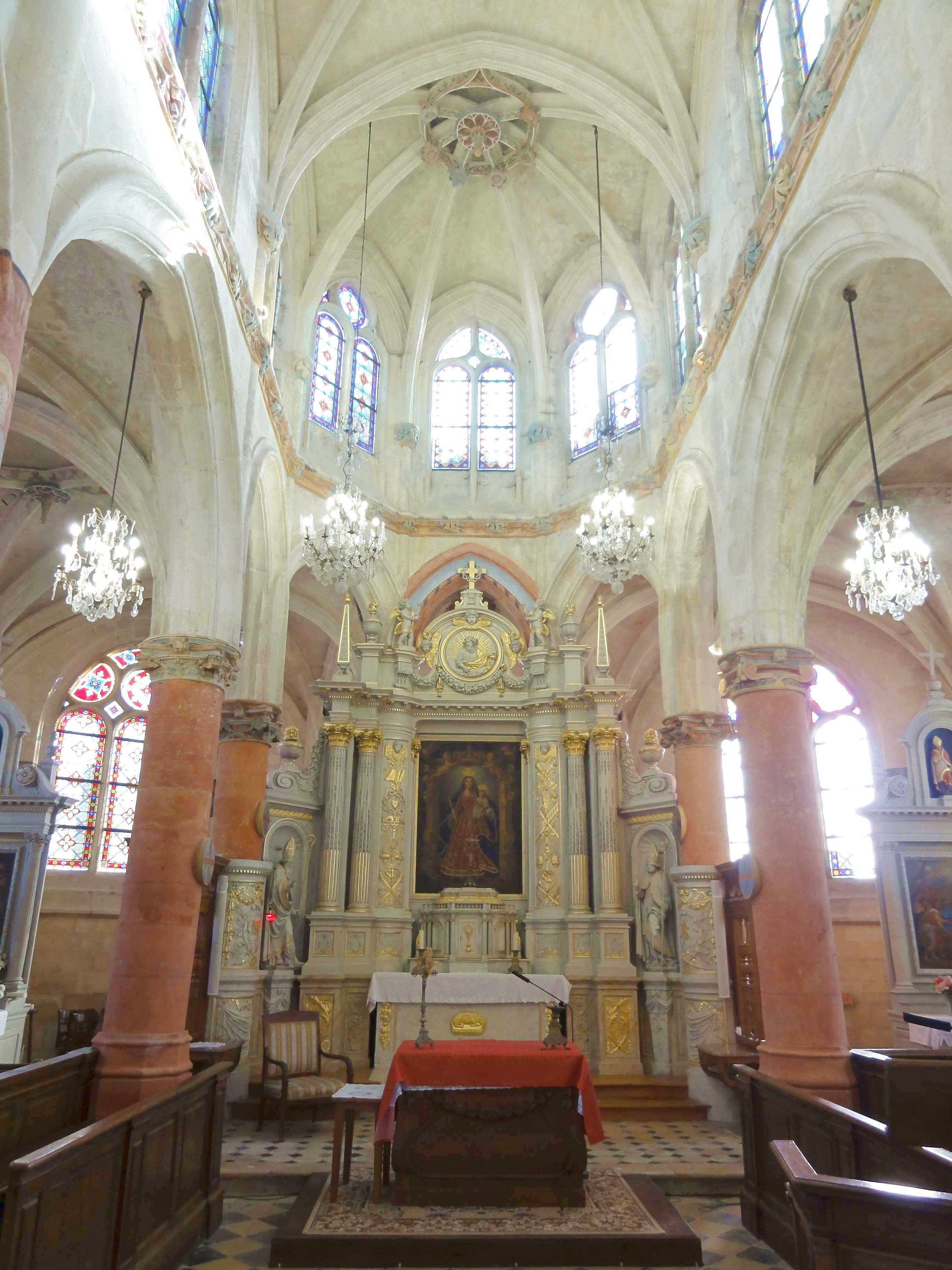
Chœur, vue vers l'est.

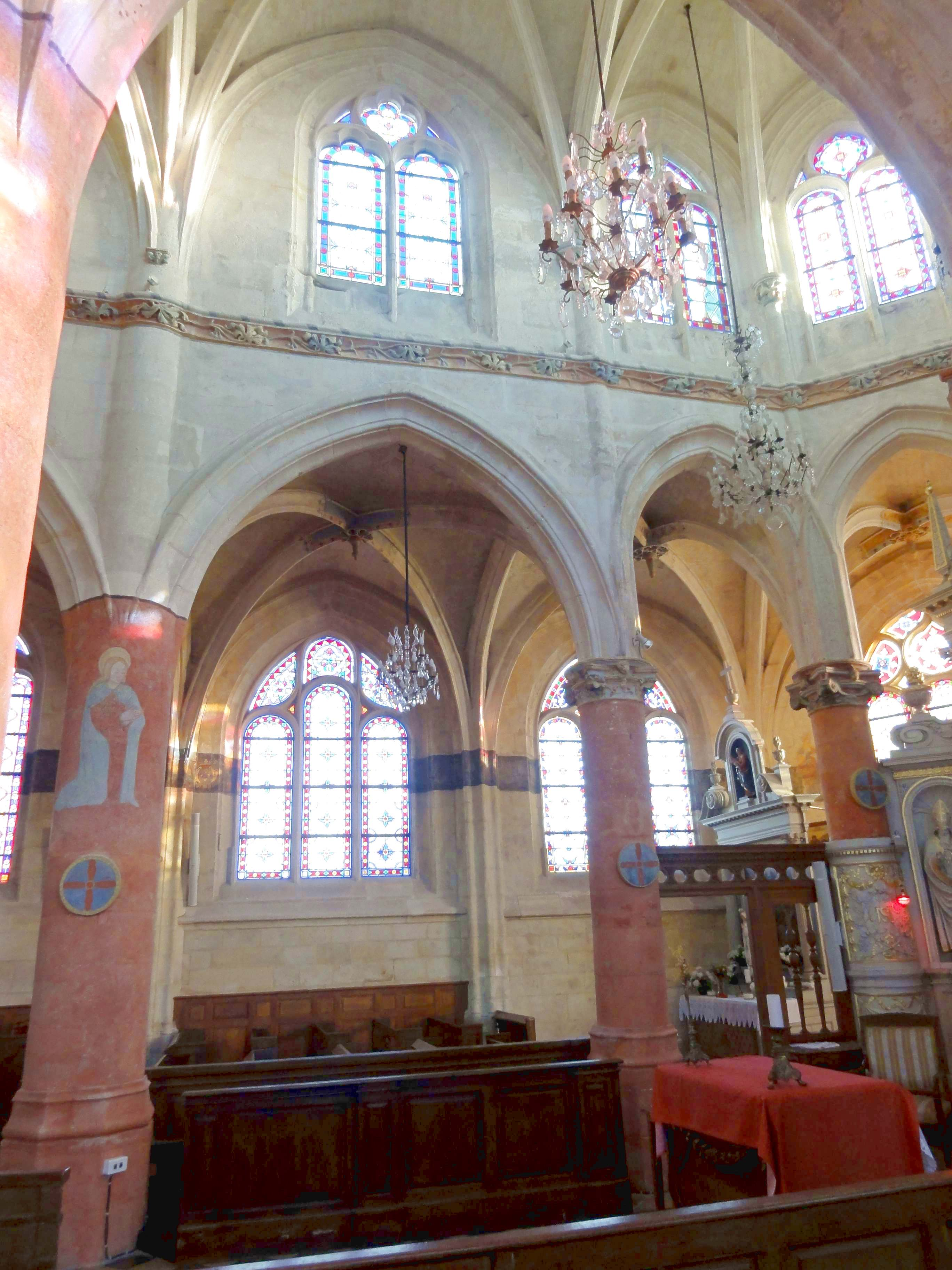
Élévation nord.

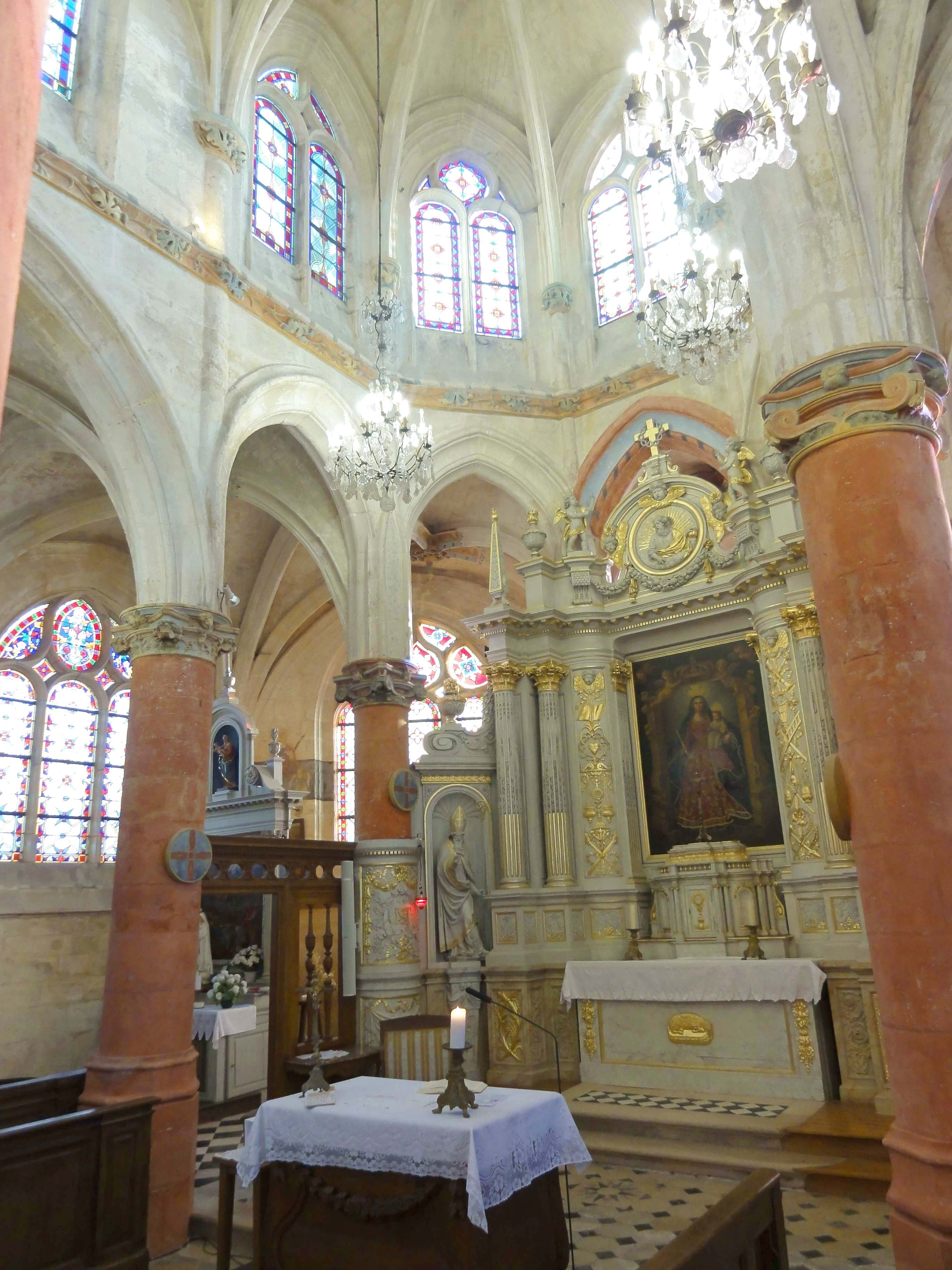
Vue vers le nord-est.

Le chœur reste sur les partis architecturaux adoptés pour la nef, mais instaure des chapiteaux corinthiens pour les piliers des grandes arcades, et substitue les murs aveugles au-dessus des grandes arcades à un étage de fenêtres hautes. En outre, la travée droite est un peu moins profonde que les travées de la nef, et barlong dans le sens nord-sud, sans doute pour préparer l'œil au rythme plus resserré des grandes arcades du rond-point de l'abside. Ce rapprochement des piliers permet aussi de réduire leur diamètre. Il se répercute en même temps sur le tracé des grandes arcades. Entre les deux options, de les rendre extrêmement aigües ou de les faire retomber à un niveau supérieur à celui des tailloirs des chapiteaux, le maître-d'œuvre a retenu la dernière. Les piliers comportent donc une section verticale au-dessus des tailloirs. Au lieu de forcer le profil des arcades pour masquer maladroitement cette irrégularité, l'architecte profite de l'occasion pour créer un effet décoratif supplémentaire en se faisant croiser les baguettes qui délimitent l'extrados. Ainsi, les profils s'interpénètrent, et ils se continuent jusqu'aux tailloirs. En résultent des piliers octogonaux, dont chaque angle est adouci par un tore. Quelques piliers similaires existent à Saint-Aspais de Melun. Mais bien entendu, les piliers deviennent monocylindriques en dessous des chapiteaux. Ceux-ci sont limités aux piliers propres au rond-point de l'abside, et n'existent donc pas à l'entrée du chœur. Ils sont au nombre de quatre, au moins depuis l'installation du retable du maître-autel vers la fin du XVIIe siècle. L'on voit que les deux piliers du pan d'axe de l'abside ont été retaillés pour s'adapter aux boiseries, dont la hauteur coïncide avec le niveau des tailloirs, et il est probable qu'ils portaient auparavant des chapiteaux. La présence de chapiteaux corinthiens sur le premier niveau d'élévation est plutôt étonnante, car étant habituellement réservé aux niveaux supérieurs sous la Renaissance. Ceci étant dit, la règle de la superposition des ordres n'est pas bafouée, car les chapiteaux des hautes-voûtes sont de style flamboyant.
Pour venir à la sculpture des chapiteaux, elle est fantaisiste et originale à la fois. Chacun des quatre chapiteaux subsistants est différent, mais leurs points communs sont la réduction de l'espace accordé aux feuilles d'acanthe, méconnaissables ou remplacées par d'autres espèces, souvent espacées et fortement stylisées ; une sorte d'abaque intermédiaire à mi-hauteur de la corbeille, passant derrière les volutes ; et la mouluration des angles saillants au-dessus des volutes à l'instar de tailloirs. Jean Vallery-Radot imagine que le sculpteur n'a pas compris la fonction des tailloirs. Sur le premier chapiteau du sud, les volutes sont placées à l'envers, et le décor est uniquement végétal. Les autres chapiteaux affichent au moins deux têtes de chérubins ou têtes humaines habilement sculptées, qui, sur deux chapiteaux, crachent les volutes ou des rinceaux. Sur le deuxième chapiteau du sud, une volute sur deux est enveloppée de feuillages, et s'enroulent autour d'une petite tête humaine. Sur le deuxième chapiteau du nord, toutes les volutes sont enveloppées de feuillages. Sur le premier chapiteau du nord, elles sont remplacées par deux petites consoles. Ici, les têtes apparaissent même sur deux rangs, et le décor est plus fin, moins schématique. Dans leur ensemble, les chapiteaux évoquent assez clairement les cinq chapiteaux engagés du bas-côté nord de Louvres. La sculpture est complétée par la polychromie architecturale. La couleur de fond est la même que pour les piliers. Les tailloirs intermédiaires et les angles saillants au-dessus des volutes ont la moulure centrale peinte en bleu. Les filets, listels, astragales et certains détails du décor sculptés sont rehaussés en or. Le registre chromatique s'élargit pour les têtes, dont la peau est peinte en incarnat, et les motifs végétaux, dont les teintes plus sombres sont devenues indéfinissables. Enfin, des fleurettes et fleurs de lys tracés en noir agrémentent certaines moulures. Les deux piliers à l'entrée du chœur, qui ne portent pas de chapiteaux, sont décorés de dessins d'une sainte en prière et d'un ange prononçant les paroles « Ave Maria, gratia plena », ce qui donne à penser que la figure en face représente la Vierge Marie.
La frise de feuilles de vigne, analogue à celle de la nef, marque le début de l'étage des fenêtres hautes. Indépendamment de la largeur des travées, les fenêtres sont toutes de dimensions identiques, et occupent tout l'espace disponible entre les retombées de la voûte sur les pans de l'abside. Le glacis au pied des baies touche à la baguette qui délimite la frise, mais la partie inférieure des fenêtres est factice, en raison des contraintes imposées par l'envergure des voûtes et des toitures. Dans la tradition flamboyante, les baies sont en arc brisé, et leur pourtour est mouluré d'une étroite moulure concave et d'une gorge. Une arête saillante encadre le remplage de deux formes en plein cintre séparées par un meneau d'un profil aigu, muni d'une base moulurée. Au nord et au sud, les lancettes inscrivent des têtes trilobées arrondies. Elles sont ici surmontées d'un soufflet trilobé entre deux écoinçons ajourés. Sur les pans nord-est et sud-est, les têtes trilobées manquent, et le soufflet trilobé cède la place à un simple oculus, ce qui donne le remplage Renaissance standard. Sur le pan d'axe, les deux formes en plein cintre sont surmontées d'un losange et d'un court meneau. Les arcs des baies s'inscrivent directement sous les formerets, qui adoptent exactement le même tracé, et complètent avantageusement la mouluration autour des fenêtres. Il y a, dans l'abside, des chapiteaux du second ordre, qui sont implantés à un tiers de la hauteur des piédroits des baies. Ceux au nord et au sud sont un peu plus grands que ceux dans les angles de l'abside. Les premiers sont sculptés de pampres de la même facture que celles de la frise, et les derniers de feuilles frisées et des marmousets. La clé de voûte de la première travée affiche une étoile analogue à celle de la première travée de la nef. Des soufflets s'inscrivent dans les intervalles entre les branches, et un petit pendentif se détache au milieu. La clé de voûte de l'abside est entourée d'un cercle en pierre suspendu sous les ogives, sans toucher aux voûtains. Des clés secondaires sculptées de délicates rosaces paraissent aux intersections avec les ogives. La clé centrale est une roue à huit rayons, qui inscrivent des soufflets. De nouveau, un petit pendentif se détache au milieu. Il est revêtu de feuillages, et affiche en bas une minuscule rosace. Si les clés pendantes sont caractéristiques de la Renaissance, le sculpteur ne se sert ici pas du vocabulaire ornemental antique.

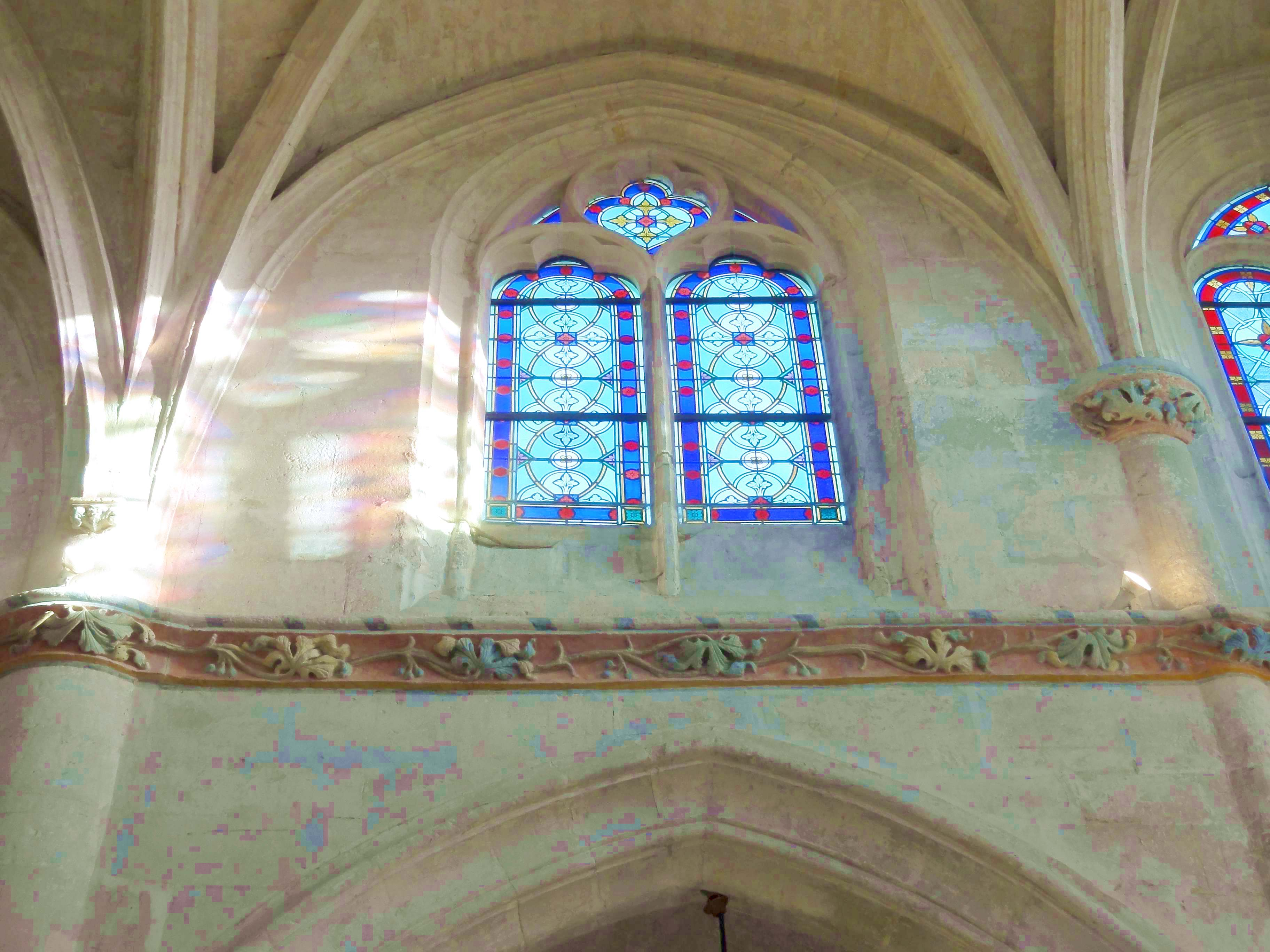
Fenêtre haute de la partie droite, côté nord.
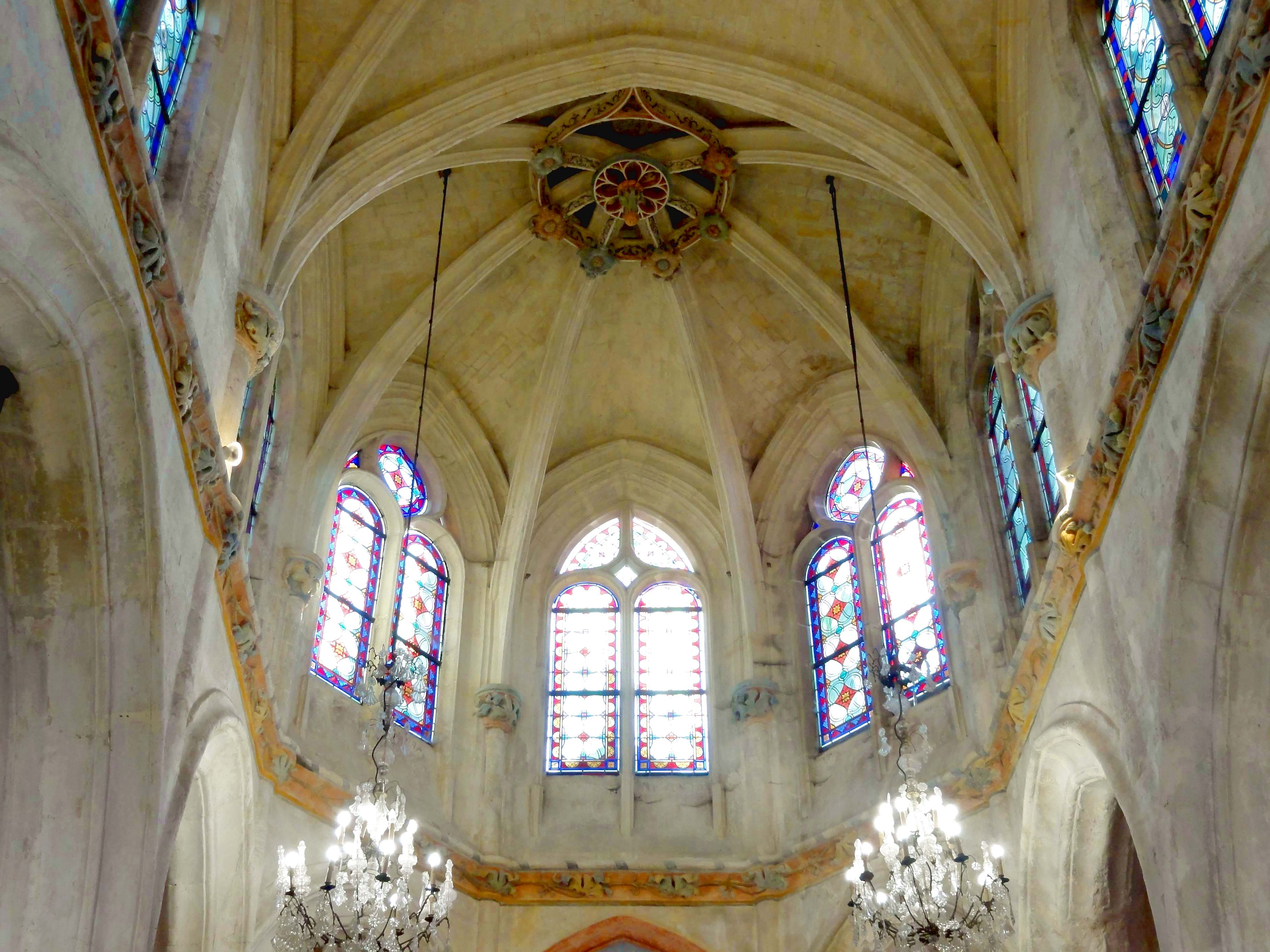
Parties hautes de l'abside.
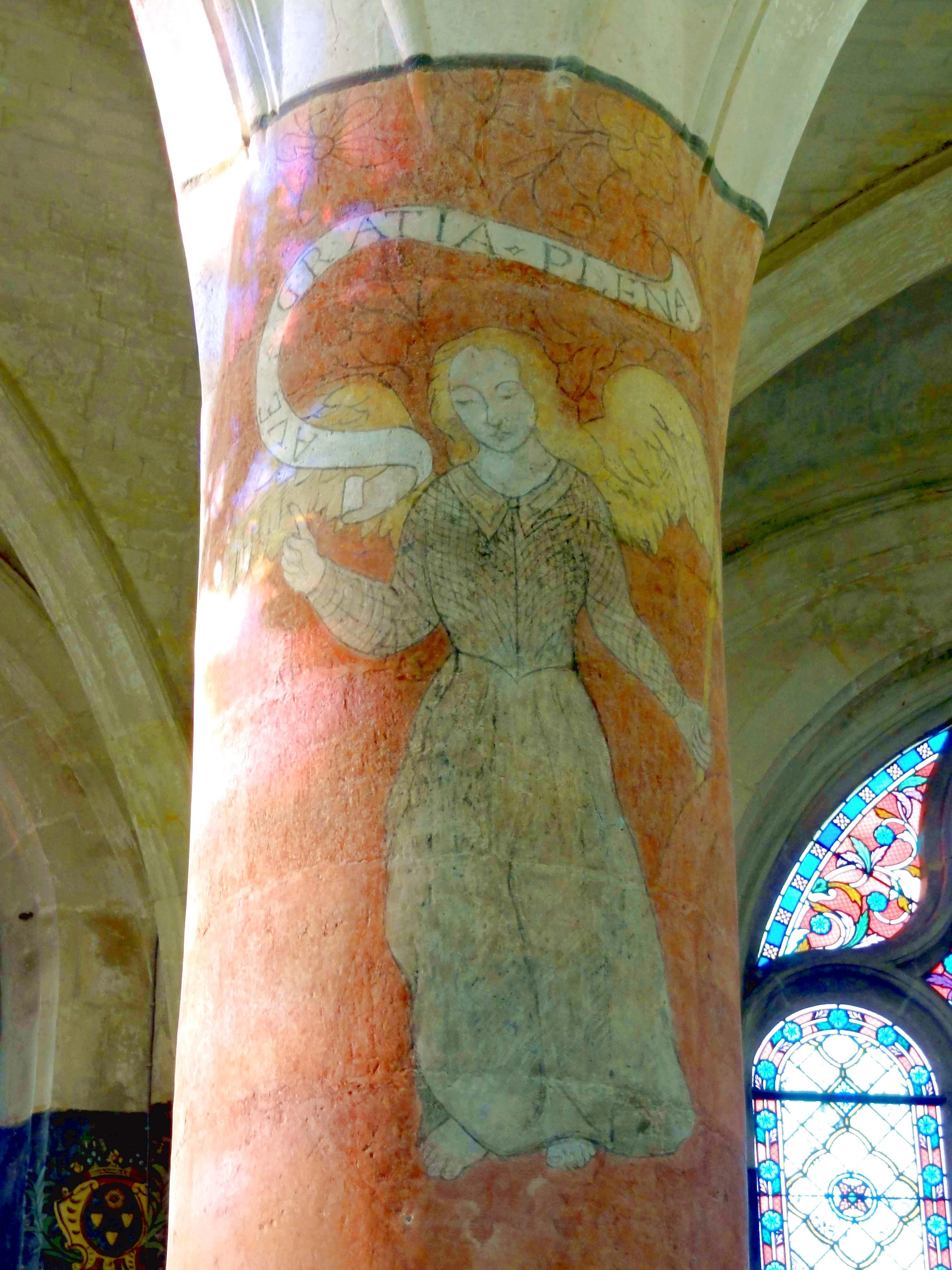
Peinture murale sur le pilier au nord.
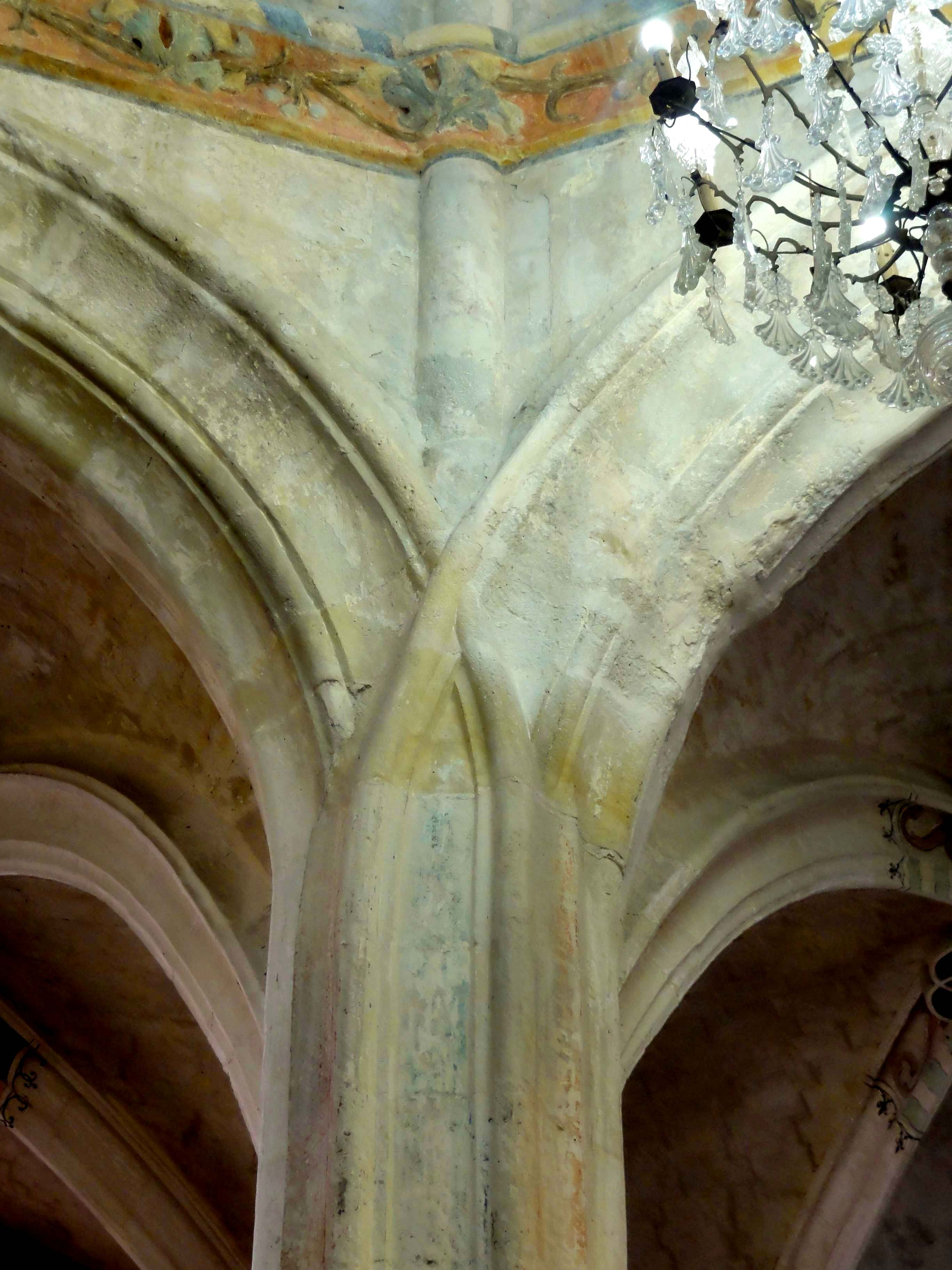
Interpénétration des profils des arcades du rond-point de l'abside.
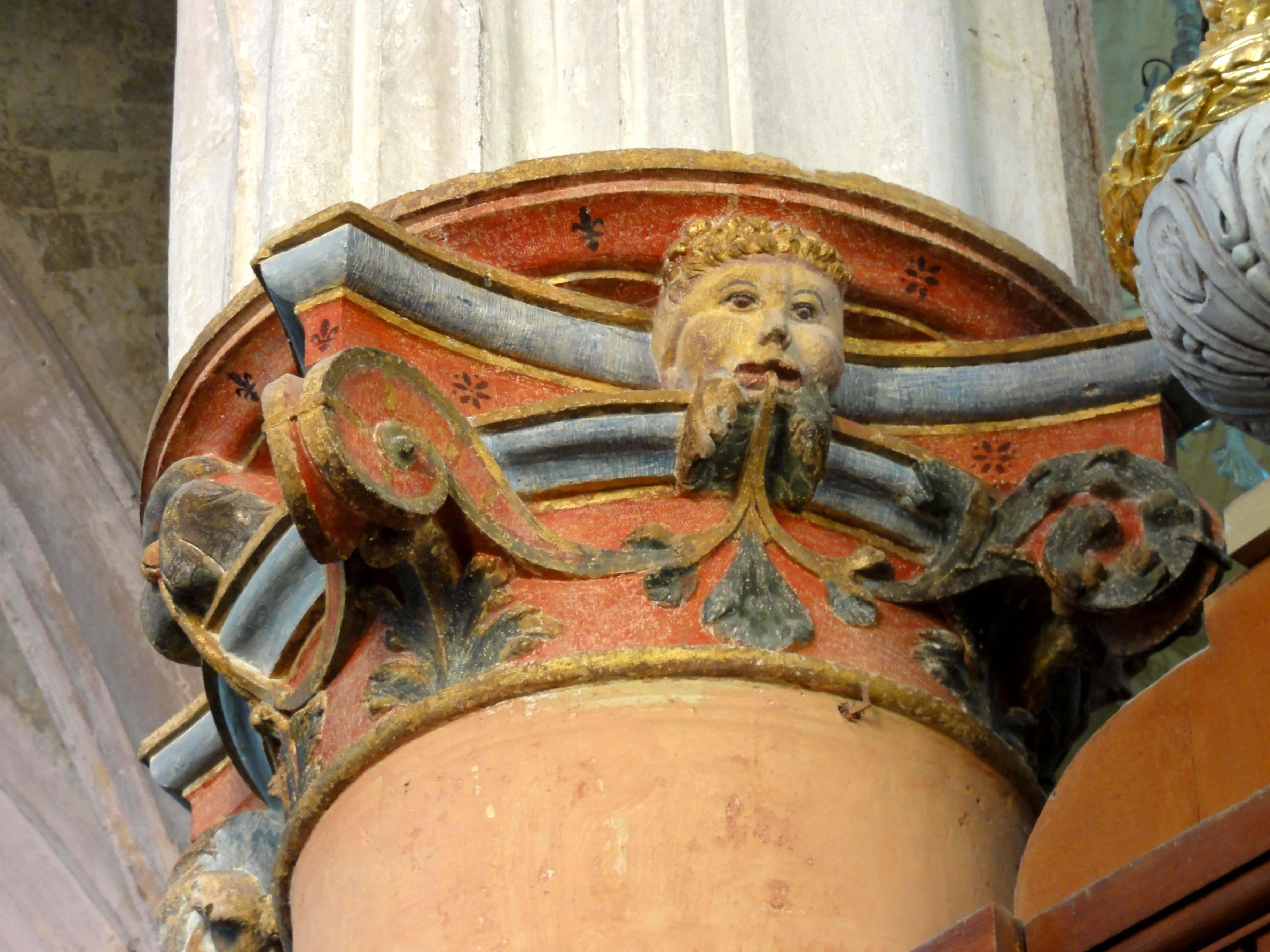
Chapiteau corinthien du rond-point de l'abside.
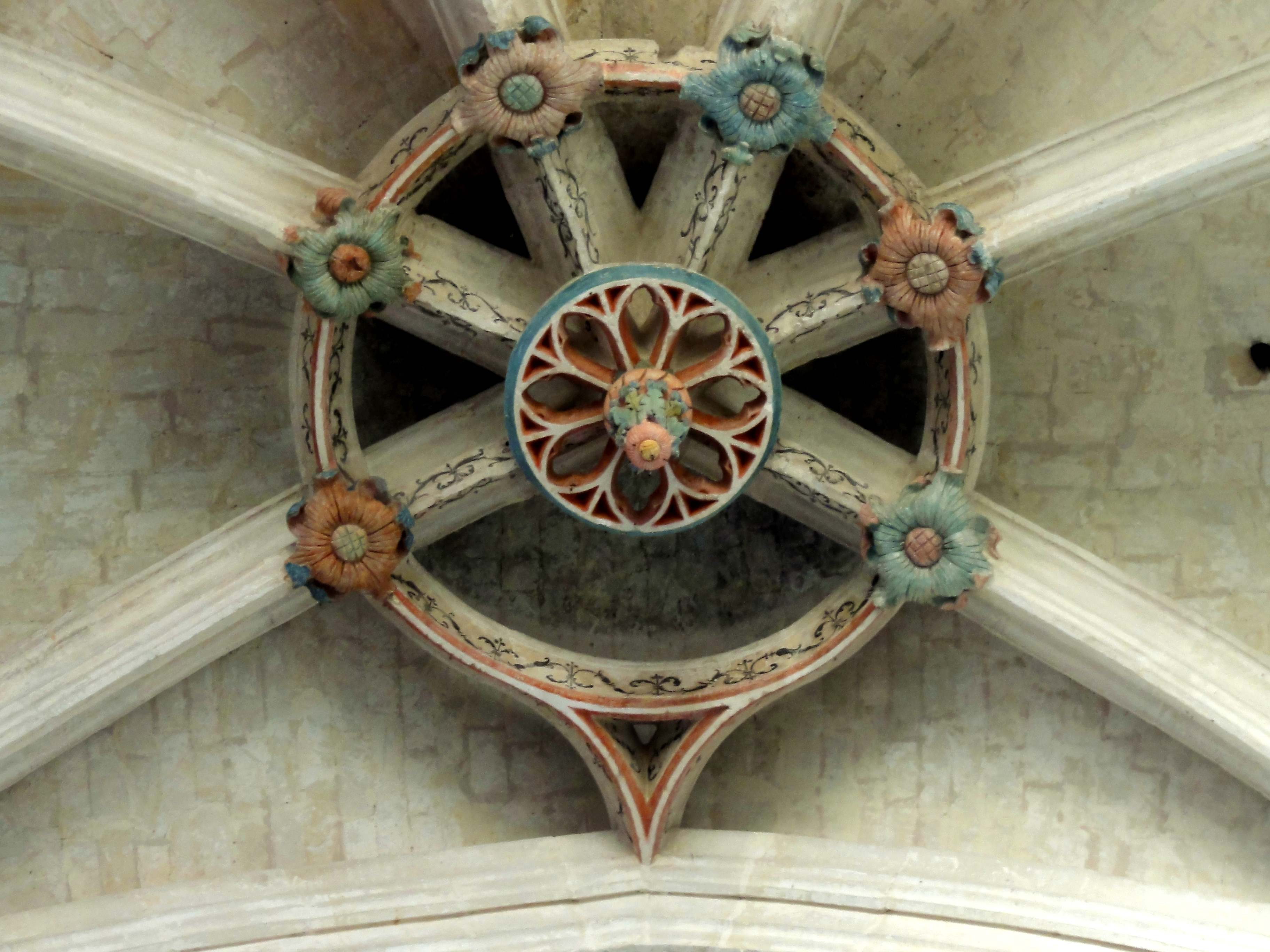
Clé de voûte de l'abside.

#### Bas-côtés

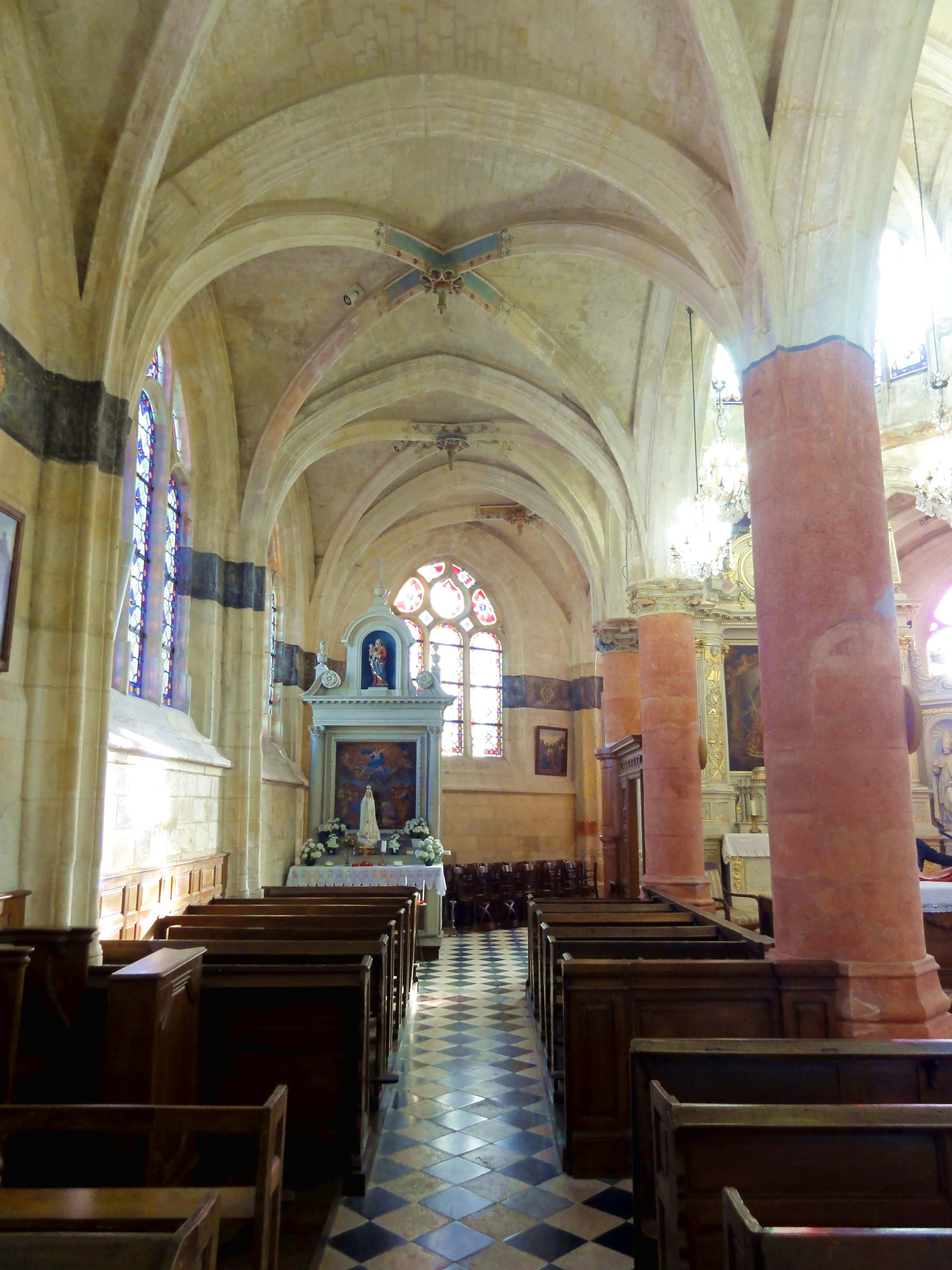
Bas-côté nord, vue vers l'est.

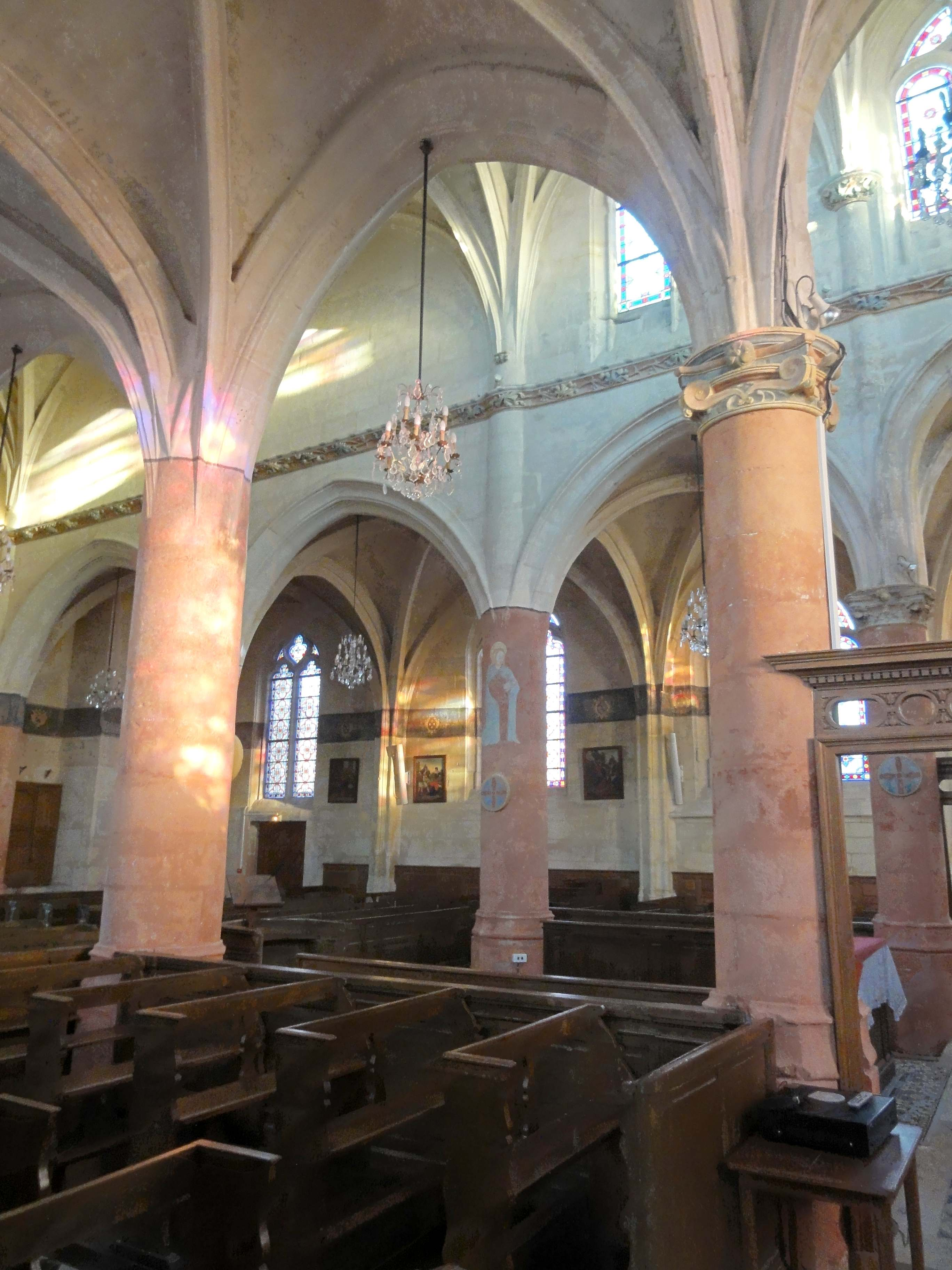
Bas-côté sud, vue par la 4e grande arcade.

Les bas-côtés ont pratiquement la même largeur que le vaisseau central, et sont donc loin d'être réduits à des couloirs de circulation. Ils dédoublent la capacité d'accueil de la nef, et la continuité visuelle avec le sanctuaire est assuré grâce à l'espacement des piliers et l'absence de clocher central. Malgré la largeur des travées, les proportions des bas-côtés ne sont pas trapues, contrairement à de nombreuses églises flamboyantes en milieu rural. Les piliers sont en effet plus élevés que le vaisseau n'est large. Les voûtes reprennent les caractéristiques de celles de la nef, mais les doubleaux sont ici en arc brisé à l'instar des grandes arcades et des formerets, et non en plein cintre. Cependant, le tracé des premiers doubleaux à l'ouest est surbaissé, et parfois un peu irrégulier. Il redevient plus aigu à l'est. Toutes les nervures se fondent directement dans les piliers. L'architecte n'a pas cherché la facilité, car il a donné aux piliers engagés une forme plus complexe qu'à leurs homologues du vaisseau central. À chaque nervure qu'ils supportent, correspond un renflement. Ils prennent la forme de tores dégagés pour les doubleaux et ogives, séparés de leurs voisins par une gorge, mais se présentent comme des ondulations conventionnelles en forme de doucine pour les formerets. Chaque ondulation dispose de sa propre base moulurée. Les clés de voûte des trois premières travées du nord sont de vulgaires écussons, sans insignes héraldiques, mais l'absence de sculpture est largement compensée par la polychromie architecturale. Elle fait appel à quelques motifs qui ne se trouvent pas dans le vaisseau central, dont des dauphins, des têtes d'homme barbues, et des monstres marins. Les autres clés sont décorées de découpages flamboyants, de la même complexité que dans la travée droite du chœur. Dans les travées des bas-côtés qui flanquent cette travée, elles sont également agrémentées de pendentifs.
Une litre funéraire bien conservé fait le tour de l'ensemble de l'église à mi-hauteur des fenêtres des bas-côtés et du déambulatoire. Les insignes héraldiques restent à identifier. Les fenêtres des bas-côtés sont de trois types différents. À partir de la quatrième travée, qui correspond au chœur, un larmier en doucine marque la limite des allèges, et le seuil des fenêtres est également en forme de doucine. Les deux premières fenêtres au nord sont identiques aux fenêtres hautes de la première travée du chœur. Sachant que la nef a été bâtie avant le chœur, la présence de telles fenêtres n'a rien d'étonnant ici. Les deux premières fenêtres au sud sont dépourvues de remplage, et ne sont pas entourées d'une arête saillante. La fenêtre de la troisième travée du sud est du même type que les fenêtres des bas-côtés du chœur. Ces fenêtres sont plus larges que les autres, et à trois formes en plein cintre. La première et la troisième lancette sont surmontées d'une demi-accolade, qui flanque le compartiment central au-dessus de la lancette médiane. Dans la troisième travée du sud, la lancette médiane est surmontée d'un soufflet simplifié. Dans les bas-côtés du chœur, elle est plus élevée que les deux autres, et surmontées d'une autre lancette très courte. Reste à insister sur la base du clocher. À l'est, elle est fermée par un mur placé en retrait par rapport au formeret de la voûte du bas-côté, ce qui évoque une arcade bouchée. Au droit du mur gouttereau, cette arcade retombe sur le cul-de-lampe déjà signalé, qui porte la date de 1531 sur un phylactère. La partie haute et la partie basse de la corbeille est sculptée de pampres d'une facture différente de celles de la frise du vaisseau central. Le contrefort du clocher qui fait saillie dans le bas-côté infirme l'hypothèse d'une arcade bouchée. Au sud, la base du clocher possède une grande arcade identique aux autres. Un plafond de bois, visible depuis la nef, sépare la travée en deux étages. Au rez-de-chaussée, le mur qui ferme la travée est placée en retrait. En haut, ce n'est pas le cas, et il bouche les trois quarts de l'arcade, en laissant libre l'accès à la tribune d'orgue. Le local à l'étage abrite notamment la soufflerie de l'orgue.

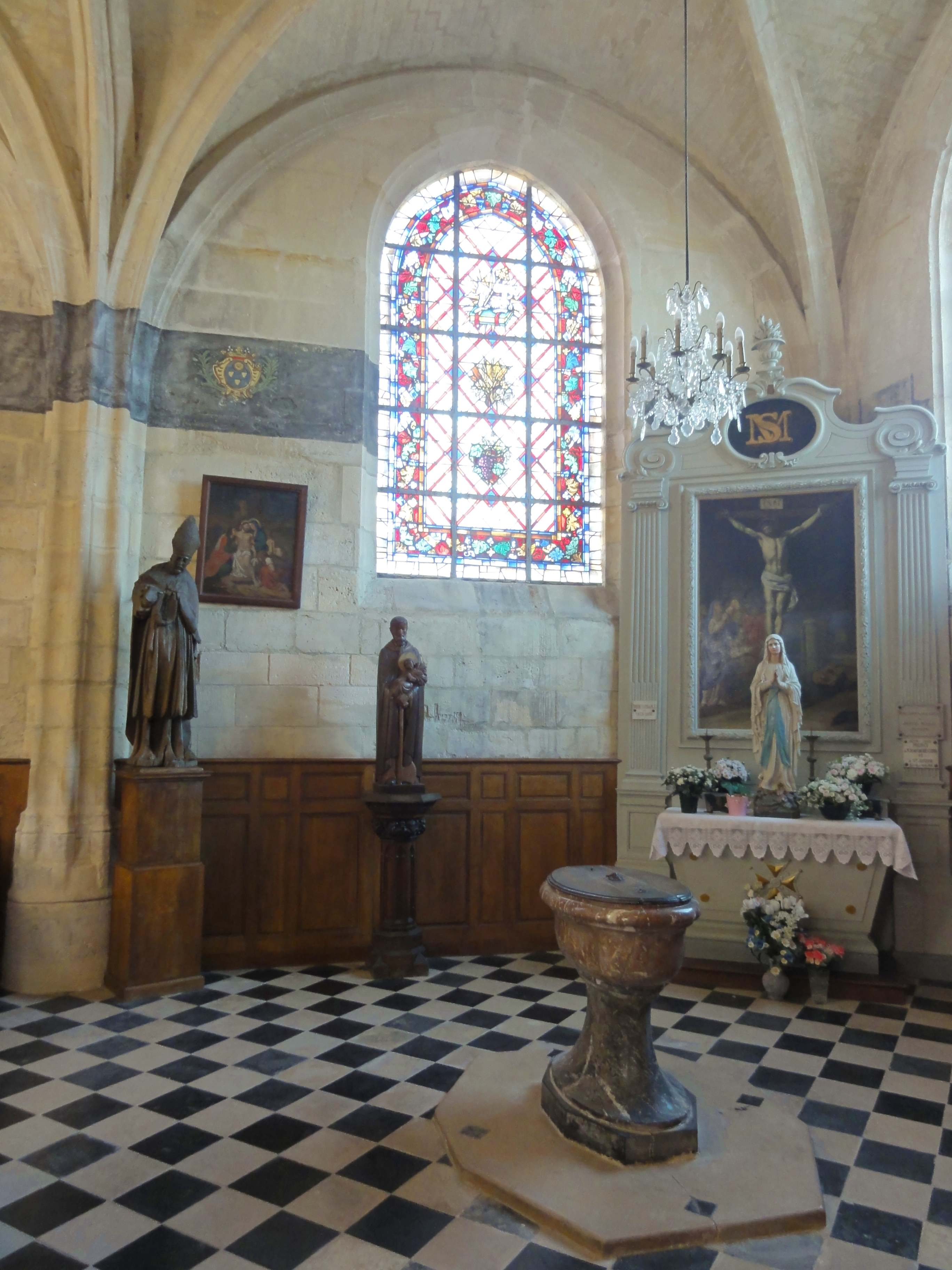
Bas-côté sud, 1re travée, vue vers le sud.
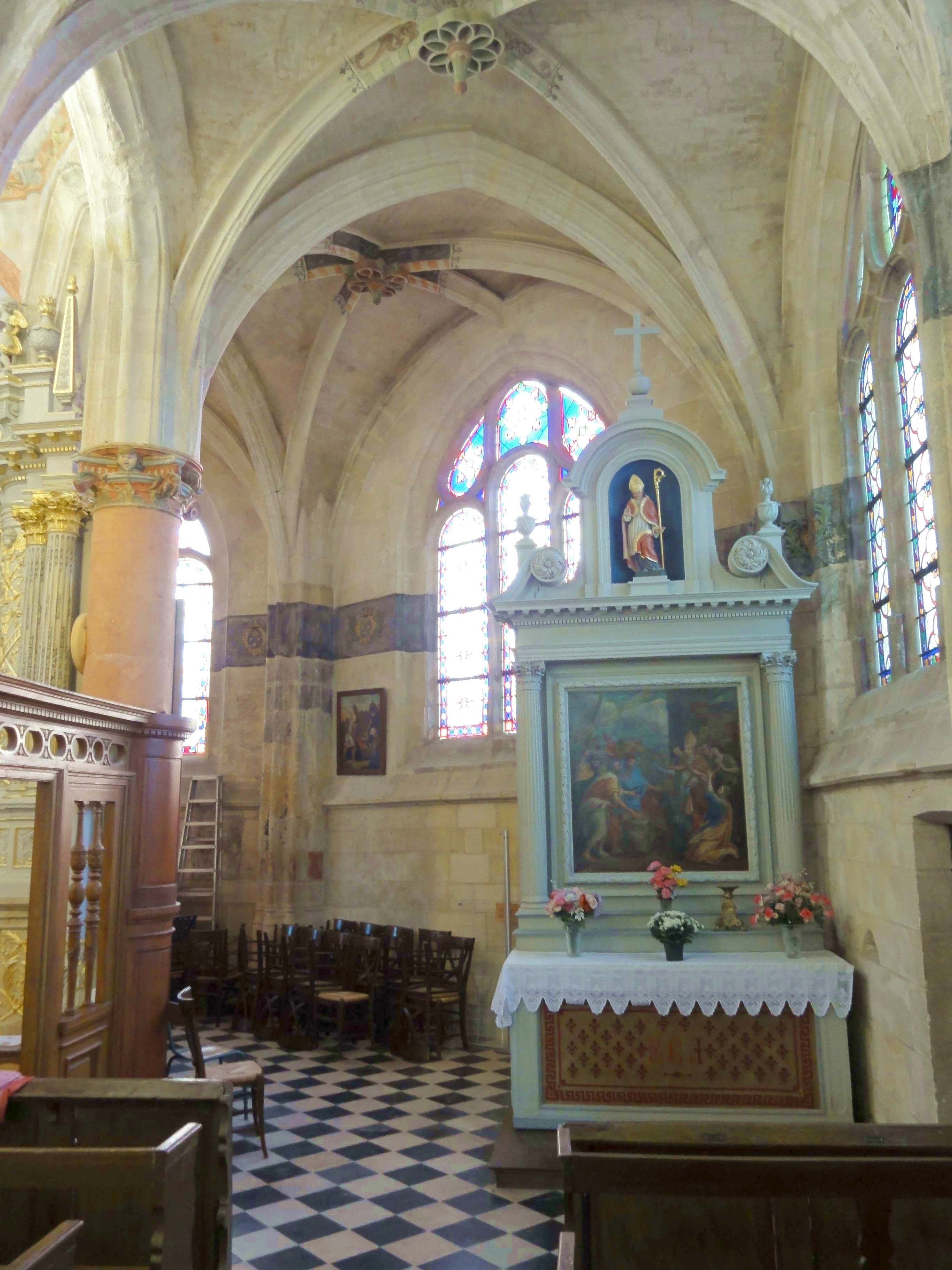
Bas-côté sud, vue vers l'est.
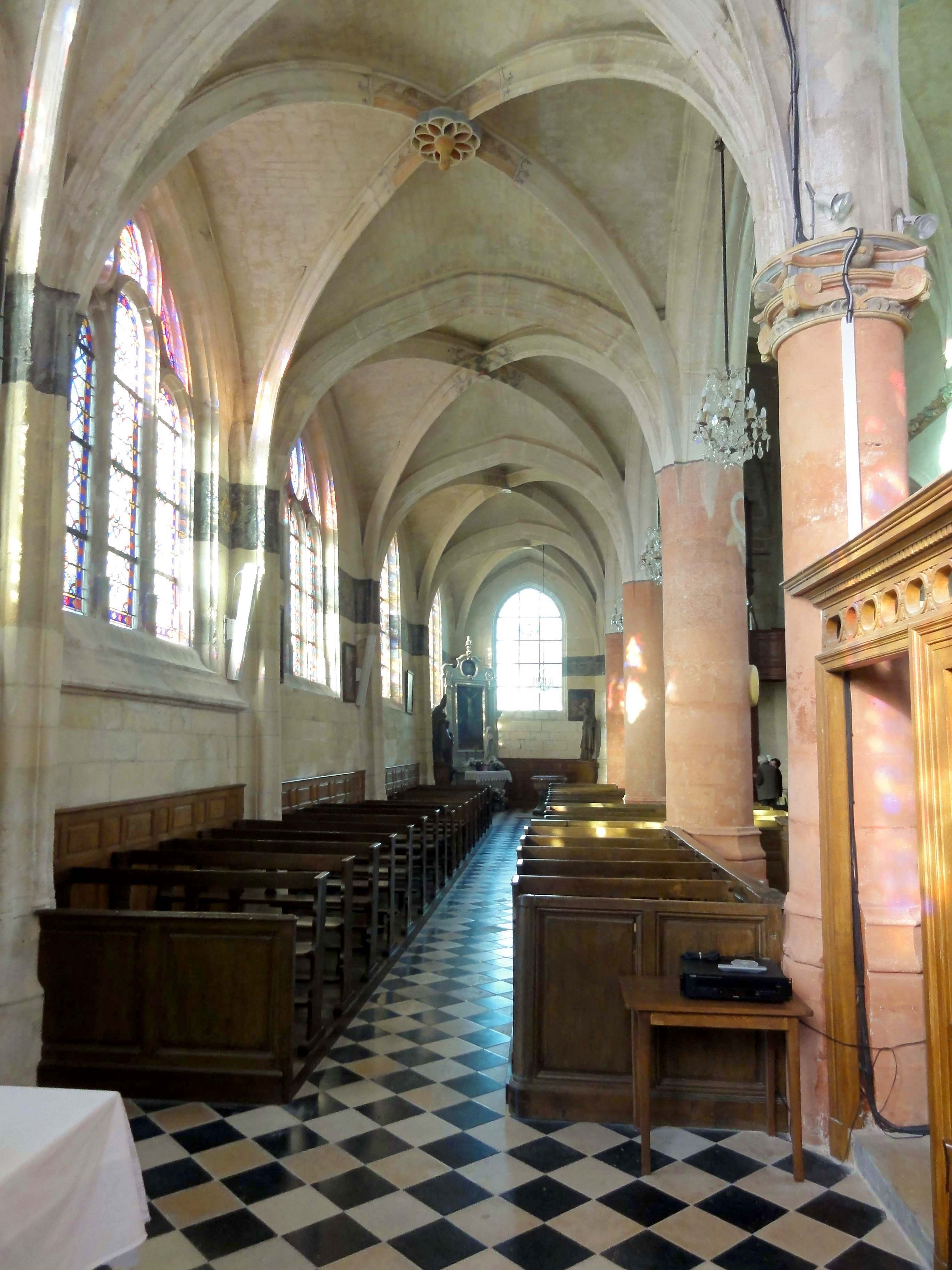
Bas-côté sud, vue vers l'ouest.
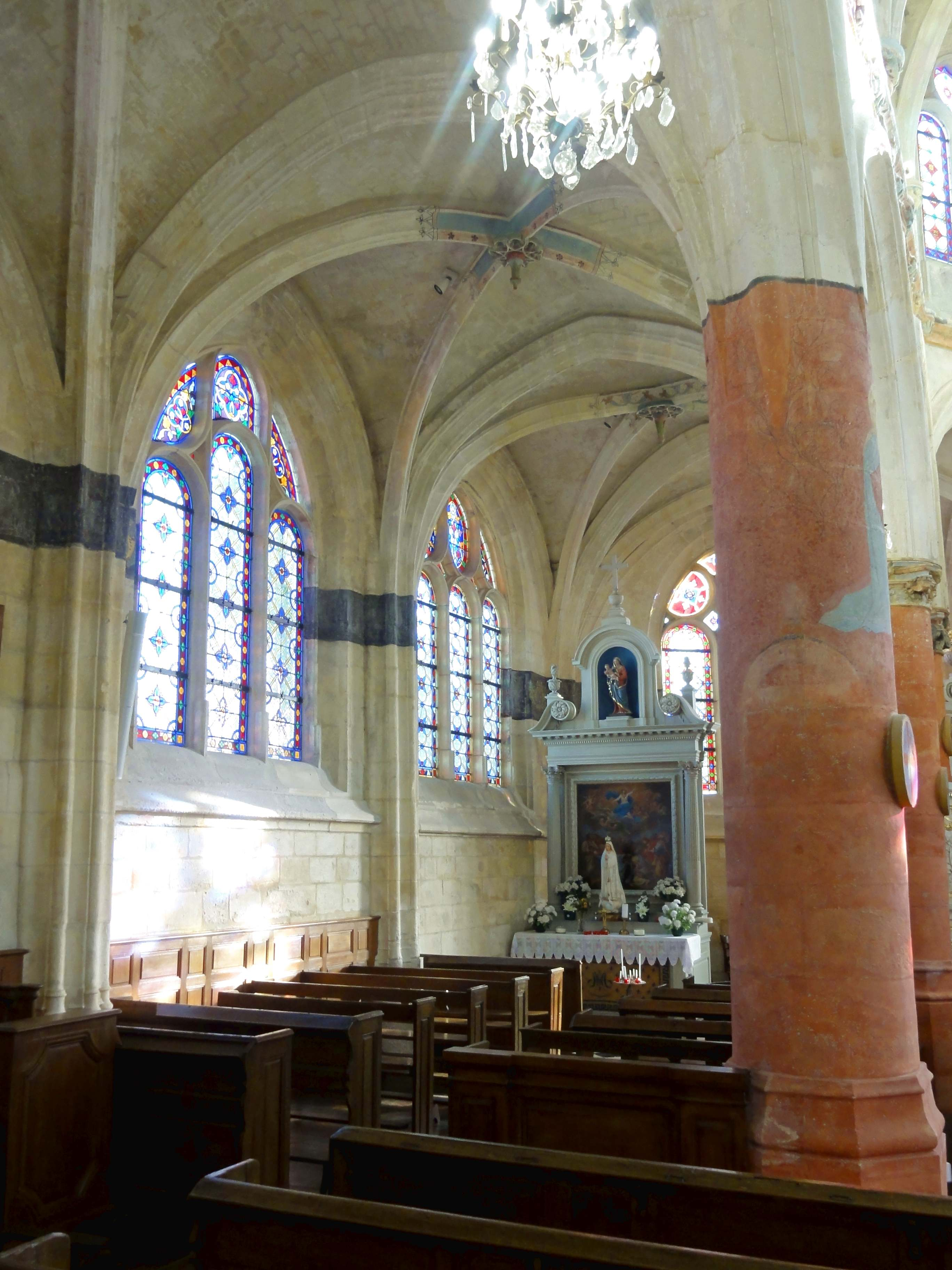
Bas-côté nord, vue vers l'est.
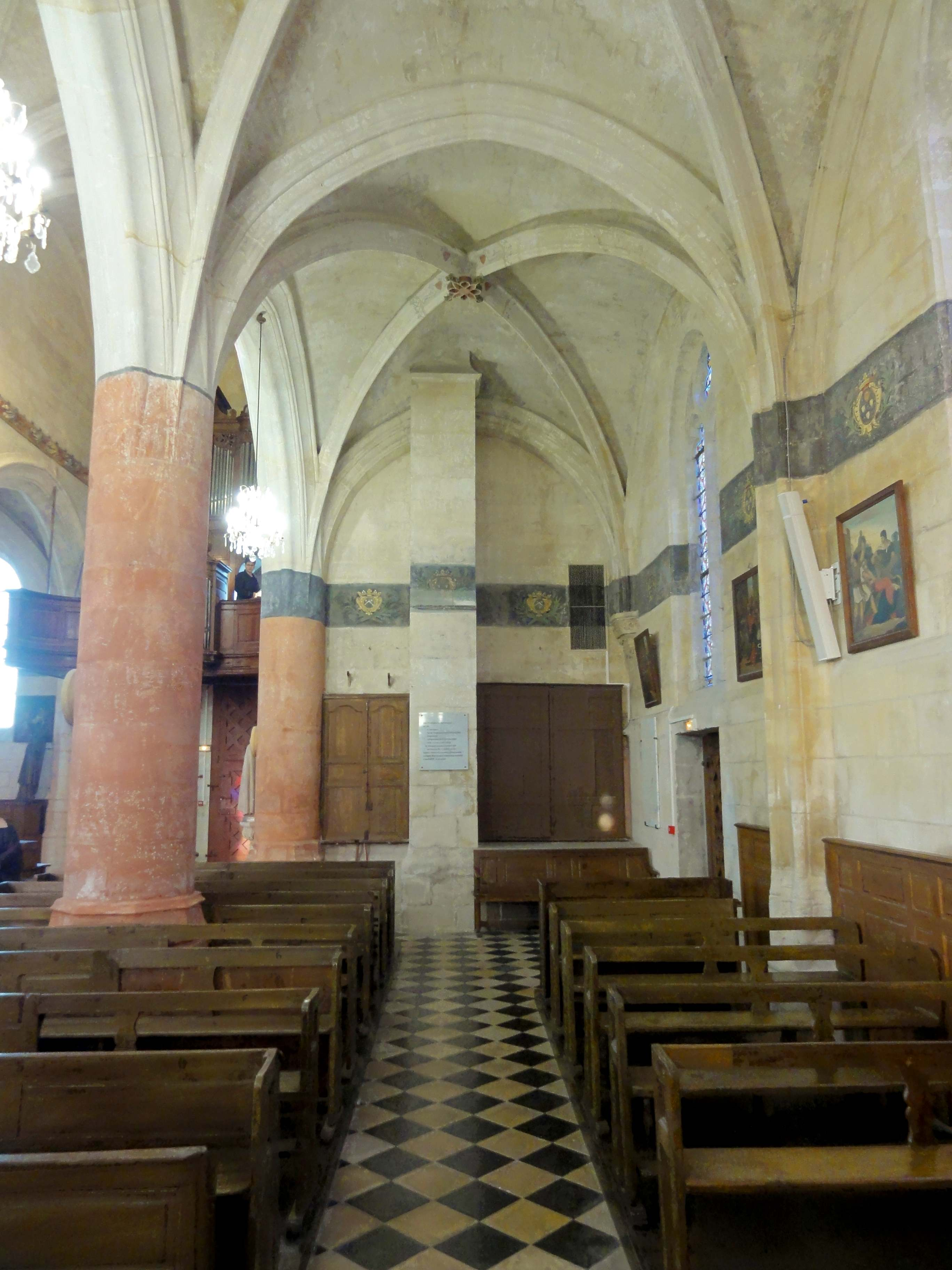
Bas-côté nord, vue vers l'ouest.
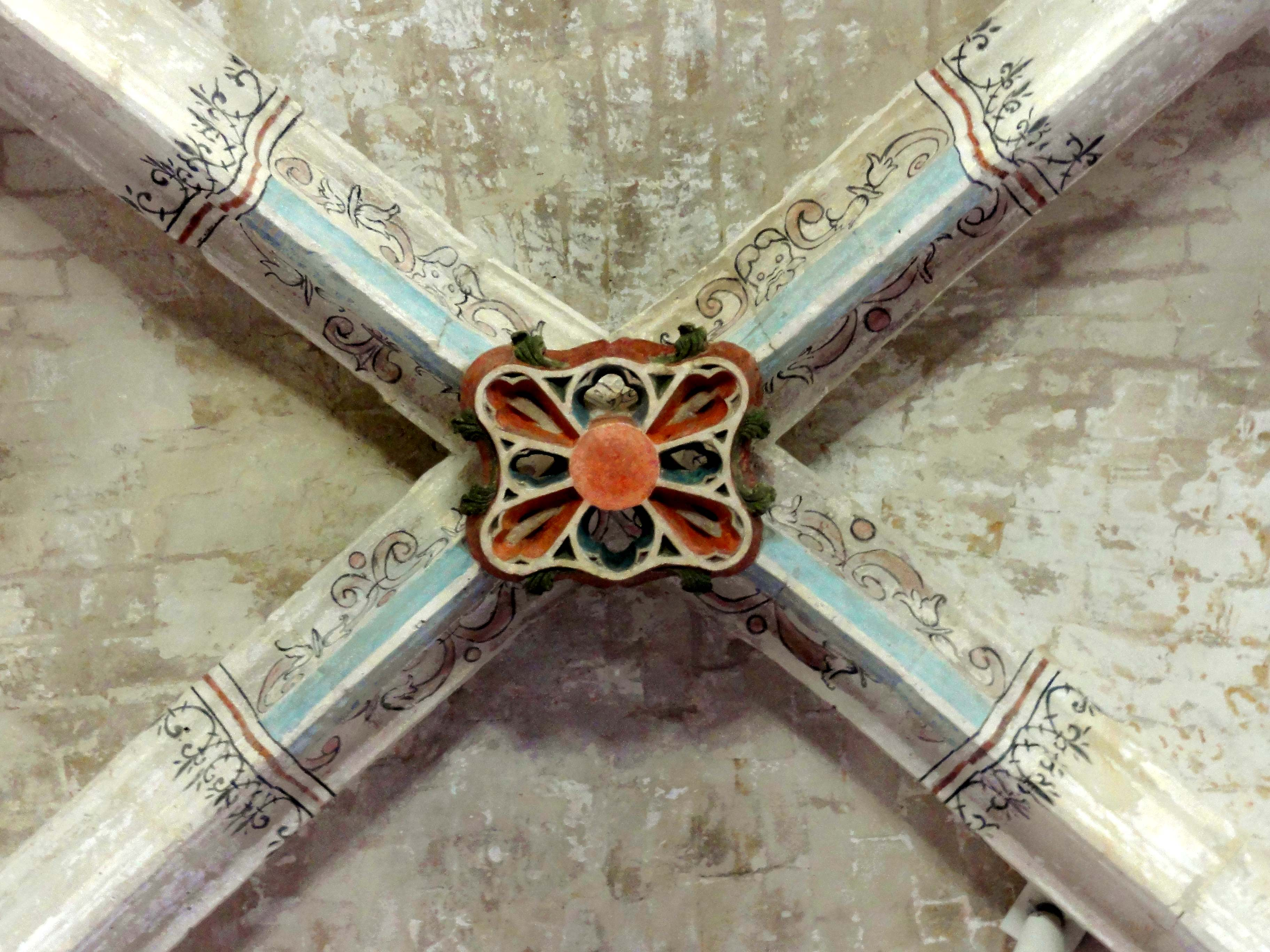
Bas-côté nord, clé de voûte de la 3e travée.

#### Déambulatoire

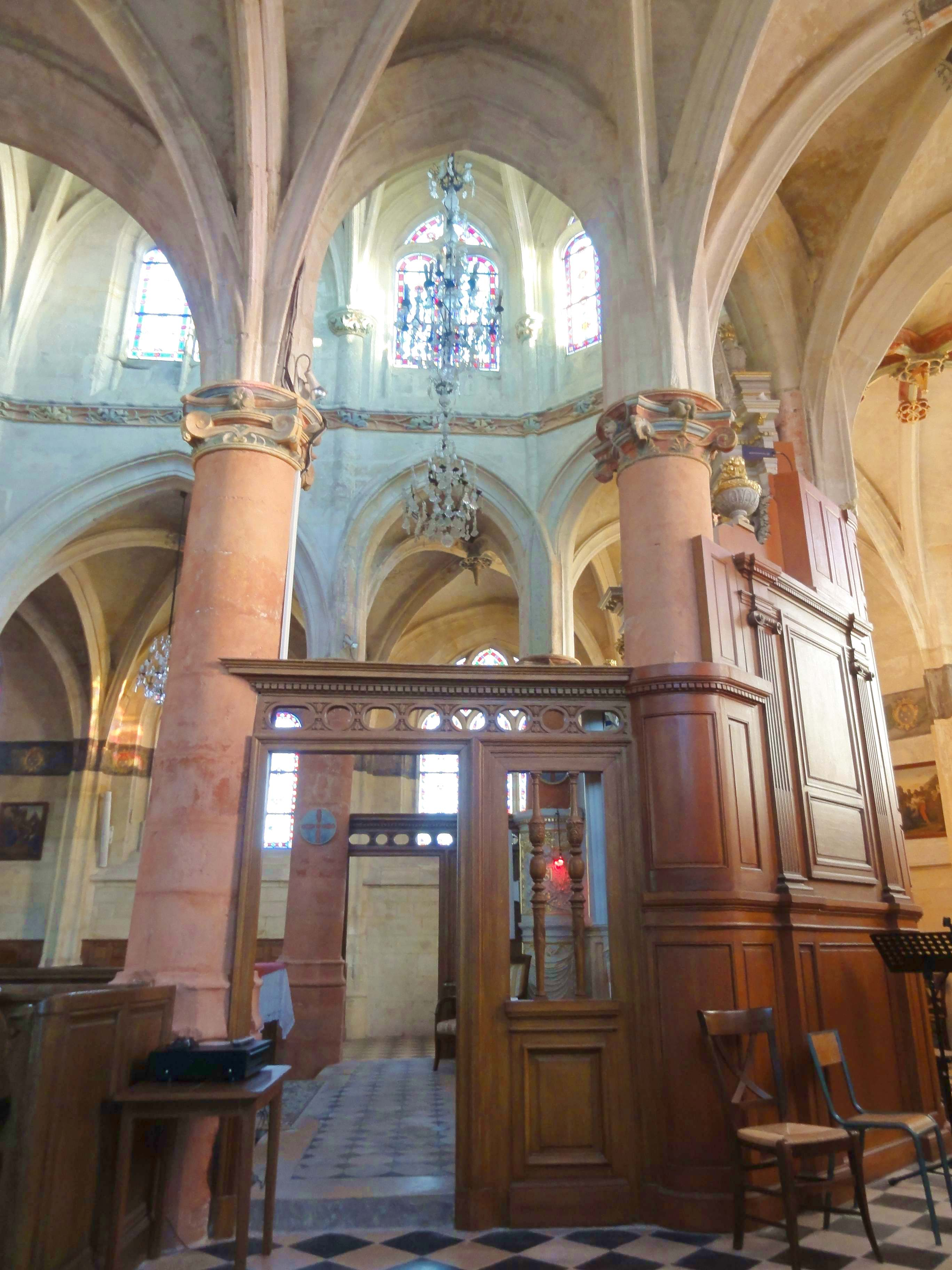
Vue sur l'arcade au sud du rond-point de l'abside.

Le déambulatoire se trouve aujourd'hui isolé du rond-point de l'abside. Au nord et au sud, les clôtures du chœur sont largement ajourées et de hauteur réduite, de sorte à ne pas oblitérer l'effet de l'architecture. Elles s'organisent sur trois registres. Le premier comporte des panneaux à fenestrages et le deuxième, plus haut, des balustres effilés en bois tourné et sculpté. Le troisième registre est un entablement avec une frise curieusement ajourée d'ovales et de cercles, et une corniche à denticules. Plus à l'est, les piliers sont habillés de boiseries composées de deux registres de panneaux à fenestrages et d'une corniche à denticules en continuité avec celle de la clôture liturgique. Ensuite, les trois arcades les plus orientales, surtout celle du milieu, sont en grande partie bouchées par le retable du chevet. L'on a toutefois pris soin de décorer également le revers du retable, en l'occurrence par des panneaux à fenestrages, des pilastres ioniques cannelés et un entablement aniconique avec corniche à denticules. La corniche épargne la travée axiale, où un tableau illustrant la Charité de Saint-Martin est intégré dans les boiseries.
Les cinq travées du déambulatoire s'apparentent aux bas-côtés de la travée droite du chœur. Cependant, la largeur des travées diminue à l'approche du chevet, ce qui est obtenu par des murs obliques au nord et au sud. Ces murs ne sont donc pas parallèles aux pans nord et sud du rond-point de l'abside. Les doubleaux de part et d'autre de la travée d'axe sont très aigus. Les piliers engagés sont du même type que dans les bas-côtés, mais font saillie devant le mur, de sorte que les ogives ne retombent pas dans les angles des travées, que les renflements correspondant aux formerets restent sans emploi et que les formerets se fondent dans les piliers en dehors des renflements. Ce qui apparaît comme une maladresse de l'architecte est sans doute lié à la nécessité de fonder solidement les culées des arcs-boutants. Depuis l'extérieur, l'on voit en effet que ceux-ci émergent presque entièrement des toitures et que la saillie des contreforts qui les supportent est faible. Sur le plan des voûtes, une particularité existe dans les travées du sud-est et de la travée axiale, où la clé de voûte est reliée au sommet du formeret par une courte lierne. En plus, la voûte de la travée axiale est ornée de cinq clés secondaires. Toutes les clés sont décorées de découpages flamboyants de bon niveau, et les clés centrales comportent un petit pendentif central. Sur le plan du décor, l'on peut également signaler une piscine liturgique au sud-est ; une fresque représentant une sainte martyre accompagnée d'un ange, à gauche de la baie nord-est ; la litre seigneuriale également présente dans les bas-côtés ; et des traces d'anciennes litres effacées. Quant aux fenêtres, elles sont toutes à trois formes en plein cintre, et présentent un ou trois soufflets simplifiés en haut.

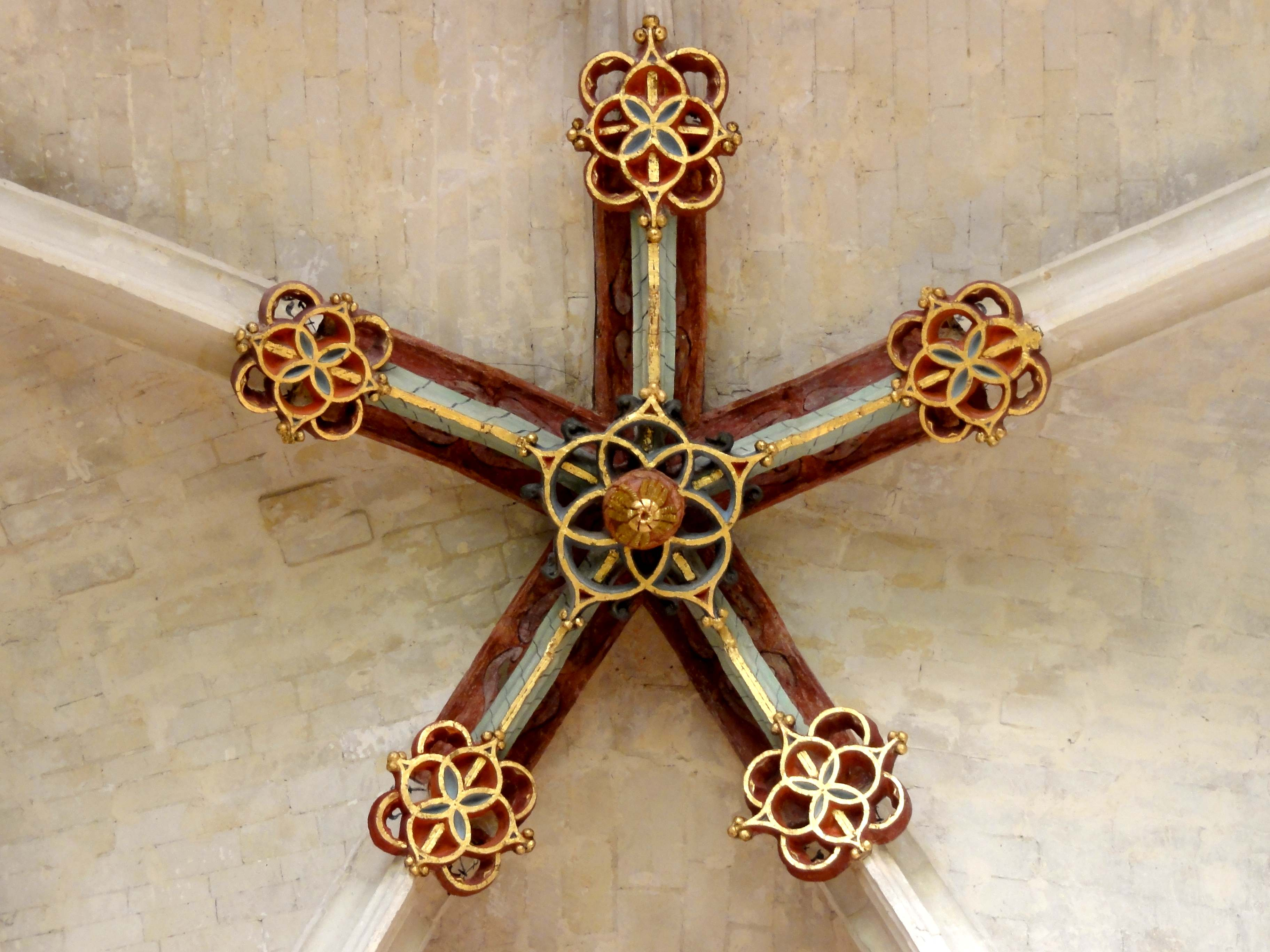
Clés de voûte de la travée d'axe.
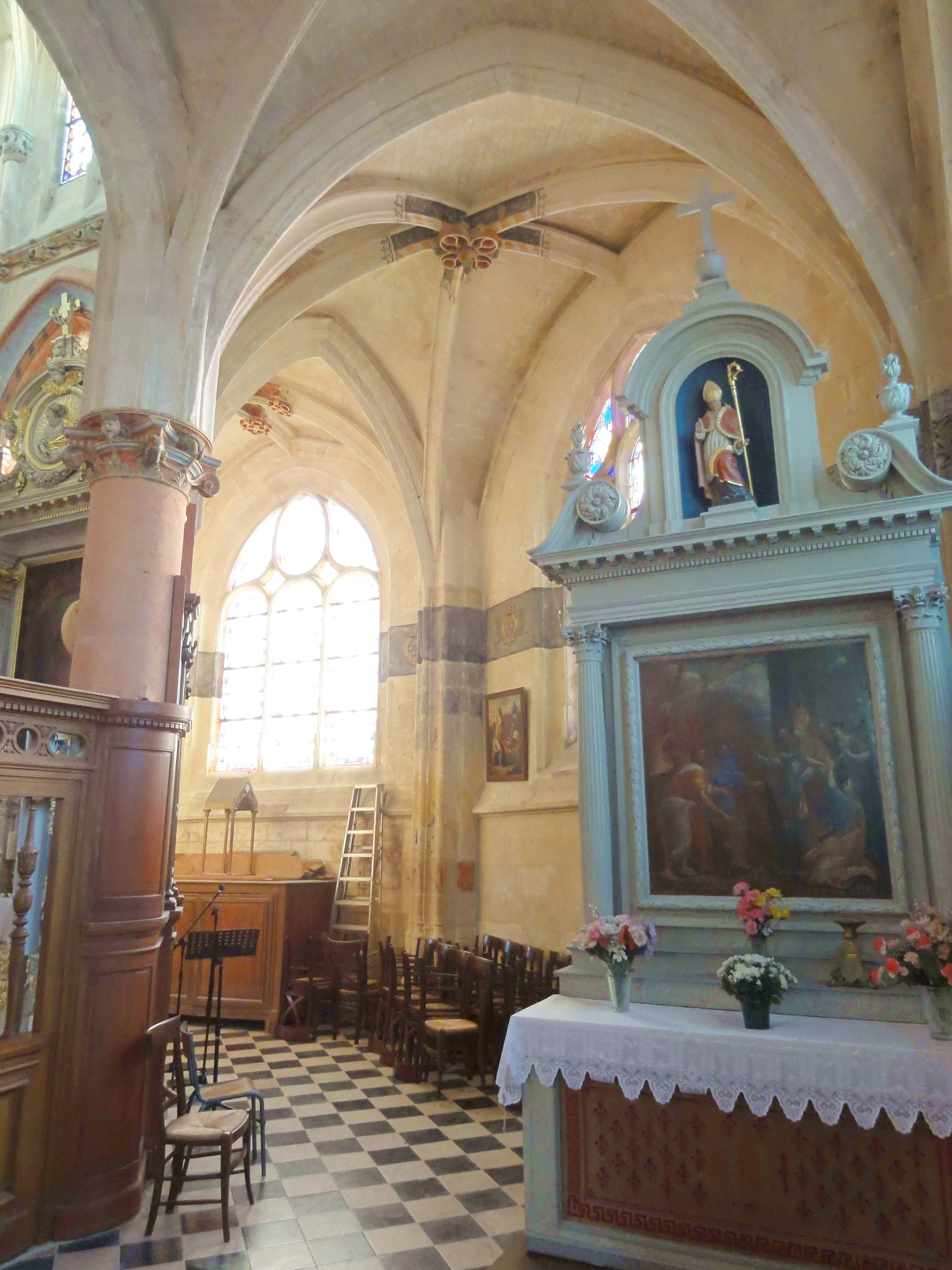
Entrée du déambulatoire, au sud.
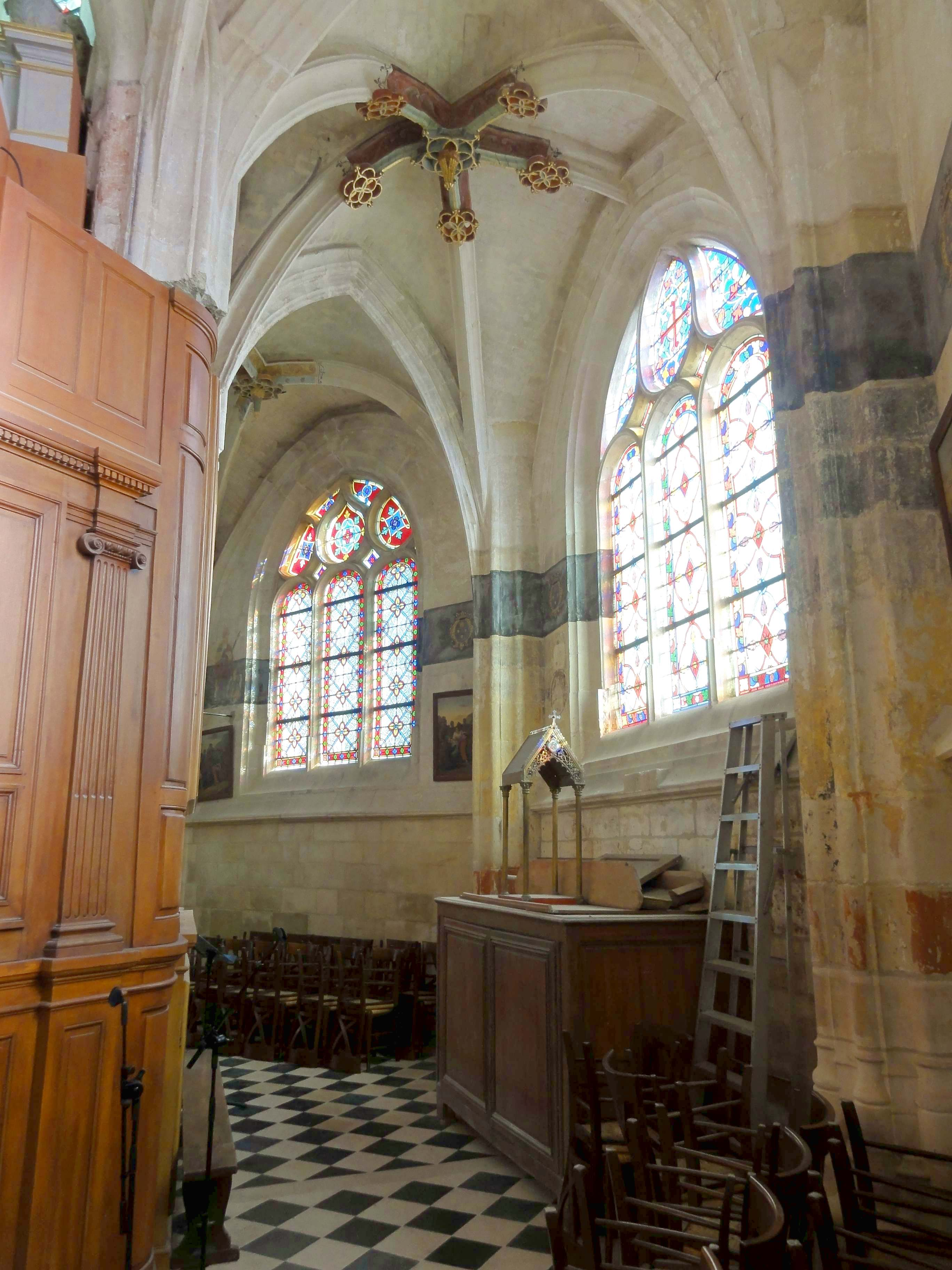
Vue vers le nord-est.
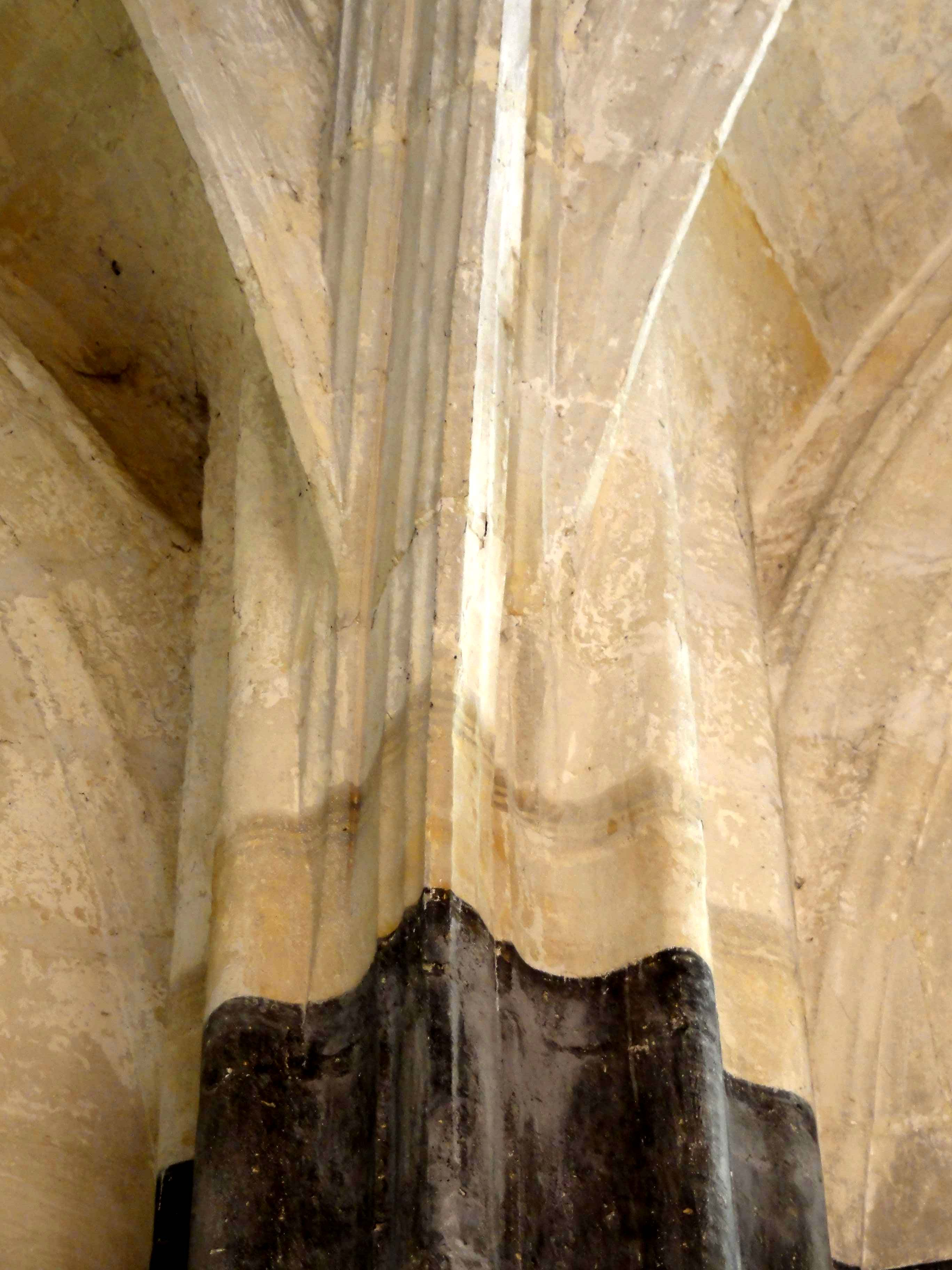
Pénétration des voûtes dans les piliers ondulés.
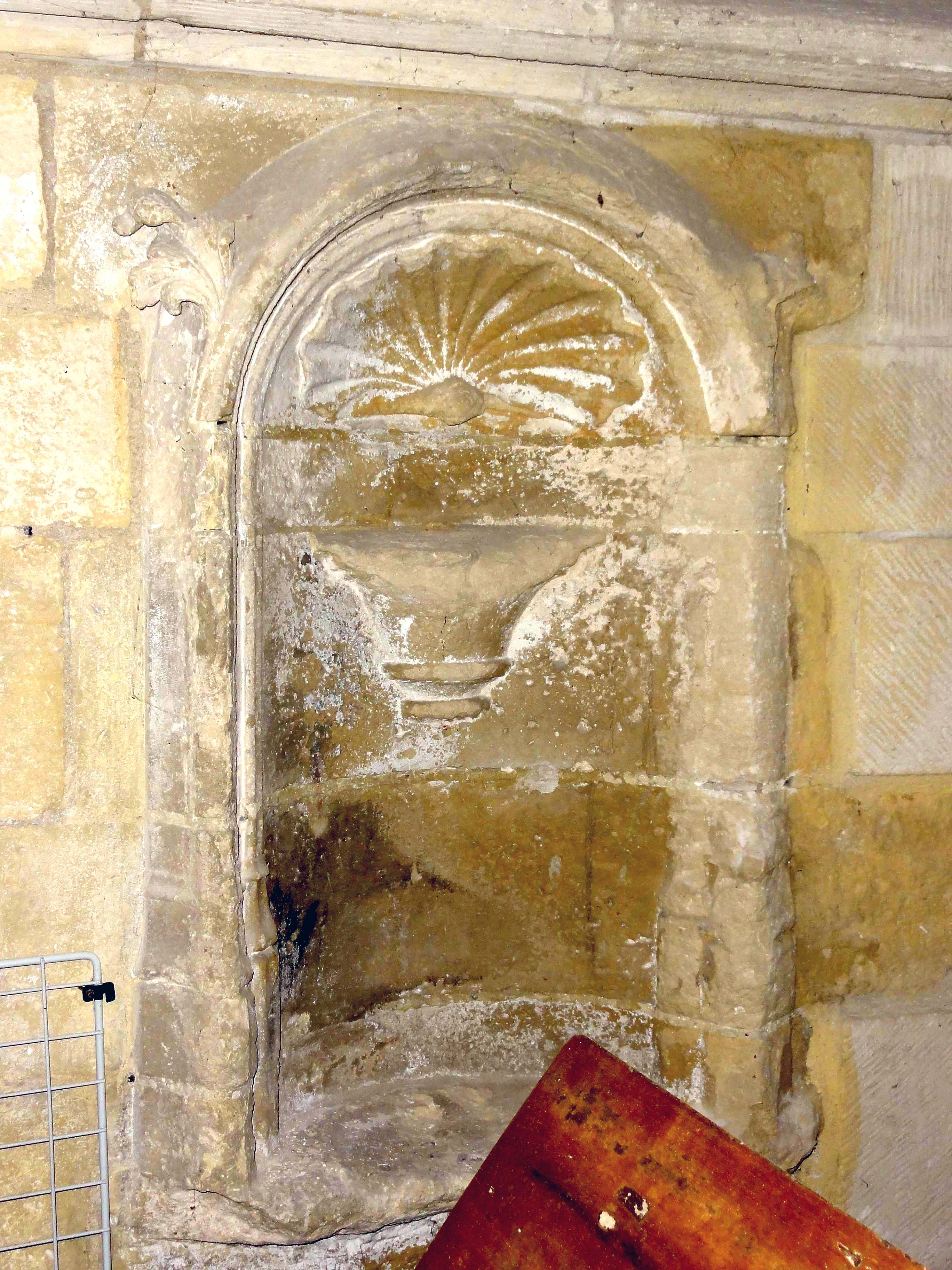
Piscine liturgique au sud-est.
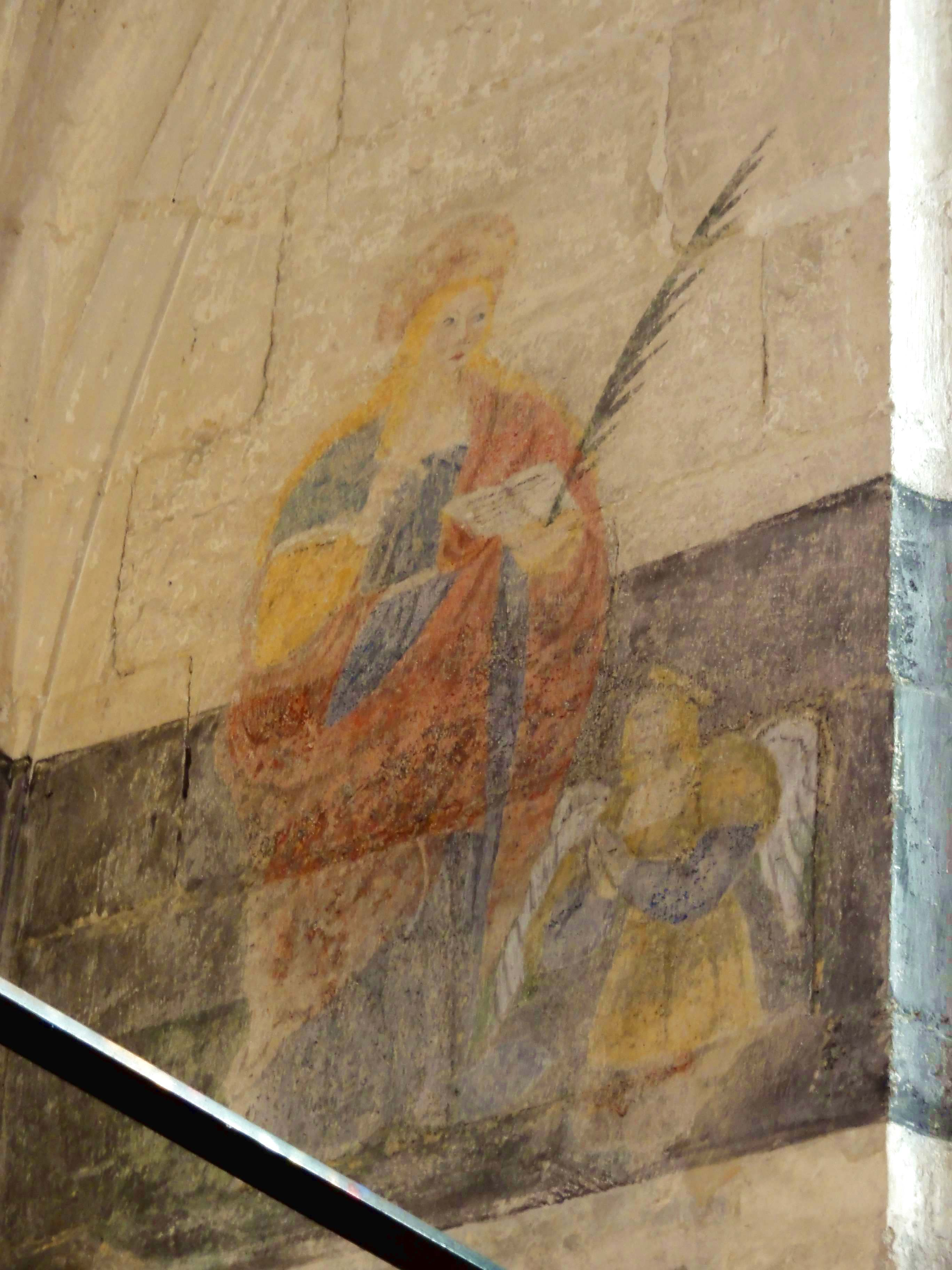
Peinture murale - sainte martyre et ange.

### Extérieur

#### Clocher

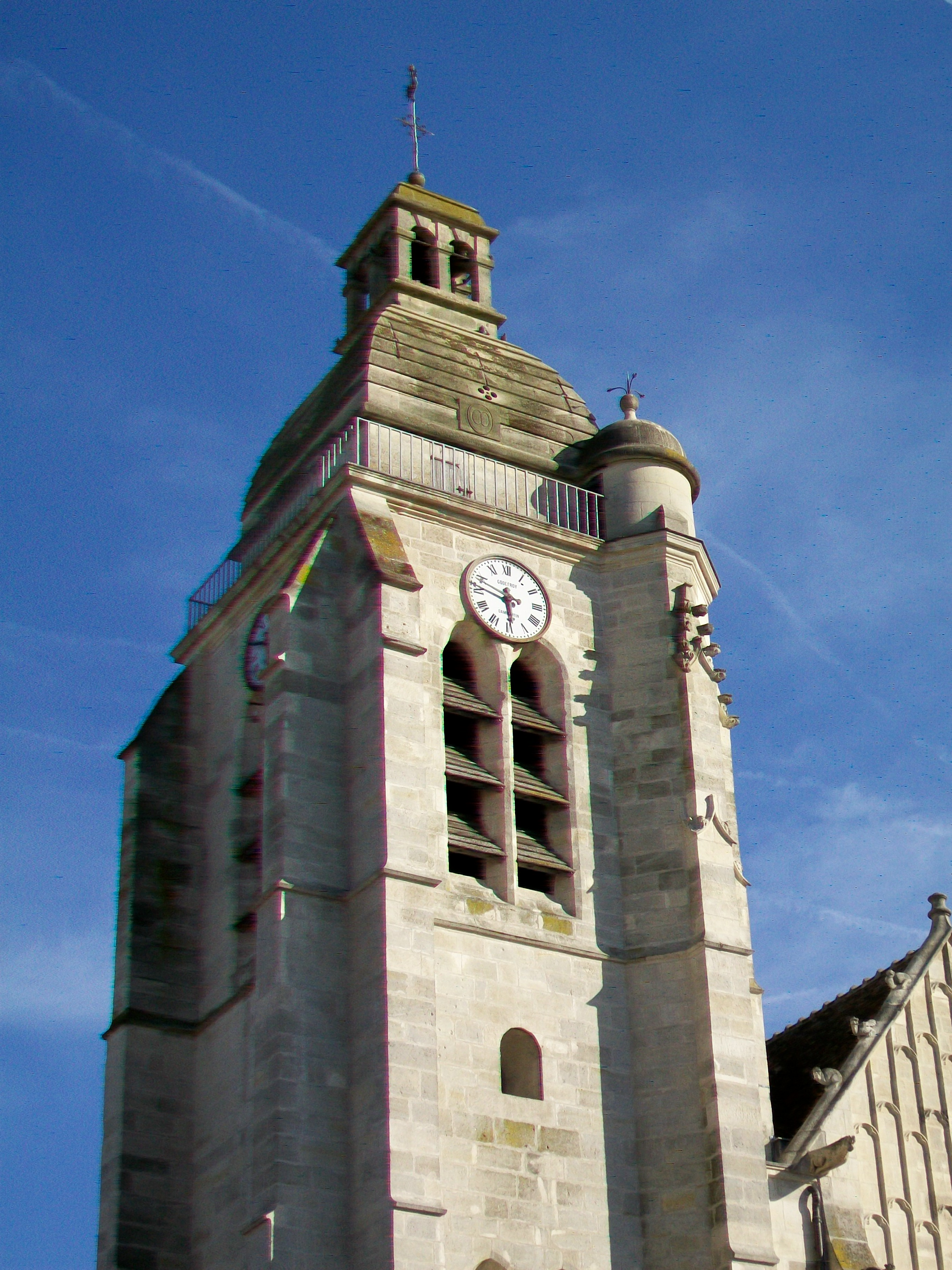
Clocher, parties hautes, vue depuis le nord-ouest.

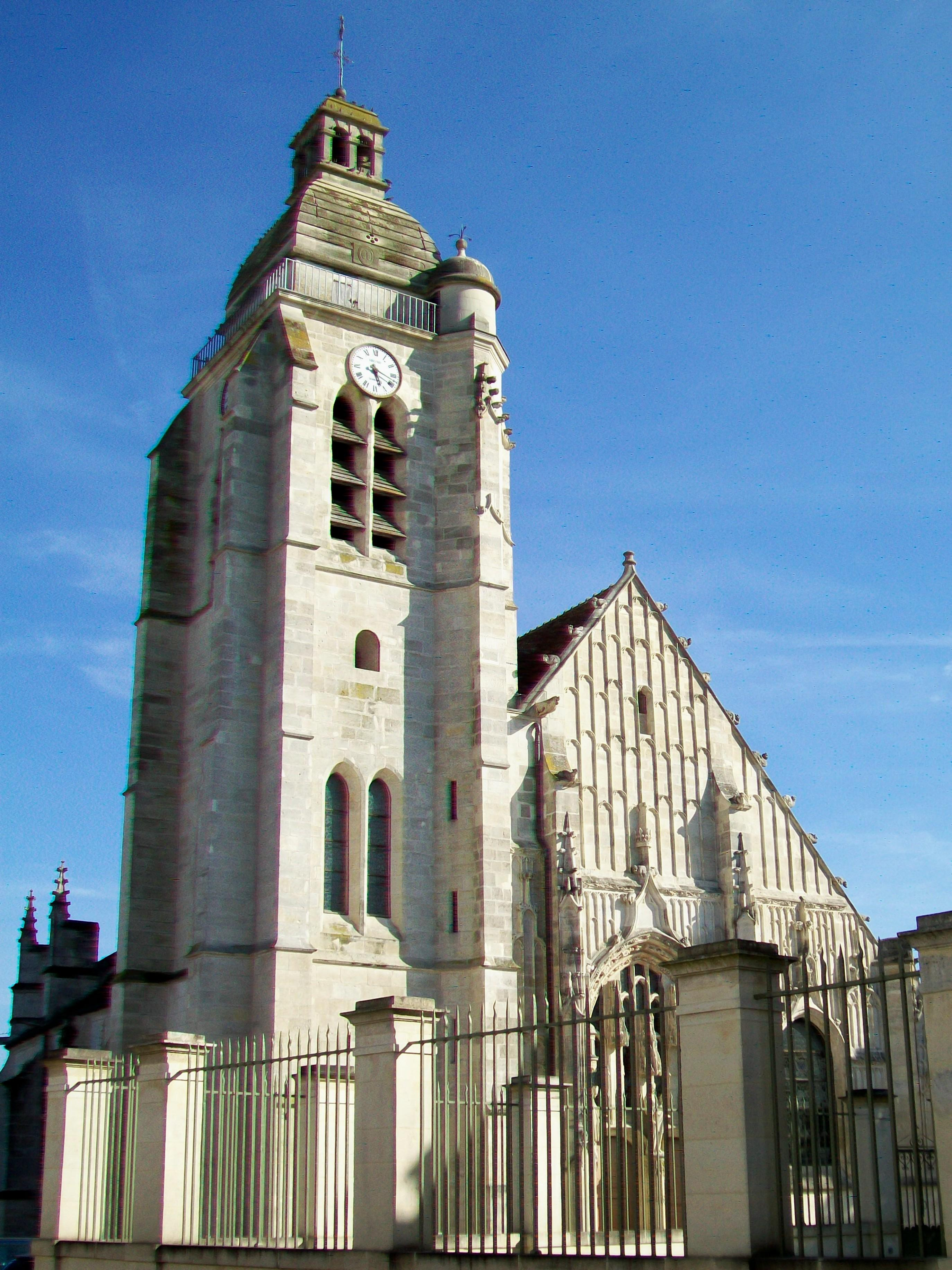
Clocher et façade.

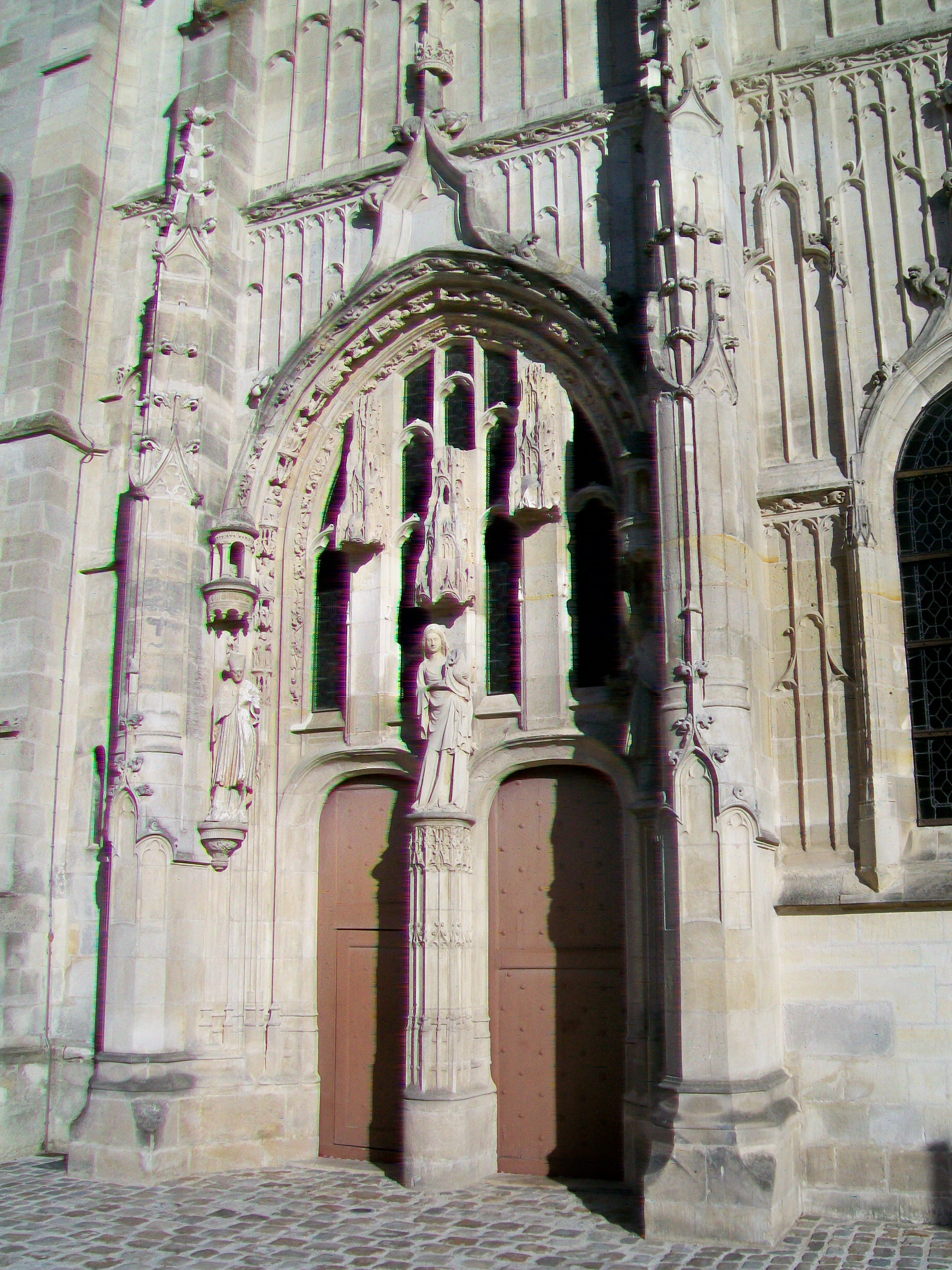
Portail occidental.

Jean Vallery-Radot souligne que toutes les travées adjacentes au clocher sont montées en collage contre la tour, et en déduit son antériorité au reste de l'église. L'analyse stylistique ne permettrait certes pas une telle conclusion, car l'extérieur du clocher est dénué de caractère. La tour compte trois niveaux d'élévation, qui sont séparés par des larmiers. Ses angles sont flanqués de deux puissants contreforts orthogonaux, qui sont strictement verticaux, et s'amortissent par des glacis formant larmier. Les contreforts sont scandés par les larmiers déjà signalés, ainsi que par des larmiers présents uniquement sur la face frontale, à mi-hauteur du deuxième niveau d'élévation, et proche du sommet. Les contreforts de l'angle sud-ouest masquent la cage d'escalier, dont la présence est indiquée par les meurtrières dans l'angle entre la face occidentale et son contrefort de droite. Les deux contreforts signalés sont les seuls qui ont bénéficié d'une décoration sculptée. Il s'agit d'accolades aux flancs garnis de chimères de feuillages, proche du sommet, et d'accolades surmontées de clochetons garnis de crochets en lieu et place des glacis sommitaux. Le premier niveau d'élévation est aveugle. Le deuxième niveau, qui est deux fois plus élevé que le précédent et le suivant, est percé de deux étroites baies géminées en arc brisé à l'est, au nord et à l'ouest, ainsi que d'une petite baie en plein cintre à l'ouest, située plus haut. L'étage de beffroi est ajouré de deux baies géminées par face, qui sont en tous points analogues à celles du deuxième niveau. La corniche moulurée n'a rien de flamboyant, et devrait dater de la reconstruction en 1783. La grille purement fonctionnelle qui délimite la terrasse du sommet n'est pas du meilleur effet. Derrière, le dôme de 1783 repose sur des murs droits. On accède à la terrasse par une porte dans le mur occidental, ou par une porte dans l'échauguette qui couronne la tourelle d'escalier. Les quatre faces du dôme sont profilées de plusieurs ressauts. En haut, trône un lanternon sur plan carré, qui est coiffé d'un dôme analogue, et ajouré de deux baies en plein cintre par face. Une moulure torique court à la base du dôme, et au seuil des baies du lanternon.

#### Façade occidentale
Avec les façades occidentales d'Ève, L'Isle-Adam, Raray, Saint-Pierre de Senlis, Survilliers, Verberie, Verneuil-en-Halatte, et la façade méridionale de Saint-Justin de Louvres, la façade du Mesnil-Amelot est l'une des plus richement décorées de la région. Elle exclut le clocher, et concerne donc uniquement la nef et le bas-côté sud. En dehors des contreforts, des baies, des voussures et des accolades, les surfaces murales sont entièrement recouvertes de fines arcatures trilobées plaquées. Jusqu'au fruit à la naissance du pignon, qui s'accompagne d'une frise de pampres, les arcatures sont en arc brisé, et très étroites. Une sur deux comporte à mi-hauteur une arcature trilobée aux lobes arrondis, comme dans les réseaux des fenêtres du bas-côté nord et de la première travée du chœur. Telles sont également les arcatures, plus larges, du pignon. L'on trouve ici plusieurs arcatures superposées. Les rampants des pignons sont peuplés de petites créatures fantastiques, tous différents et bien conservés. Le reste du décor est commandé par les contreforts et les baies. Deux contreforts cantonnent le mur de la nef, et un contrefort biais épaule l'angle sud-ouest du bas-côté sud.
Les deux contreforts de la nef changent plusieurs fois de plan afin de faciliter la décoration par de différents types de clochetons plaqués et pinacles. En bas, ils sont carrés aux angles abattus ; puis, ils sont en hémicycle ; plus haut, ils se présentent par deux pans obliques ; et deviennent enfin carrés. Il y a trois arcatures et un clocheton plaqué au premier niveau ; deux fois deux arcatures surmontées d'un soufflet et d'une accolade au deuxième niveau ; deux clochetons plaqués effilés en bas du troisième niveau, ainsi que deux accolades en haut du même niveau ; et enfin un grand clocheton au dernier niveau. Derrière le clocheton, se dégage un contrefort ordinaire, qui se termine par un glacis galbé à mi-hauteur du pignon. Une chimère saillit devant chacun des deux glacis. Des pilastres plats relient les glacis aux rampants. En haut du pilastre de gauche, une gargouille permet d'évacuer les eaux pluviales de la noue entre le clocher et la nef. Le contrefort oblique, moins élevé, ne compte que deux niveaux. Contrairement à tous les autres contreforts de l'église, il est coiffé d'un chaperon aux rampants galbés.
Le portail, en arc brisé, est entouré de trois voussures, et se compose de deux petites portes en anse de panier, qui sont surmontées d'un haut tympan ajouré. Le trumeau séparant les deux portes est l'une des pièces maîtresses de la façade pour son décor d'arcatures plaquées finement ciselées, avec des bases complexes. Il sert en même temps de support à une statue en pierre de la Vierge à l'Enfant, qui a été conservée de la précédente église, et date du XIVe siècle. Le tympan est étrésilloné de trois très larges meneaux, qui portent des dais sous la forme d'édicules flamboyants, moins bien conservés que le reste. Le meneau du milieu s'arrête après le dais, qui protège la Vierge. Les autres dais ne correspondent plus à des statues, et il n'y a par ailleurs pas de consoles pour les supporter. Le remplage des baies du tympan consiste d'étroites lancettes à têtes trilobées, et reproduit ainsi les réseaux plaqués. Jusqu'à la restauration de la fin du XXe siècle, toutes les baies de la façade étaient bouchées. Les trois voussures sont garnies d'un décor sculpté.
Dans la première et la dernière voussure, le motif sont une fois de plus des pampres, sauf tout en bas, où l'on trouve des chimères. La voussure centrale, la plus profonde, abrite des statuettes des Douze Apôtres, représentés assis. Le dais d'un Apôtre sert de console à la statuette suivante, et ainsi de suite. Saint Pierre se situe en bas à gauche, et saint Paul, en bas à droite. Dans la partie haute des piédroits de la voussure supérieure, des dais et consoles de style Renaissance ont été incrustés après coup. Jean Vallery-Radot insiste bien sur le fait que ce sont les uniques éléments Renaissance de toute la façade, dont le style est sinon très pur. Les statues de deux saints évêques logées dans les niches latérales ainsi formées sont des répliques des œuvres originales en bois, qui ont été rapatriées à l'intérieur de l'église. Comme à l'accoutumée à la période flamboyante, l'extrados de l'archivolte est animé par quelques feuillages épars et autres chimères, et surmonté d'une accolade, dont les flancs sont ici formés par deux contrecourbes. Après leur fusion, les deux flancs sont maintenus ensemble par une couronne de fleurs de lys. L'accolade de la baie occidentale du bas-côté sud est conçu selon le même principe. La baie est du reste cantonnée de deux minces contreforts, qui sont ornés de deux niveaux de clochetons plaqués très effilés. En outre, une frise de pampres court sur les murs au niveau des impostes. Assez curieusement, la fenêtre n'est pas axée au milieu entre les deux contreforts les plus proches, et l'on note que la partie basse de la façade, délimitée par la frise déjà signalée, empiète sur le demi-pignon du bas-côté.

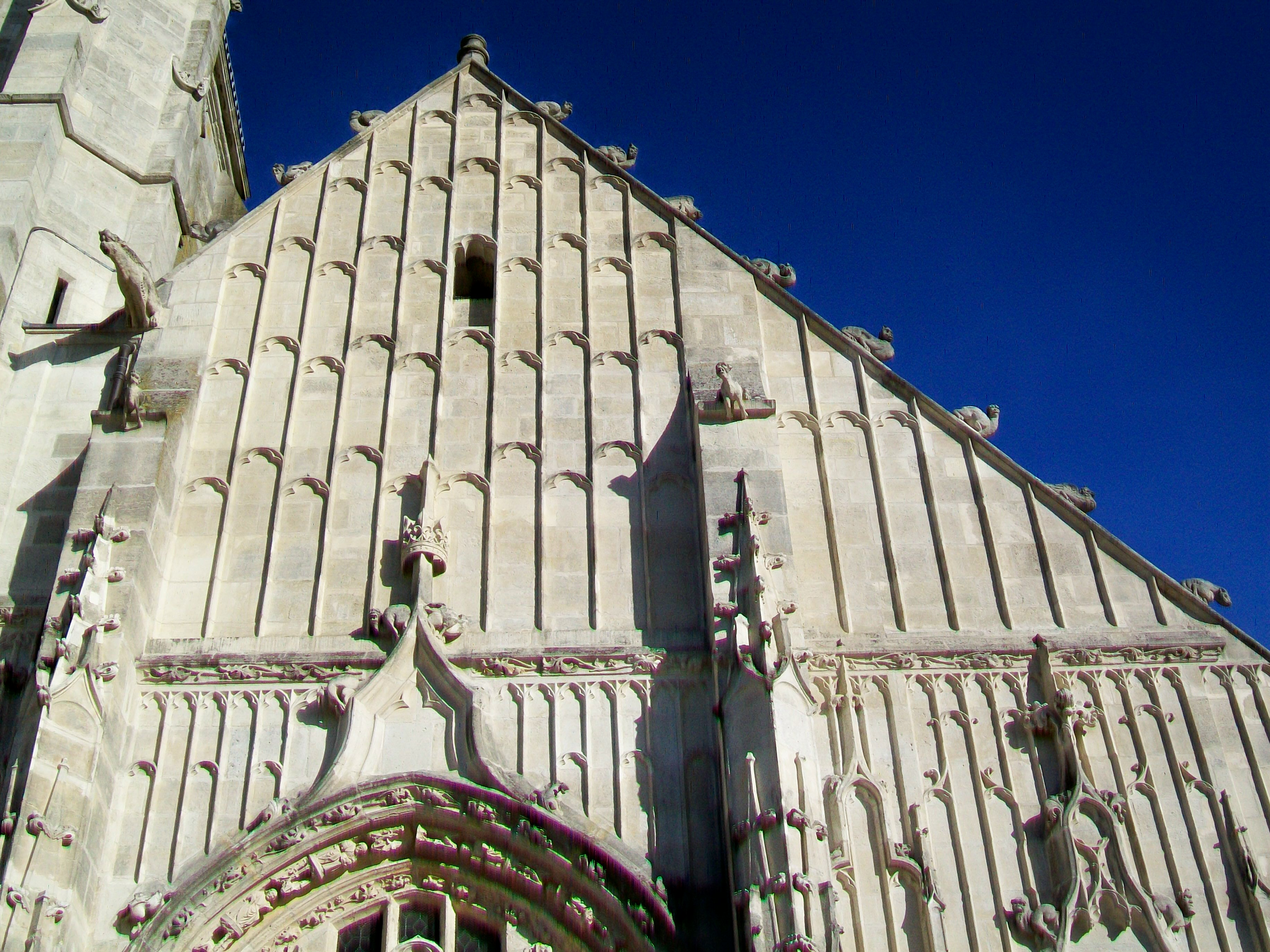
Pignon de la nef.
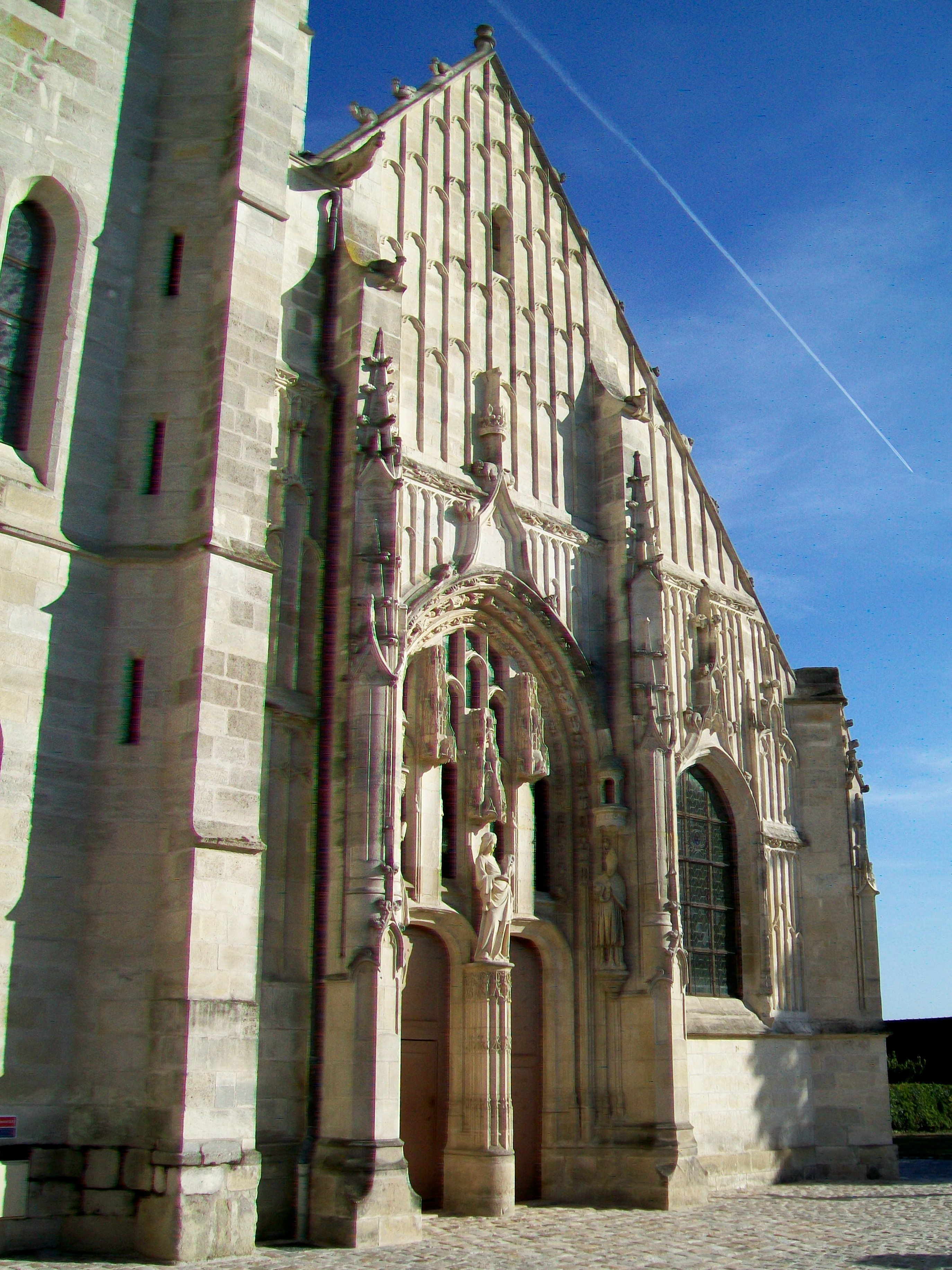
Vue d'ensemble.
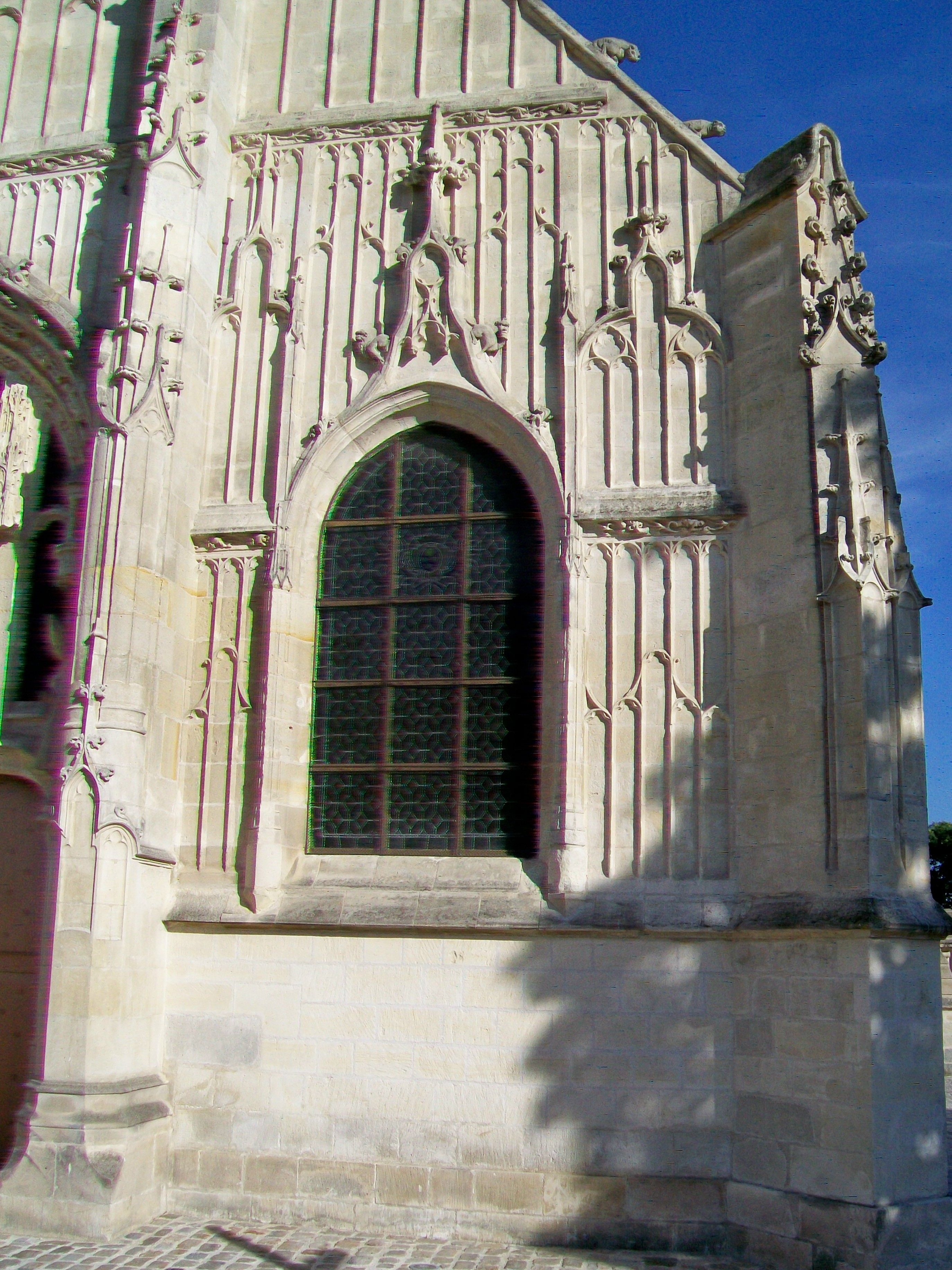
Façade du bas-côté sud.
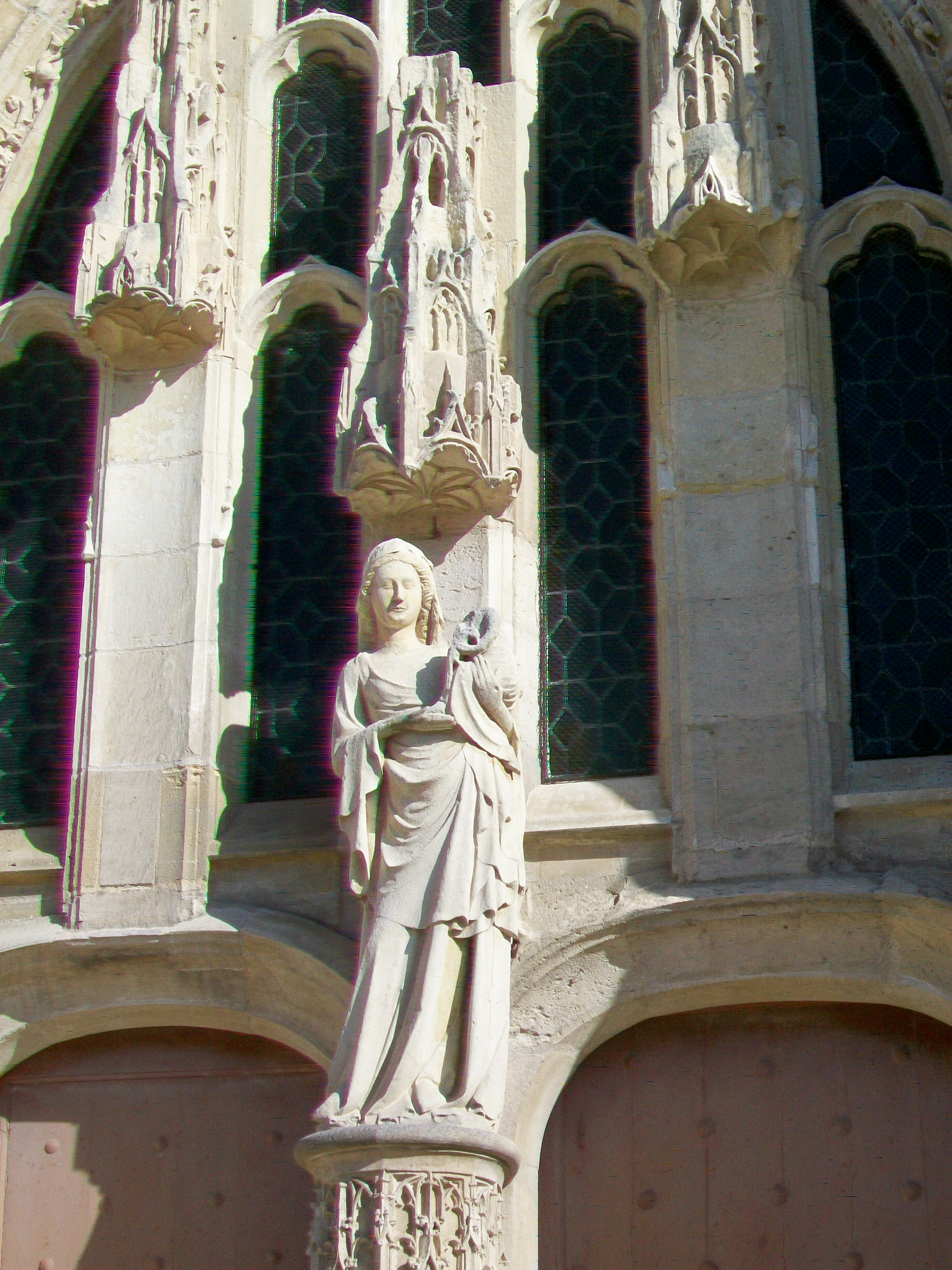
Vierge à l'Enfant.
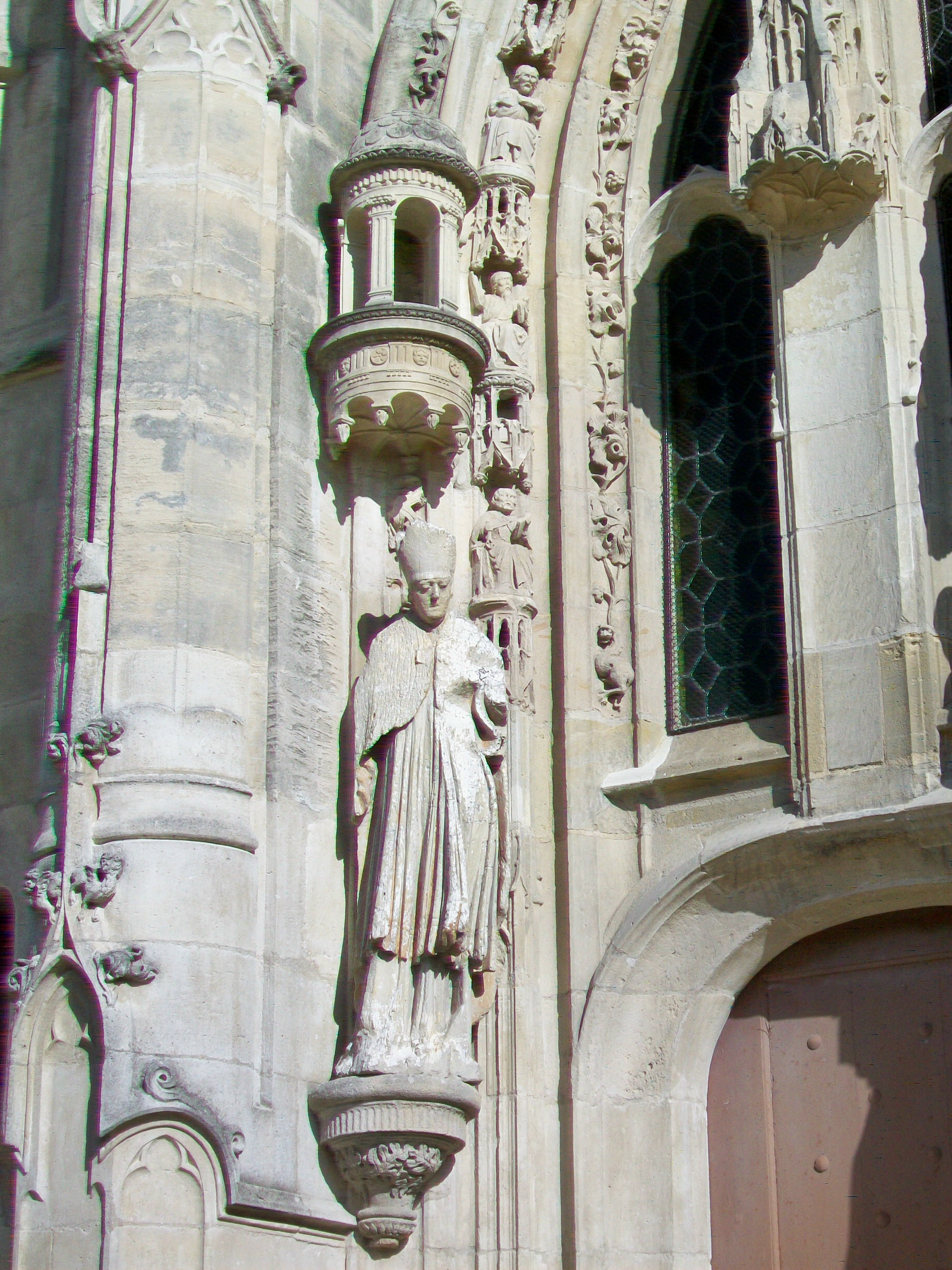
Saint évêque.
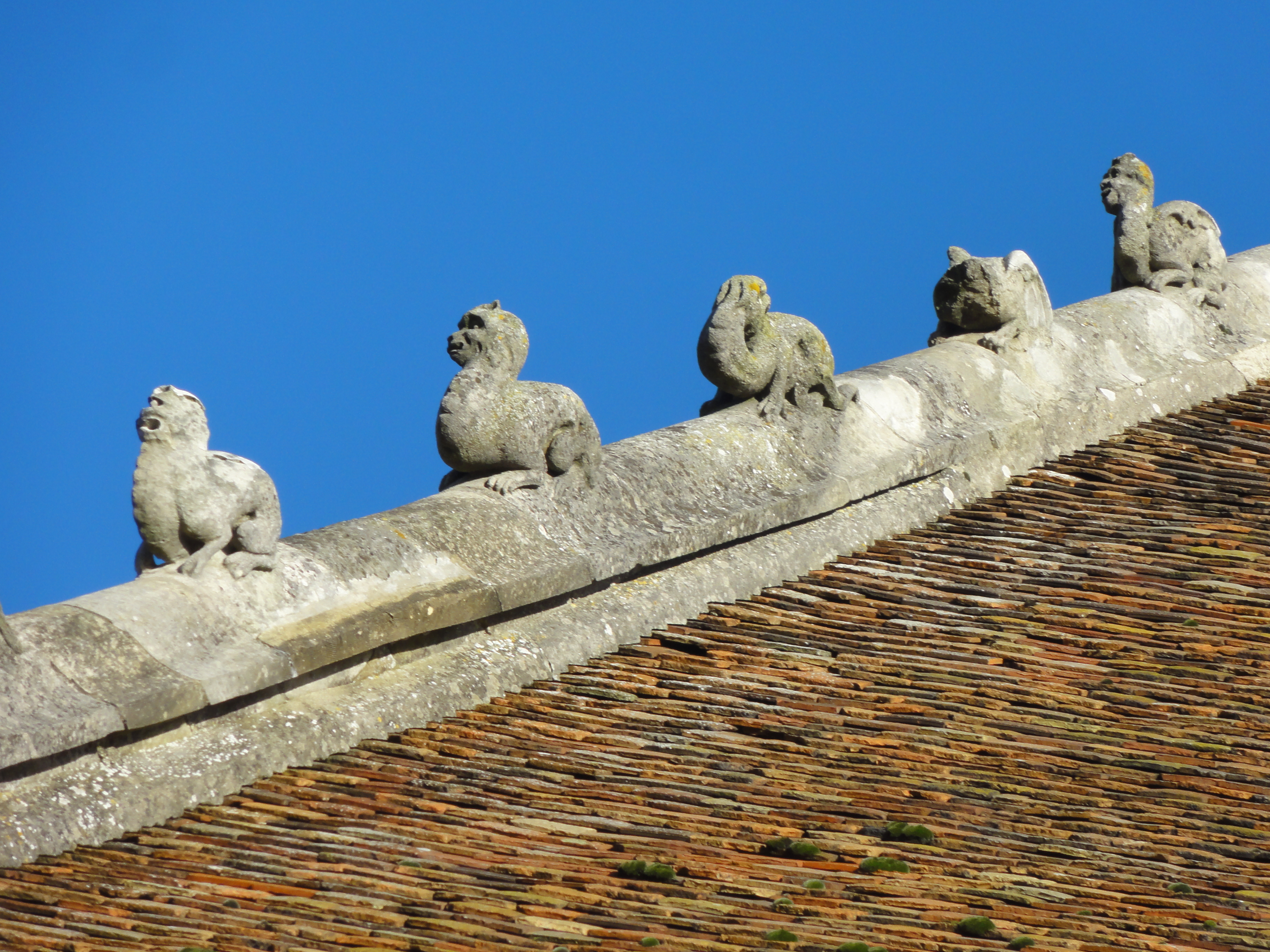
Chimères sur le pignon.

#### Élévation septentrionale

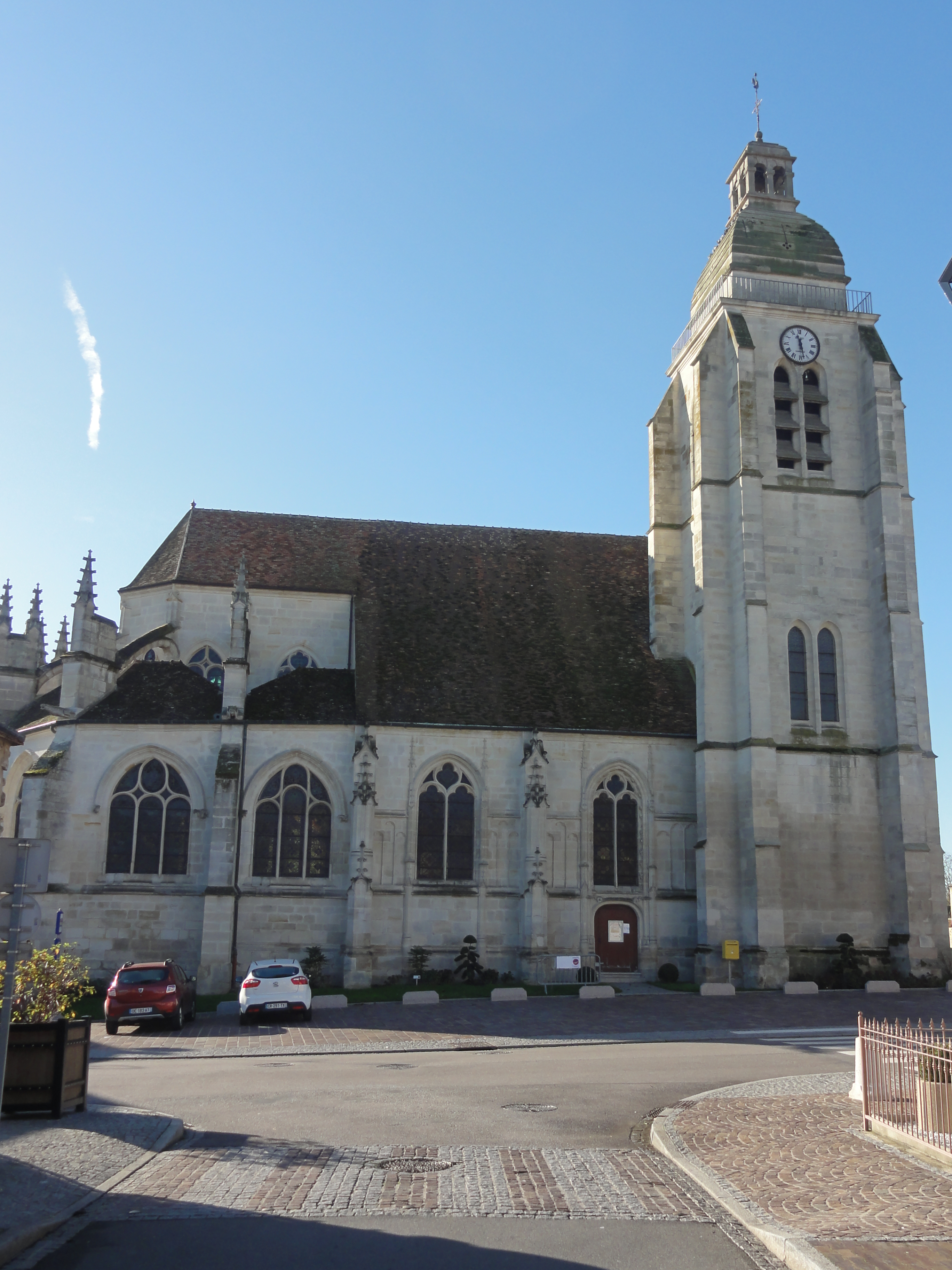
Vue depuis le nord.

L'élévation septentrionale, tournée vers la rue principale du village, possède le décor le plus abouti après la façade occidentale. Cependant, seules les deux travées du bas-côté nord de la nef et le contrefort à l'intersection avec le bas-côté nord du chœur sont concernées. Les bas-côtés du chœur sont plus sobres, et traités de la même façon que le déambulatoire. Le bas-côté nord de la nef est également traité dans le même esprit, avec la différence que les deux premières fenêtres ne possèdent pas de remplage. — Les deux contreforts du bas-côté nord déclinent le modèle déjà utilisé en façade. Les deux premiers niveaux, l'un à angles abattus, l'autre en hémicycle, sont identiques qu'en façade. Puis, s'effectue directement le passage vers un plan rectangulaire, sans passer par une section à deux pans obliques. Le troisième niveau correspond ainsi au quatrième niveau en façade. Par différence avec celle-ci, la section rectangulaire se termine par un pet gâble galbé, garni de crochets. Le chaperon derrière le gâble repose sur un glacis galbé, qui constitue ainsi l'élément de base des couronnements de tous les contreforts de l'église, à l'exception seulement du contrefort oblique de l'angle sud-ouest. Le décor des fenêtres du bas-côté nord n'est pas utilisé à d'autres endroits de l'église, sauf les moulures qui les entourent, et la frise de pampres dans la gorge de la baie au-dessus du portail. Les deux fenêtres, au remplage flamboyant, sont cantonnées de deux minces contreforts décorés de trois niveaux de clochetons plaqués, différents de ceux utilisés pour la baie occidentale du bas-côté sud. Le larmier galbé qui marque la limite de l'allège se trouve interrompu par les petits contreforts. Un deuxième larmier, situé curieusement en dessous du niveau des impostes des baies, relie leurs piédroits aux contreforts. Les espaces ainsi délimités sont agrémentés de trois arcatures trilobées plaquées, dont celle du milieu est plus élevée. Sur le plan des éléments de scansion horizontaux, sont à signaler en outre la plinthe moulurée qui masque le fruit après la deuxième assise, et la corniche très simple, profilé d'un cavet et d'un tore aplati. Le portail en anse de panier dans l'allège de la première fenêtre n'impacte pas l'agencement global de la travée. Son archivolte est flanquée de deux chimères ; sinon, le décor se limite aux habituelles moulures prismatiques.

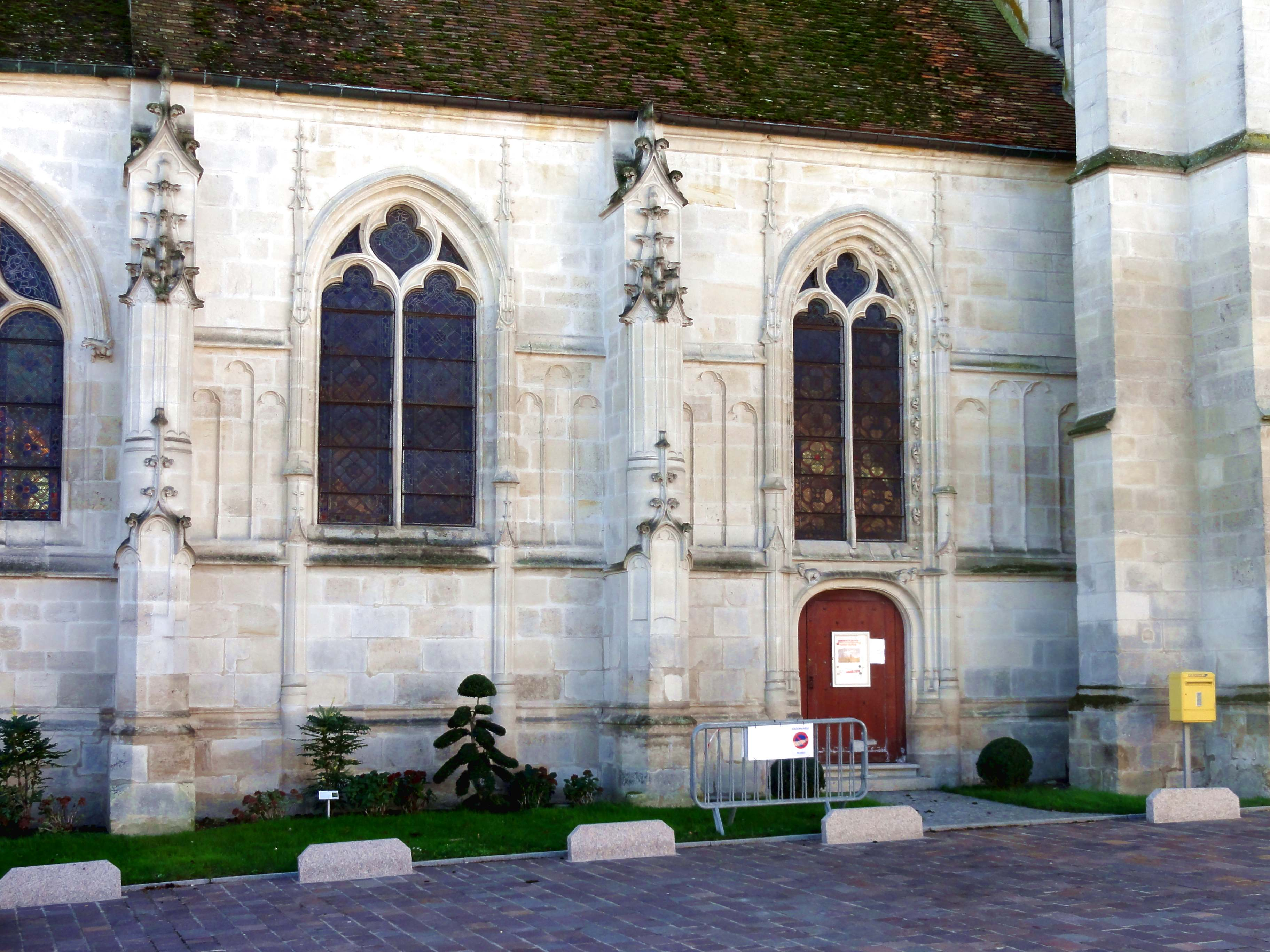
Bas-côté nord.
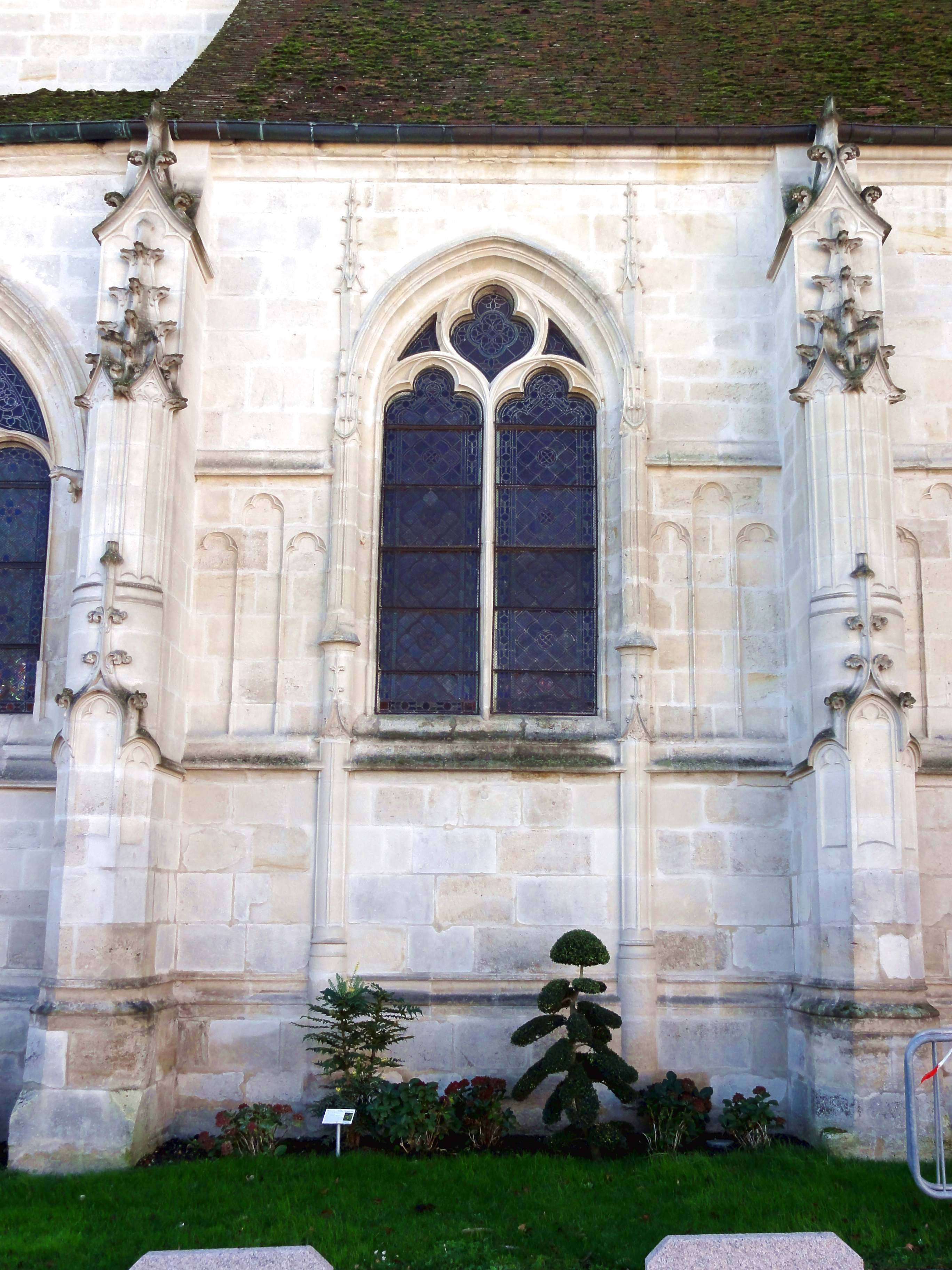
Travée du bas-côté.
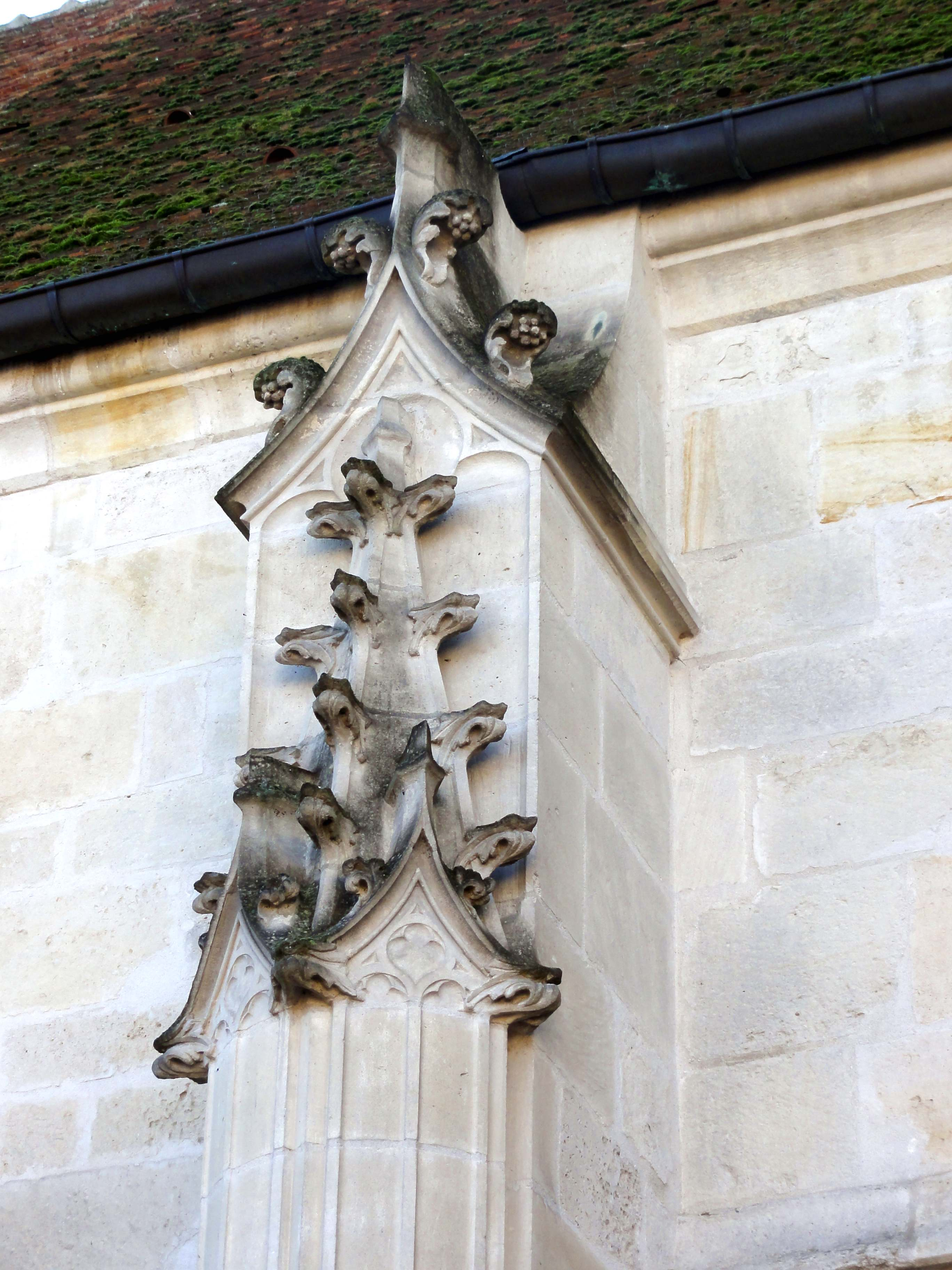
Sommet des contreforts.
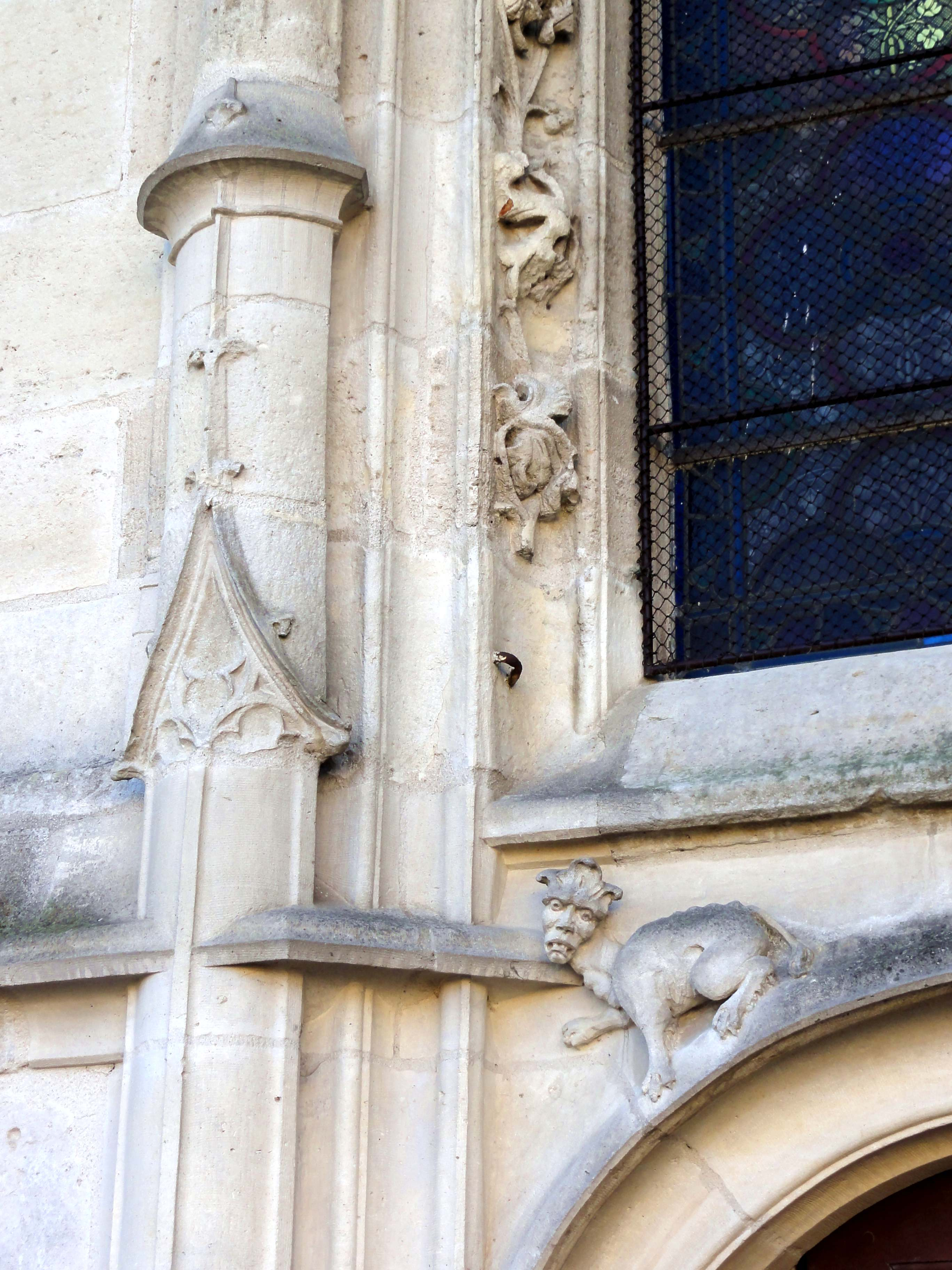
Partie basse des contreforts.
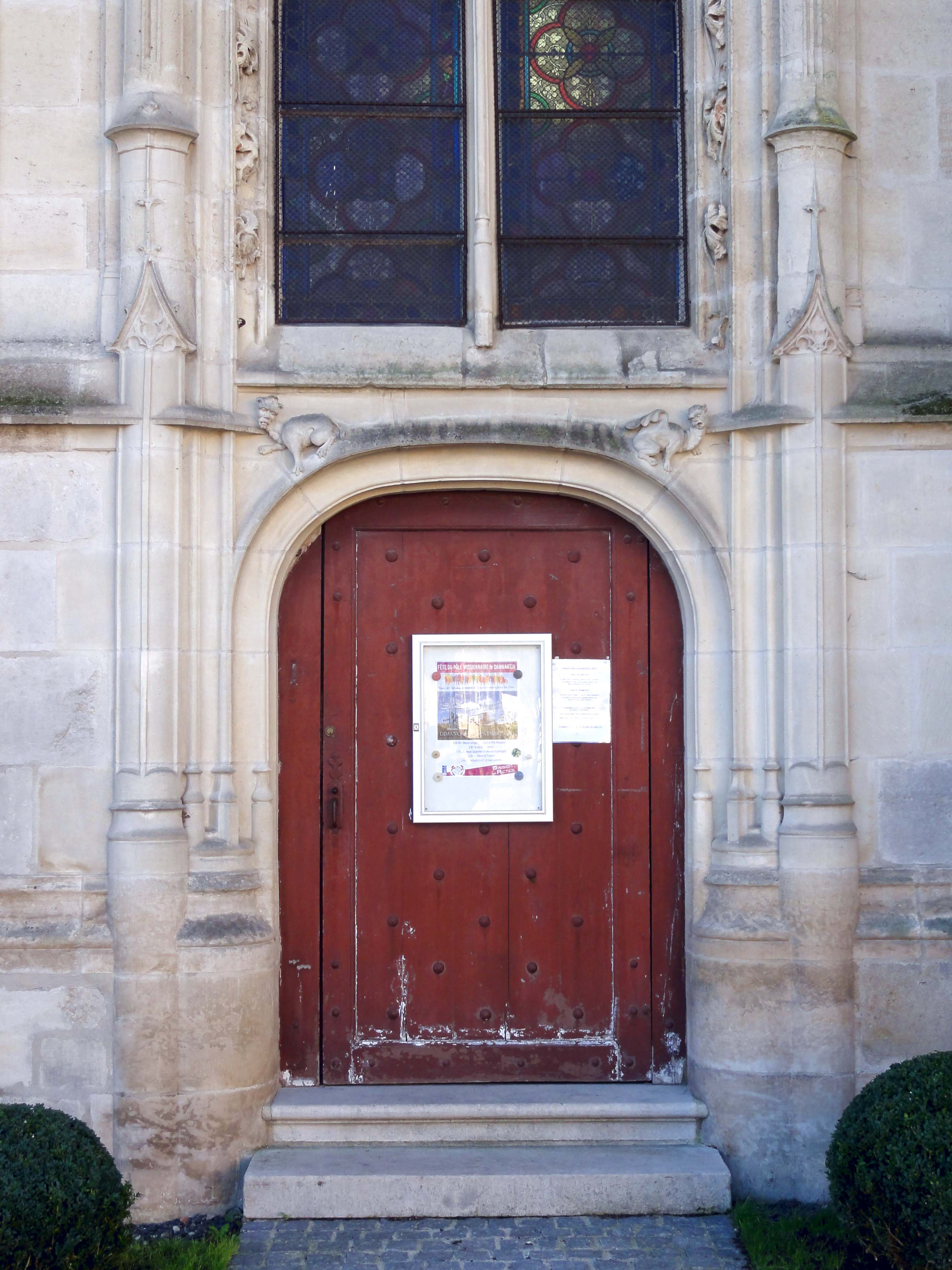
Portail latéral.
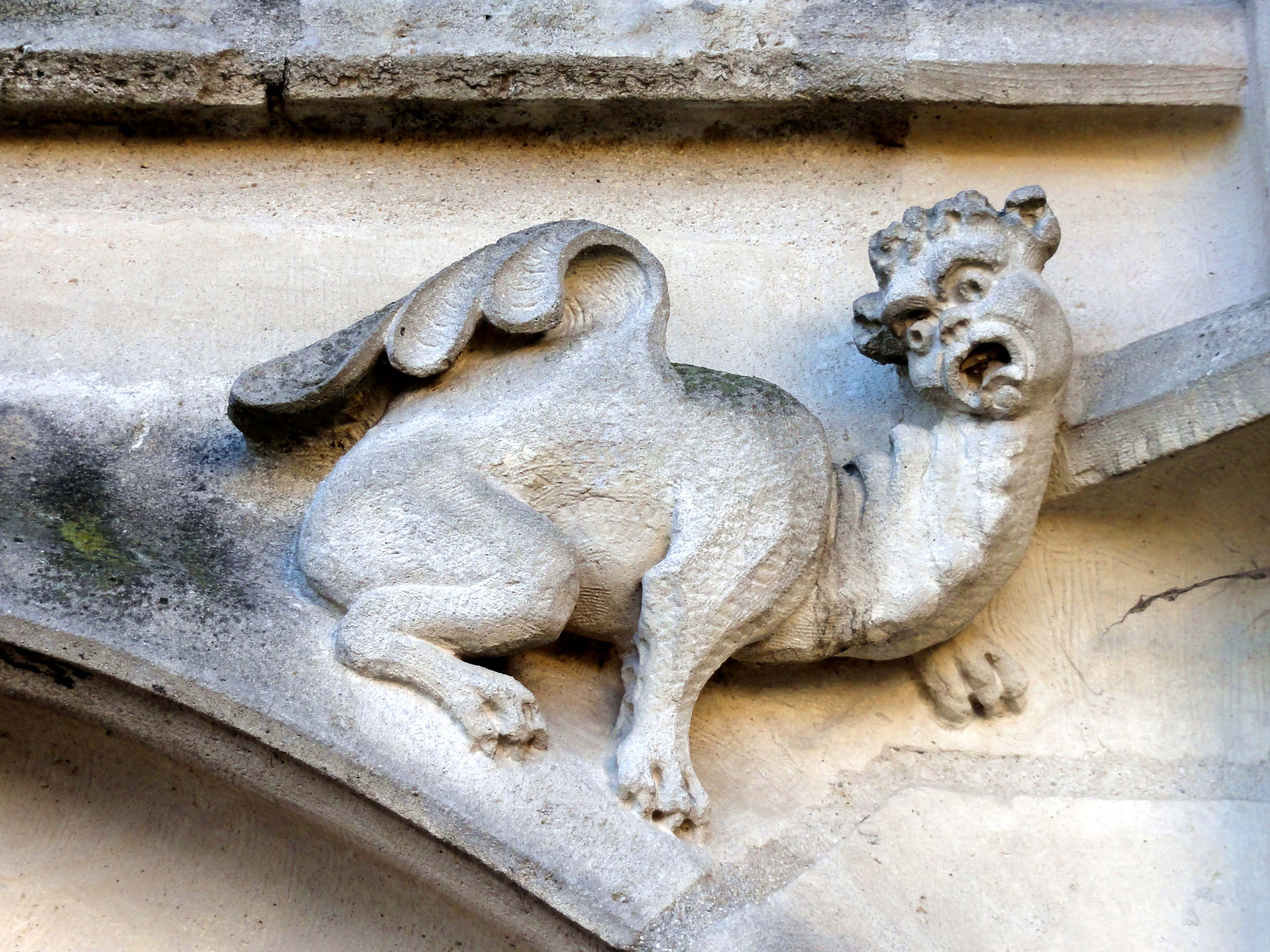
Chimère du portail.

#### Chevet et élévation méridionale

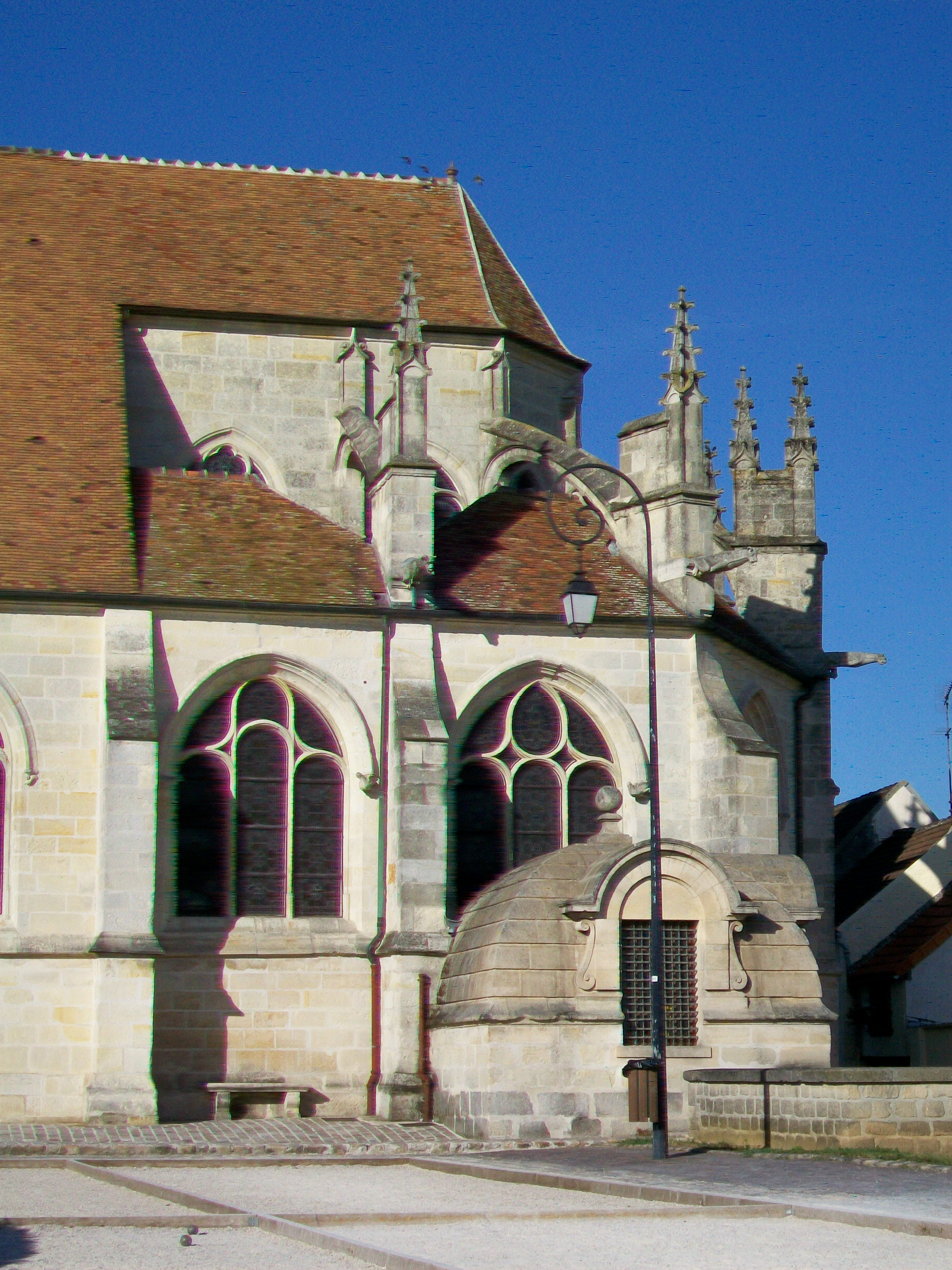
Chœur, vue depuis le sud.

Sur le niveau des bas-côtés du chœur et du déambulatoire, il n'y a pas d'éléments de scansion et de modénature qui ne se trouvent pas déjà sur le bas-côté nord de la nef. Ceci concerne la plinthe moulurée qui délimite le soubassement ; le larmier qui délimite les allèges ; le bandeau mouluré qui surmonte les baies ; et la corniche. Quant aux contreforts, leur modèle est déjà contenu dans celui utilisé pour le bas-côté nord. Ces contreforts sont de plan rectangulaire et scandés par la plinthe et le larmier signalés. Ils s'amortissent par un glacis galbé, sauf les deux contreforts de part et d'autre du pan axial du chevet, qui comportent un larmier simple au même niveau et sont par ailleurs moins saillants. Les réseaux des fenêtres ont déjà été évoqués dans le contexte de la description de l'intérieur. Aucune des baies n'est cantonnée de contreforts décoratifs. Le bandeau qui les surmonte ne bute donc pas contre ces contreforts, mais est reçu sur des chimères saillantes, toutes différentes, ou sur de petits culs-de-lampe sculptés de feuillages, cas des pans nord-est et sud-est du déambulatoire, ainsi que du bas-côté sud de la nef. Celui-ci est en tous points analogue aux travées signalées ; manque seulement la plinthe moulurée à la limite du soubassement, qui cède la place à un ressaut du mur. Partout, l'appareil en pierre de taille est tout aussi régulier. On ne dispose pas de renseignements sur la sacristie, très basse et compacte, et recouverte d'un dôme de pierre, qui est de la même facture que celui du clocher. Les fenêtres, une à l'est et une au sud, se présentent comme des lucarnes. Ces lucarnes sont flanquées de volutes fortement stylisées, et dotés d'un fronton en arc de cercle, avec cimaise moulurée. Le mérite de cette sacristie est de ne perturber point l'harmonie du chevet, que ce soit par sa faible envergure, que par son architecture d'un sobre raffinement.
Les six contreforts du déambulatoire supportent les culées des arcs-boutants des murs hauts du rond-point de l'abside. Ces culées se résument à six assises de pierre de taille. Les deux culées du nord et du sud émergent des toitures, car les contreforts correspondants, amortis par des glacis, ne font plus saillie au niveau des gouttières. Chaque culée est munie d'une grande gargouille, dont la vocation est d'évacuer les eaux pluviales des noues : les arcs-boutants refaits en 1783 sont en effet dépourvus de chéneaux. Aujourd'hui, les gargouilles sont directement raccordées à la canalisation, et ne crachent plus l'eau sur la voie publique. Les culées se terminent par une corniche. Chacune est surmontée d'une charge, reliée à la corniche par un glacis formant larmier en profil de doucine. Les charges sont ornés de clochetons garnis de crochets, à raison d'un seul clocheton au nord et au sud, et deux à l'est. En dehors de ces clochetons, les charges sont coiffées de chaperons. Les arcs-boutants sont à simple volée et leur tracé est parabolique. Le dos est muni d'un large boudin pour éviter l'infiltration des eaux pluviales. Le raccordement aux murs hauts du chœur s'effectue par le biais de contreforts plats. Chacun se termine par un gâble galbé, comme on peut en voir sur leurs homologues du bas-côté nord. Il n'y a, au niveau des murs hauts, pas de gargouilles, chimères ou autres clochetons. Le décor se limite à la mouluration autour des baies, identique à celle utilisée à l'intérieur, et à la corniche un peu plus complexe qu'en haut des bas-côtés et du déambulatoire.

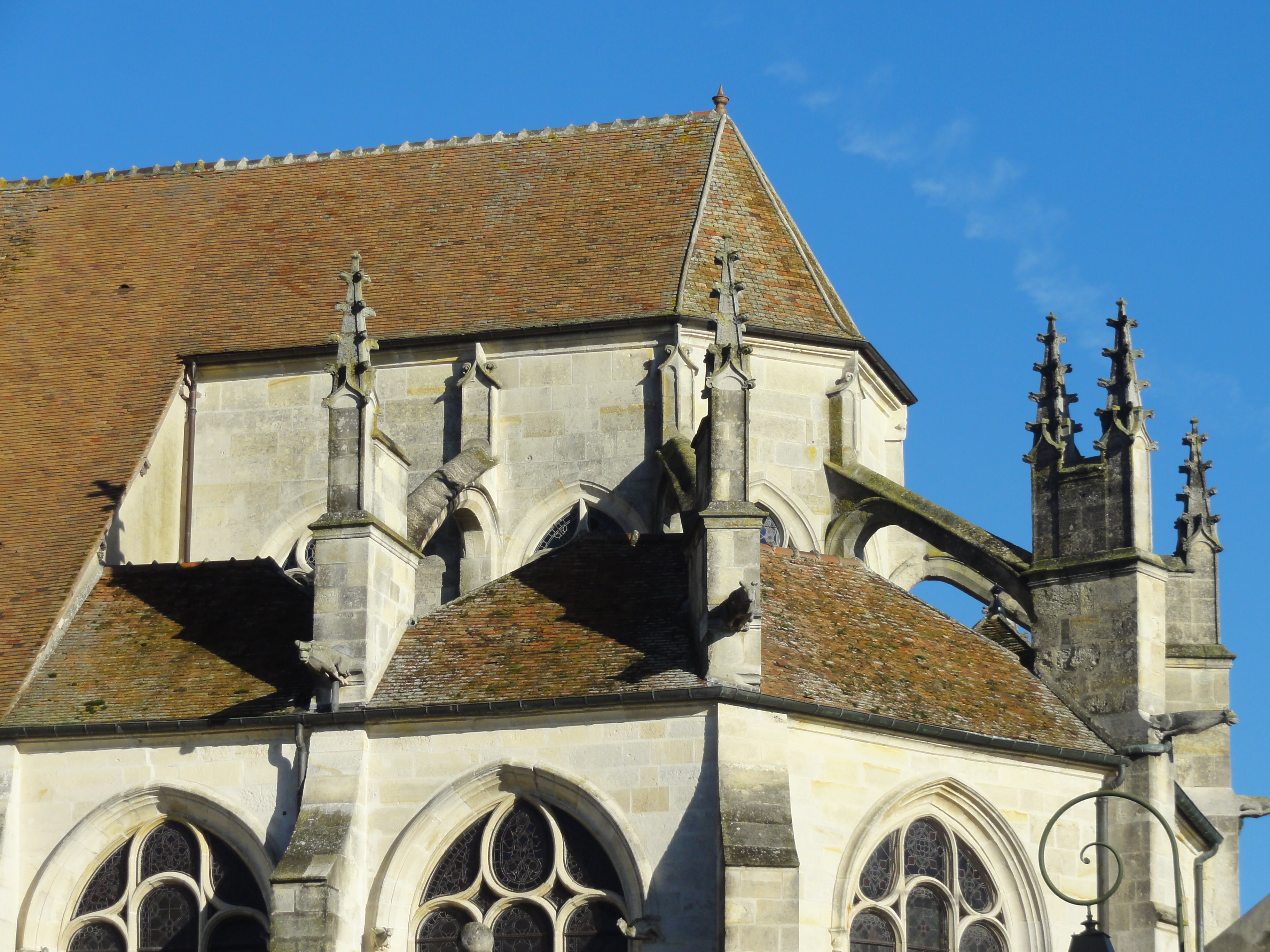
Chœur, parties hautes.
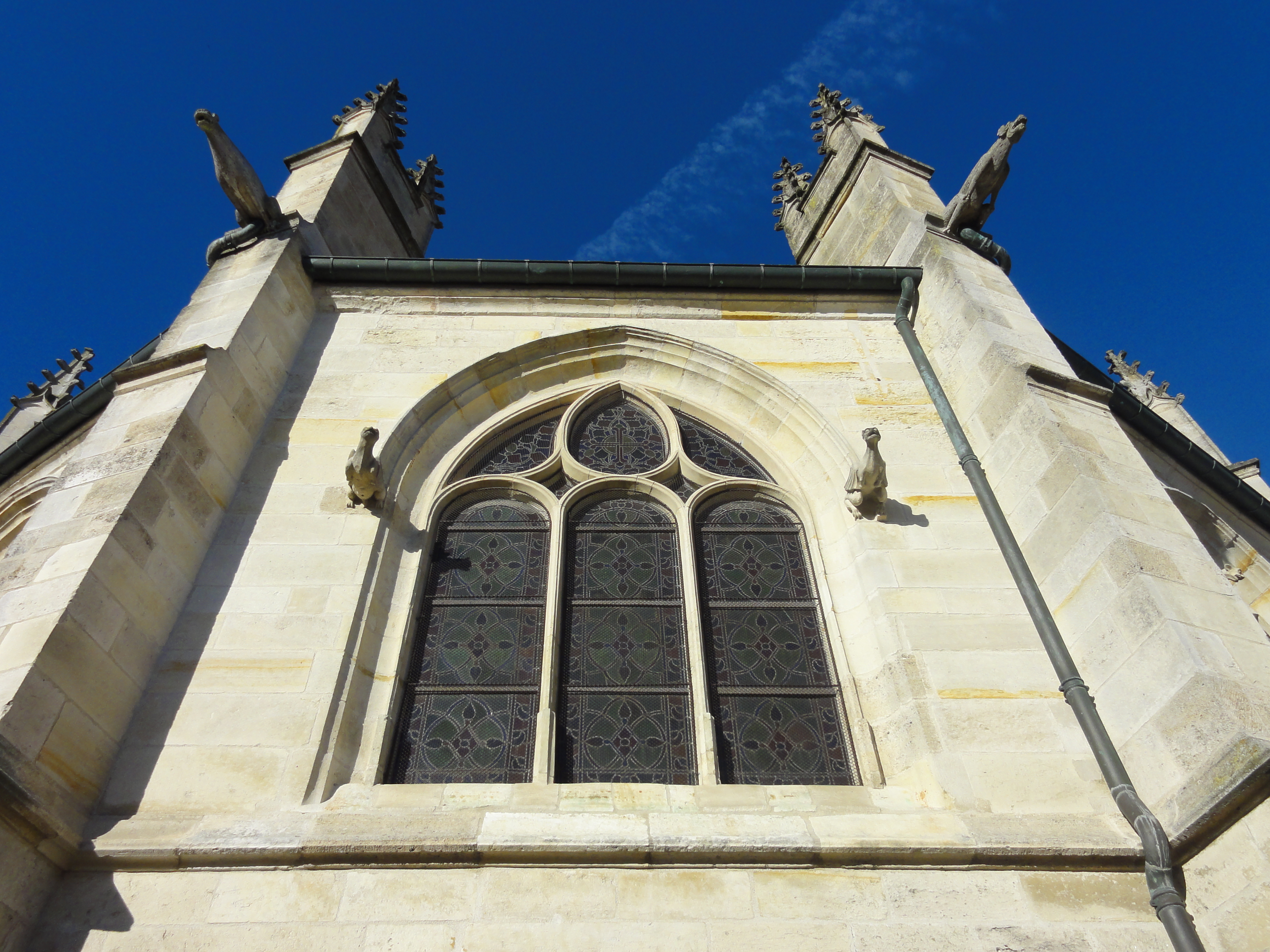
Abside, pan axial.
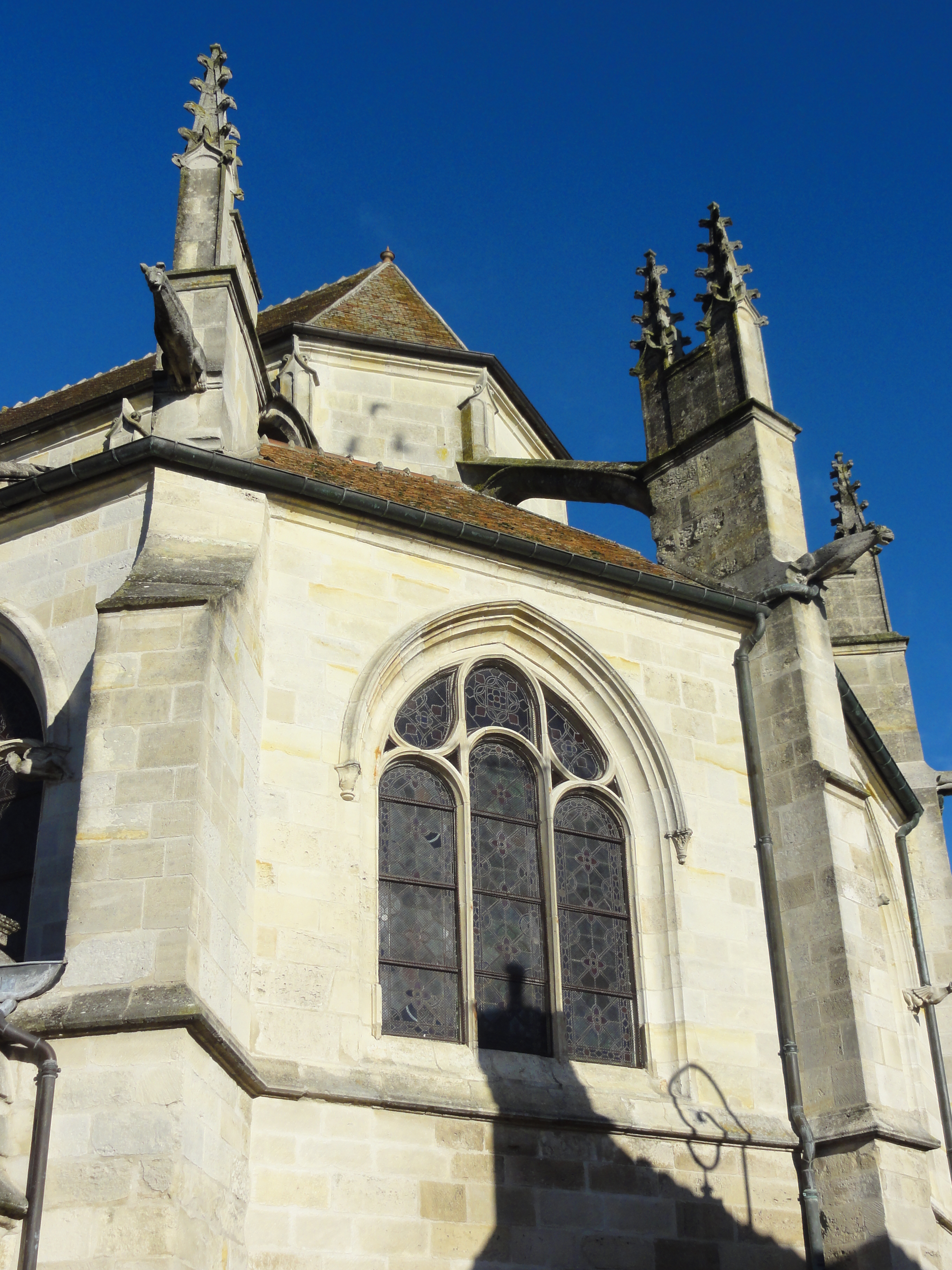
Abside, pan sud-est.
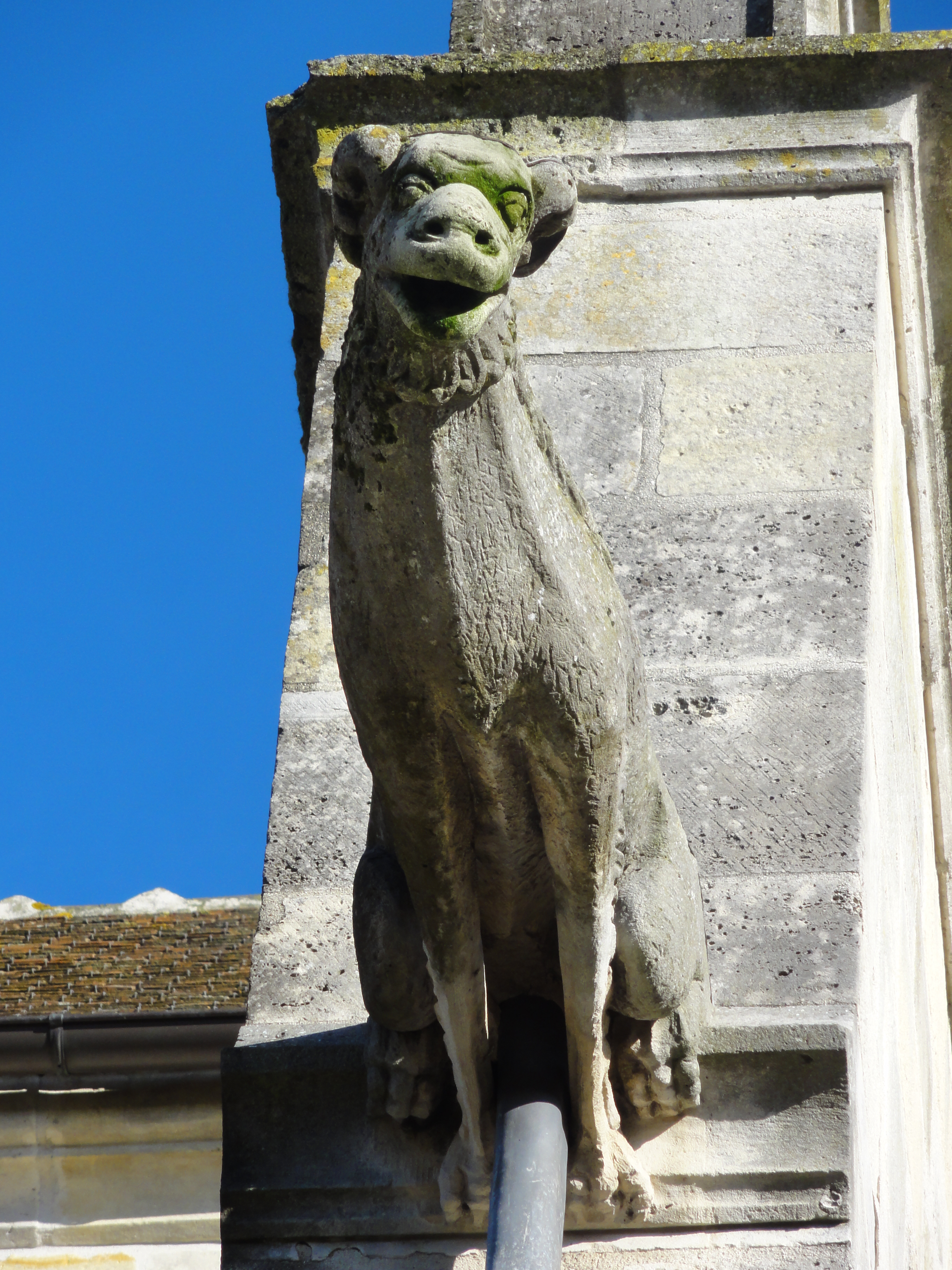
Gargouille.
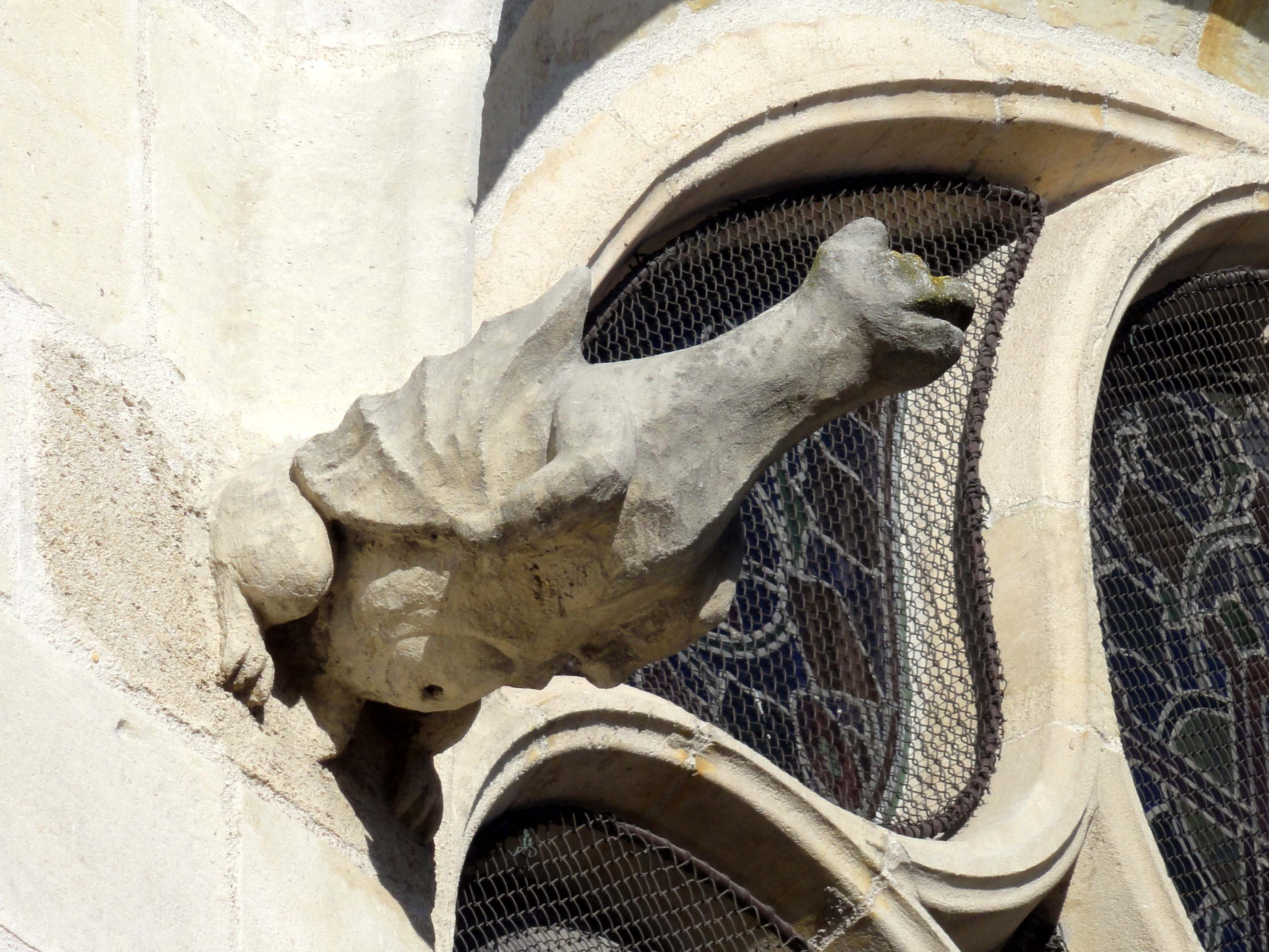
Chimère d'une fenêtre.
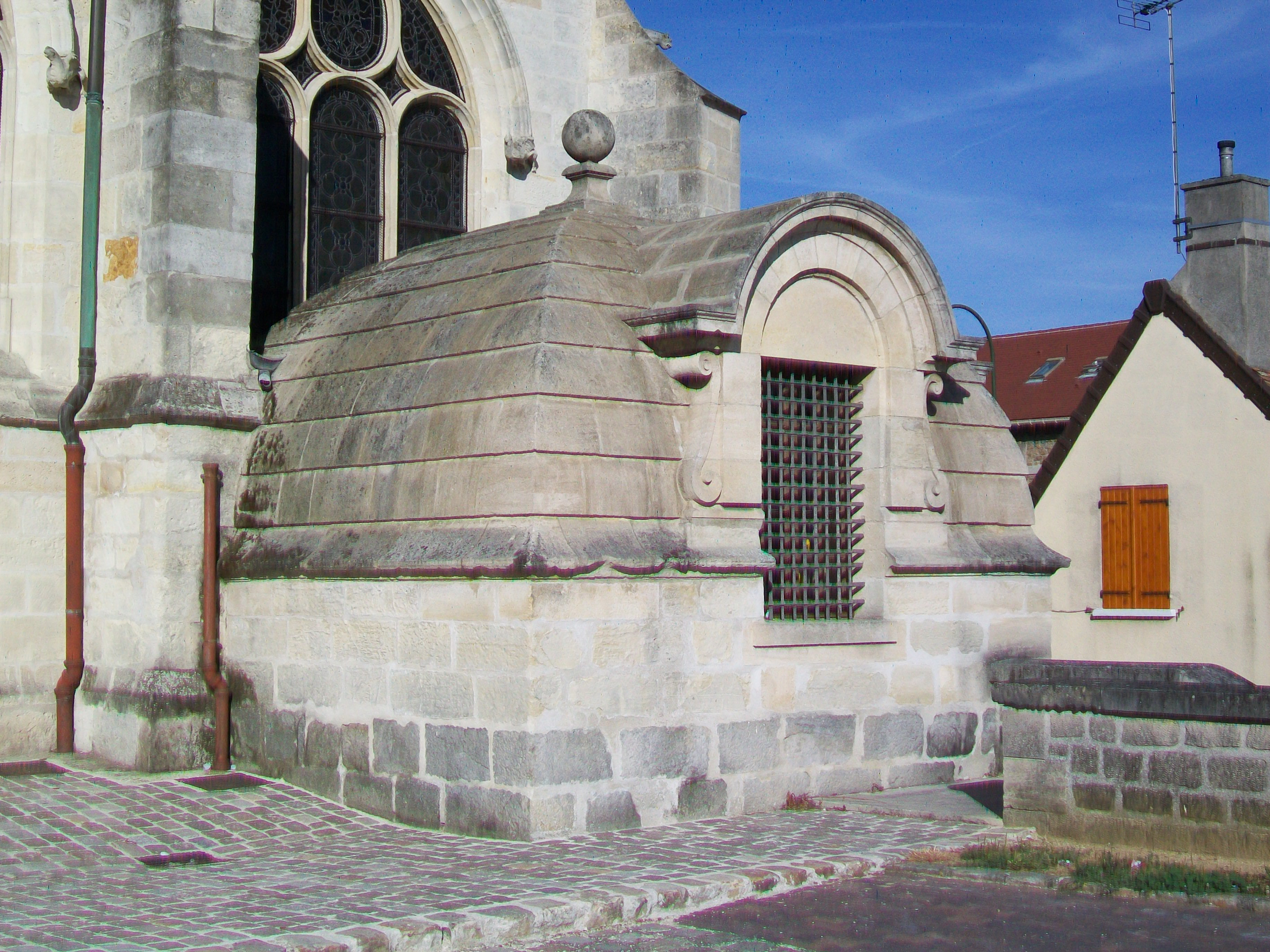
Sacristie, côté sud-ouest.

## Mobilier

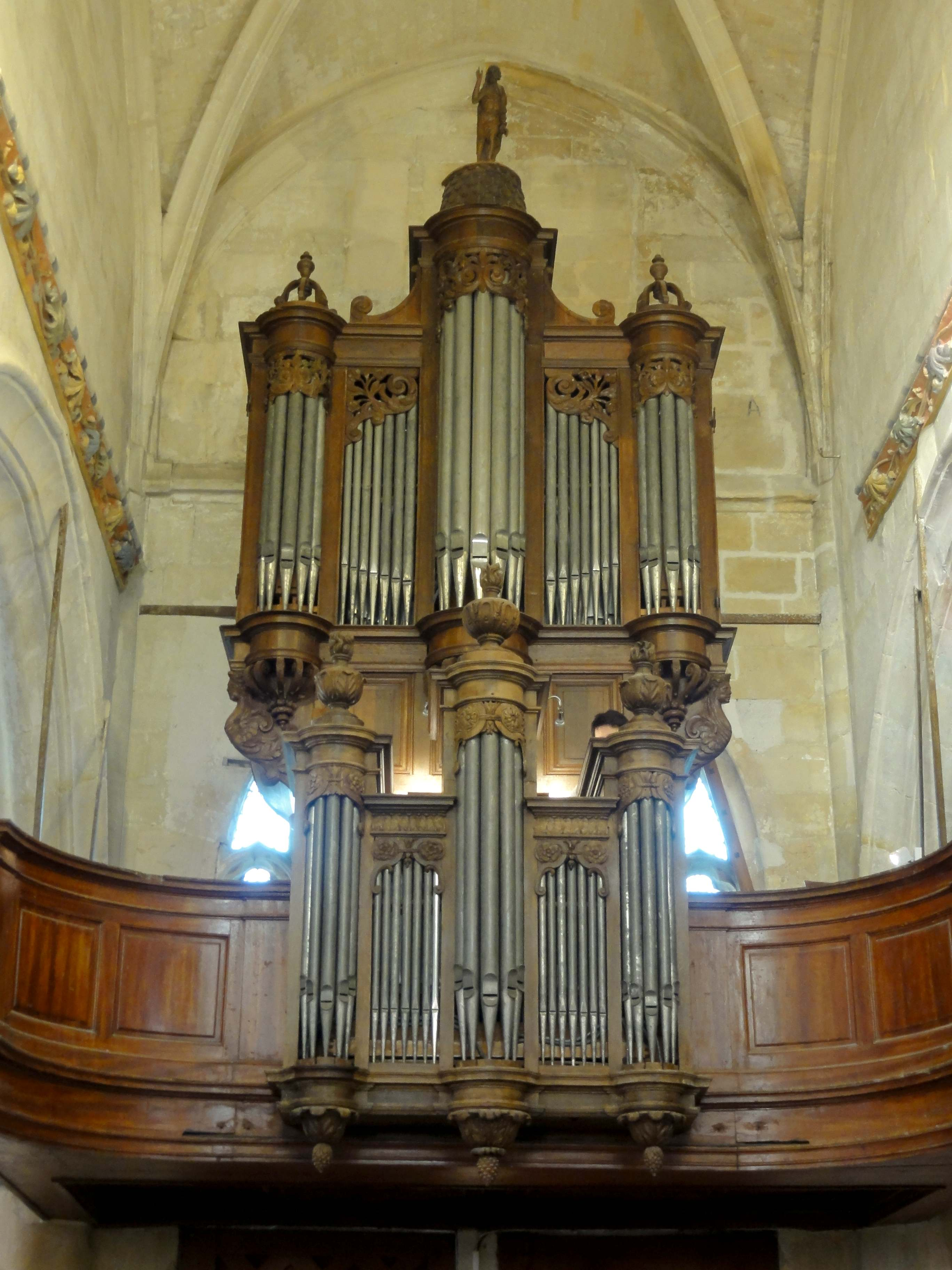
Orgue de tribune.

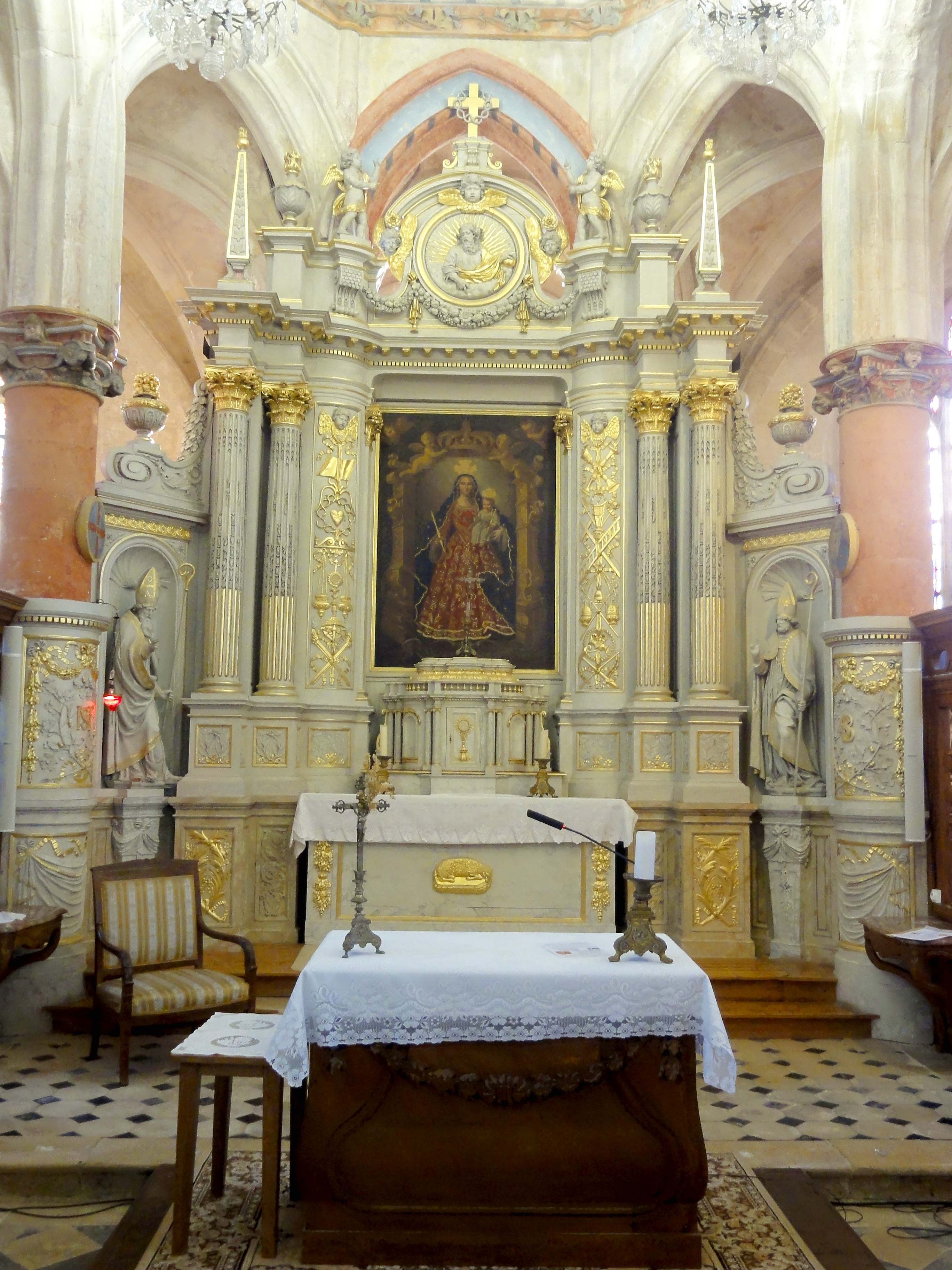
Retable du maître-autel.

Parmi le mobilier de l'église, sept éléments sont classés monument historique au titre objet.
- La cloche en bronze fondue par Florentin Le Guay en 1666, porte l'inscription suivante, avec les noms du parrain et de la marraine : « J'ai été bénite au nom de Martine Jeanne Claude par Messire Ganeron, curé de cette paroisse, et nommée par haut et puissant Sr Jacques Amelot, chevalier, marquis de Mauregard et Mesnil-Amelot, seigneur de Carnetin, la Planchette et autres lieux, conseiller du roy en tous ses conseils, premier président de la Cour des aides, et par dame Charlotte Prince, veuve de feu Eustache Picard, en son vivant seigneur de Villeron et autres lieux ». Cette cloche est classée depuis novembre 1906[16],[17].
- La statue de la Vierge à l'Enfant adossée au trumeau est en pierre, et date du XIVe siècle. Jean-Vallery-Radot dit qu'« elle est un beau spécimen de ces statues de la Vierge portant l'Enfant, telles que les concevaient les tailleurs d'image du XIVe siècle. L'Enfant Jésus, dont la tête a disparu, joue avec un oiseau ». Son hanchement est très accusé. Elle semble vouloir bercer l'Enfant. Le regard est figé et inexpressif : l'œuvre séduit surtout par la fluidité du drapé. Elle est classée depuis décembre 1906[18].
- Les deux statues représentant des saints évêques sont en bois, et dateraient du XVIIIe siècle. Leur état de dégradation ne permet toutefois plus une étude stylistique détaillée. Les mains des deux évêques manquent, ainsi que le sommet de la mitre et l'attribut de l'un parmi eux, tandis que l'attribut de l'autre est réduit à l'état de fragment méconnaissable. Ces statues sont classées depuis avril 1954[19].
- Le buffet d'orgue mesure 270 cm de largeur pour 700 cm de hauteur, et a été confectionné par Hippolyte Ducastel. Le buffet du positif de dos a été ajouté en 1675 ou 1678. Le grand corps ainsi que le positif comportent trois tourelles. Le dôme en haut du grand corps est surmonté d'une statuette du Christ ressuscité. Les tourelles latérales sont couronnés de volutes soutenant un balustre en bois tourné. Des rinceaux découpés à jour occupent l'espace entre le sommet des tuyaux et l'entablement qui termine les compartiments. Sur le positif, les trois tourelles sont sommées de pots-à-feu, et retombent en bas sur des culs-de-lampe revêtus de feuilles d'acanthe, et portant une pomme de pin. Le décor sculpté en haut des compartiments fait ici appel à des volutes affrontées s'enroulant autour d'une rosace, et l'entablement des compartiments flanquant la tourelle centrale est en outre orné d'une frise de feuillages. Seul le buffet est classé depuis mars 1983. La partie instrumentale est reconstruite en 1960 par Jean Jonet. Comme le révèle la plaque commémorative, la dernière restauration a été inaugurée le 7 décembre 1991[20],[21].
- Le retable du maître-autel, en bois taillé et peint, fut exécuté par le menuisier parisien Pierre Favri en 1654, pour le prix de 2 700 livres plus dix livres « pour le vin de ses compagnons »[6]. Il est de style baroque. Au centre, l'on voit une grande toile représentant la Vierge à l'Enfant en majesté. Ce tableau est logé dans une niche, dont les piédroits sont revêtus de pilastres corinthiens cannelés. Le tabernacle sous la forme d'un édicule assez simple orné de colonnettes ioniques, et l'autel tout aussi simple arborant au milieu l'Agnus Dei sur le livre aux sept sceaux, prennent place en dessous du tableau. Il est surmonté d'un fronton cintré sommé d'une croix, qui affiche au milieu un médaillon avec un bas-relief représentant Dieu le Père émergeant d'un nuage et entouré de rayons de lumière, et en haut, à gauche et à droite, des têtes de chérubin. Des guirlandes sont tendues en dessous. — Les deux ailes latérales sont placés en avant du corps central. Chacune comporte, de l'intérieur vers l'extérieur, un quart-de-rond qui habille le pilier des arcades du rond-point ; deux colonnes corinthiennes rudentées et cannelées, dont les stylobates font des ressauts ; deux niches à statues ménagées dans des pans obliques, nettement plus bas que les colonnes ; et deux tambours encore plus bas, qui habillent deux autres piliers. Les quarts-de-rond et les colonnes reposent sur des stylobates à deux niveaux, dont le premier correspond à la hauteur de l'autel, et le deuxième, à celle du tabernacle. Ces stylobates sont décorés de panneaux sculptés de motifs végétaux. En plus, ces trois éléments partagent un entablement commun, qui est couronné d'un pot à feu et d'un angelot sculptés en ronde-bosse. Ces éléments flanquent en même temps le fronton du corps central. Parmi le riche décor sculpté du retable, celui des quarts-de-rond est particulièrement remarquable. Il représente les instruments de la Passion mélangés avec des ustensiles liturgiques. Quant aux niches à statues, elles abritent deux saints évêques, dont l'un représente saint Martin, et l'autre saint Blaise : leurs monogrammes figurent au milieu du décor végétal des tambours. Un aileron baroque et un pot-à-feu surmontent chacune des deux niches. L'ensemble est classé depuis décembre 1906[22].
- L'intérieur de la sacristie est entièrement revêtu de boiseries en chêne du XVIe siècle, qui englobent un placard mural côté nord, à côté de la porte, et un buffet à deux corps à l'est. Les boiseries comportent cinq registres de panneaux à fenestrages, dont les deux registres supérieurs correspondent à la partie inférieure de la coupole. Le registre médian est composé de panneaux sculptés en bas-relief. Les motifs sont, selon les emplacements, deux branches de chêne avec glands nouées ensemble, ou deux palmes nouées ensemble. Le plafond carré est suspendu à mi-hauteur de la coupole. La bordure de l'enfoncement à la base du plafond est orné d'un entablement. L'architrave présente en bas un cordon tressé ; la métope, une frise de dards alternant avec des arcatures, qui inscrivent un gland et une petite feuille de chêne stylisée ; et la corniche, un rang de denticules. Ces boiseries sont également classées depuis décembre 1906[3],[23].

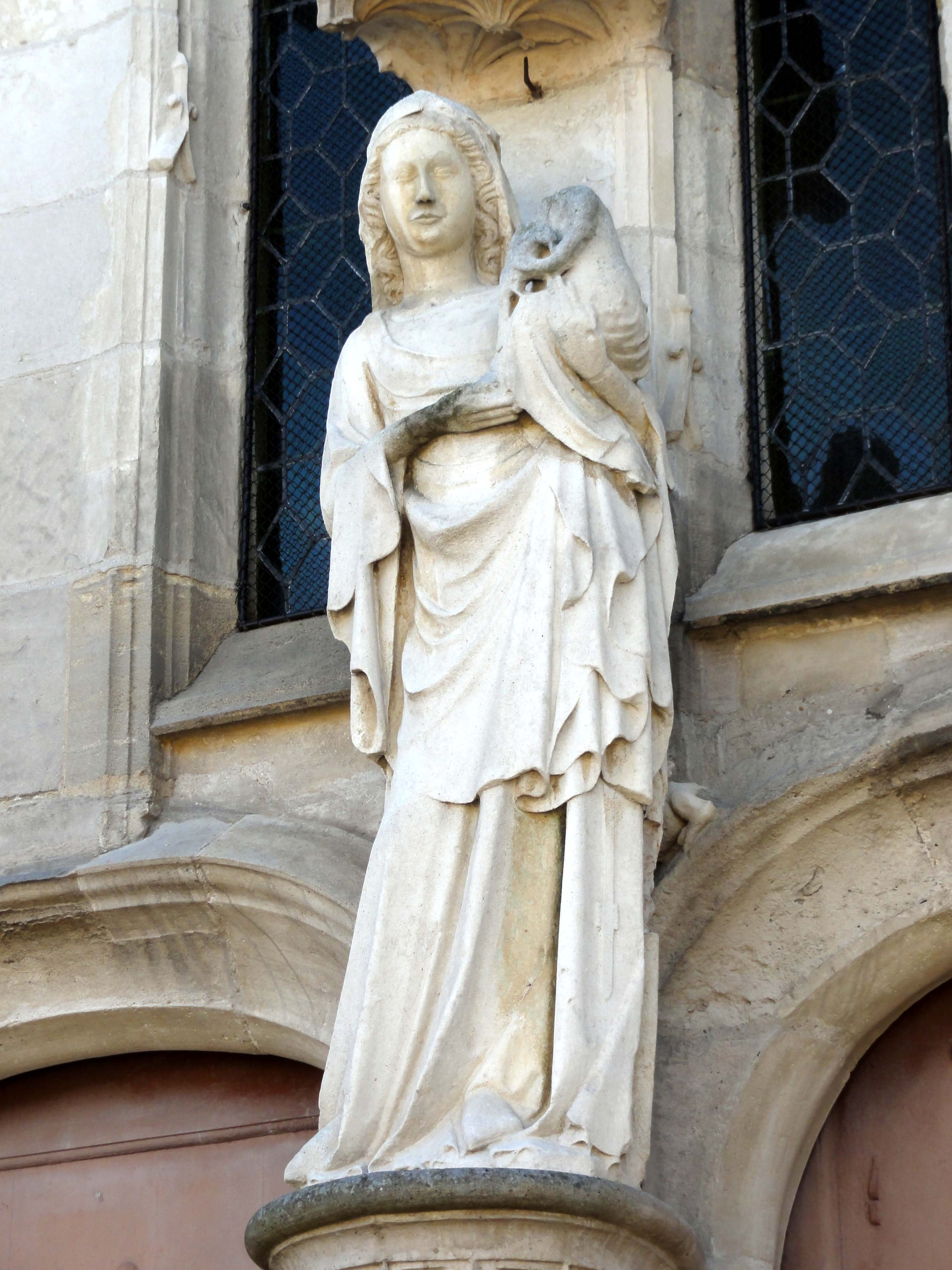
Vierge à l'Enfant.
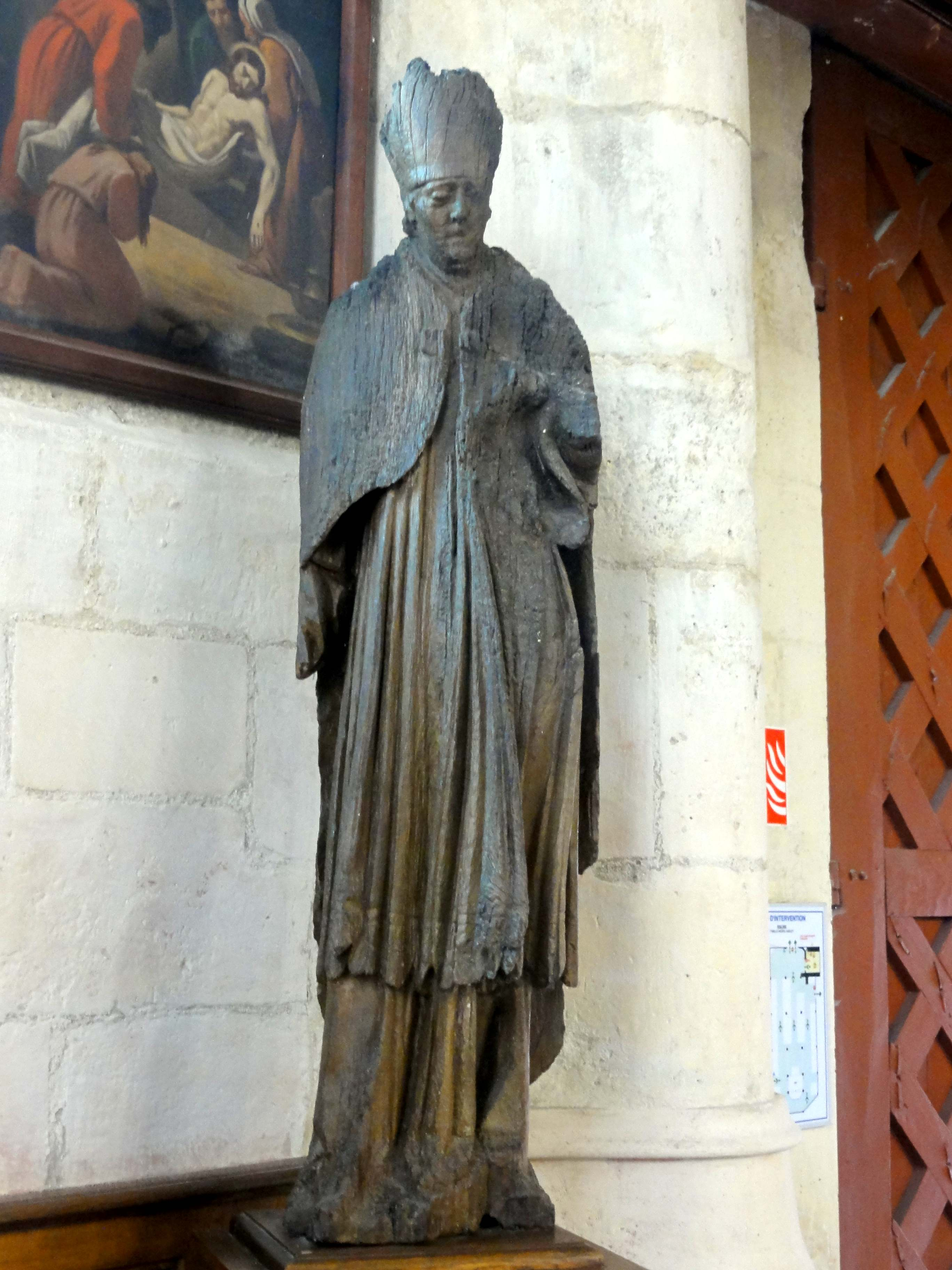
Saint évêque du portail.
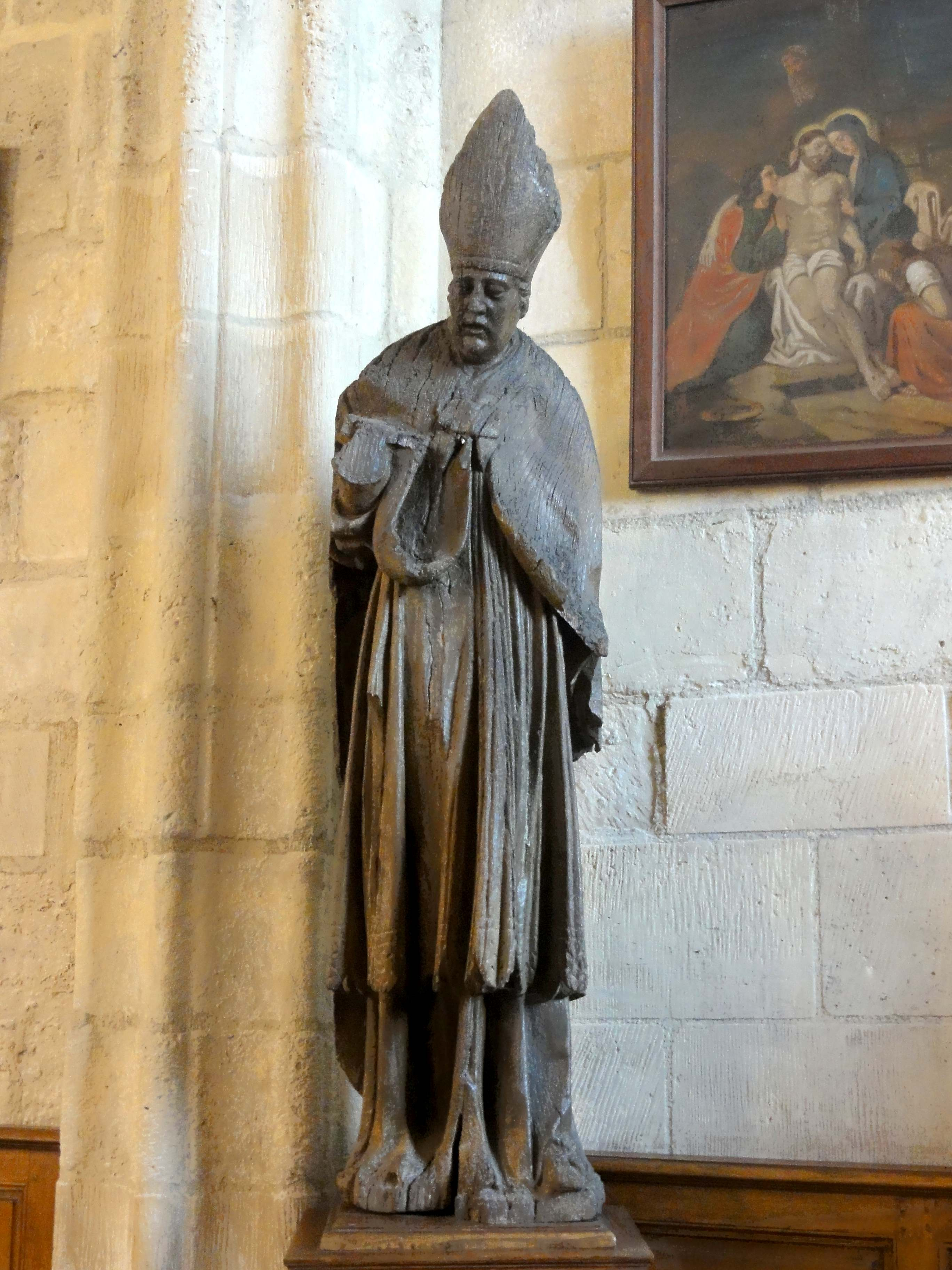
Saint évêque du portail.
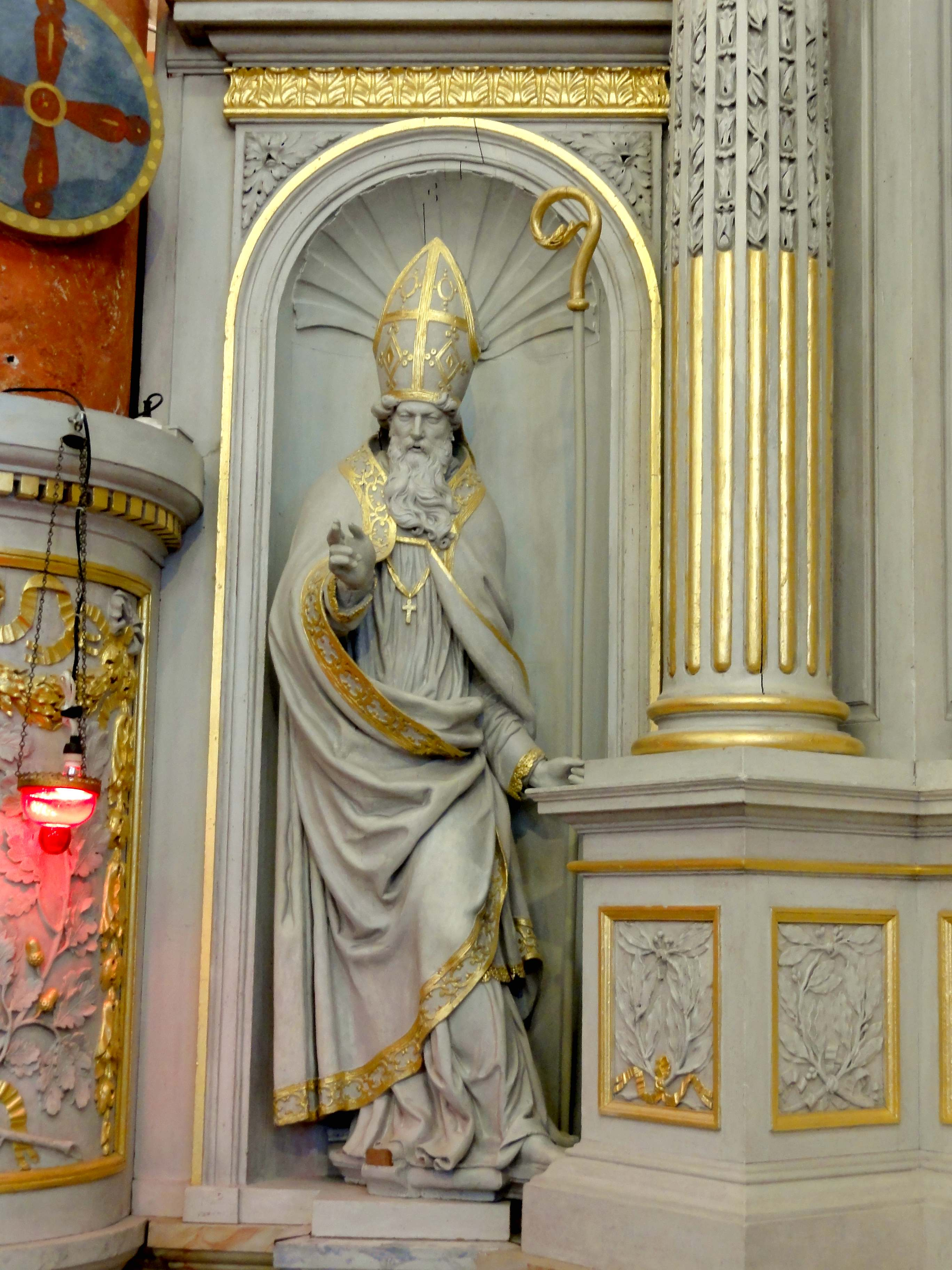
Saint Martin.
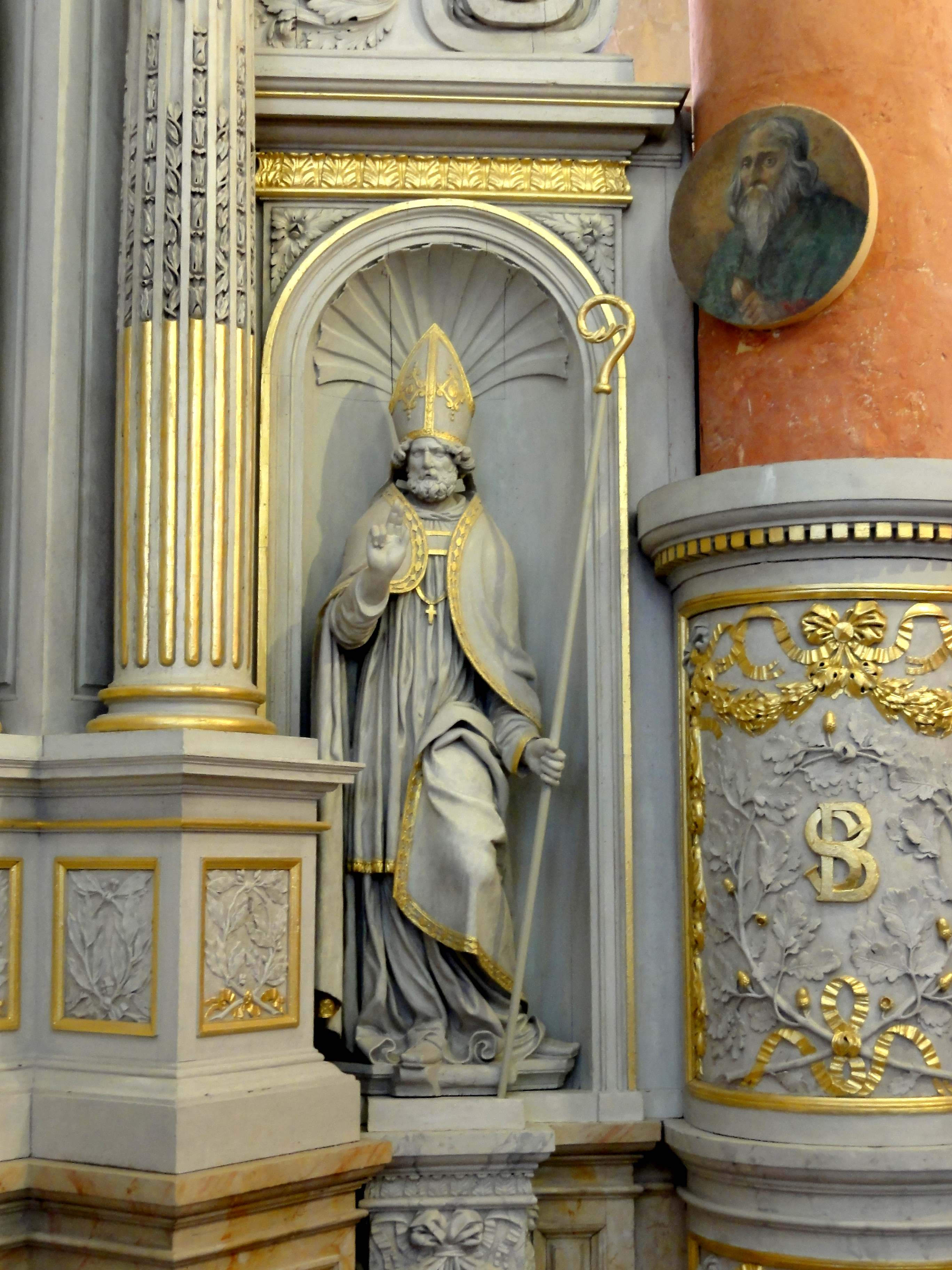
Saint Blaise.
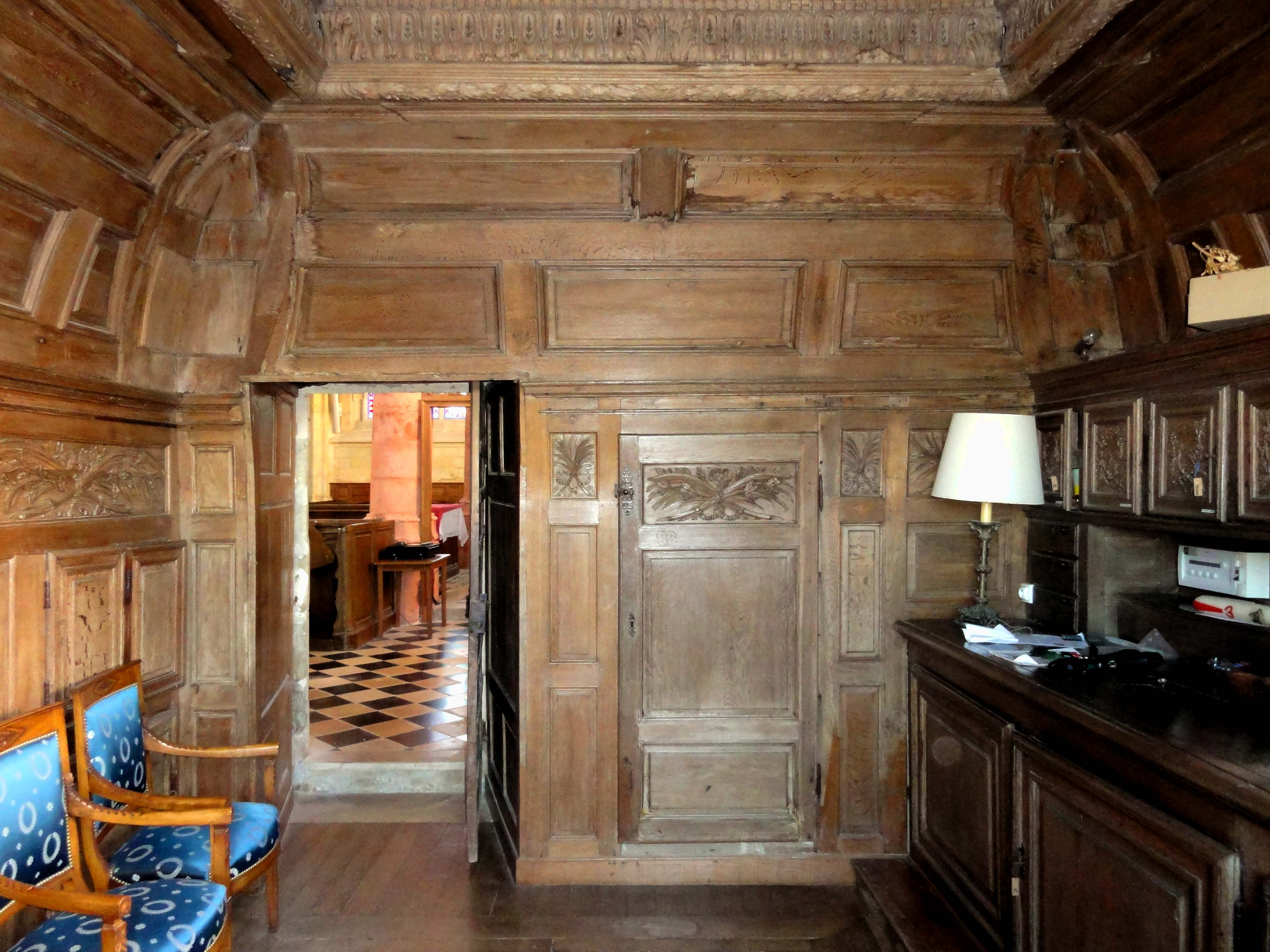
Sacristie, vue vers le nord.